# Arte prehistórico

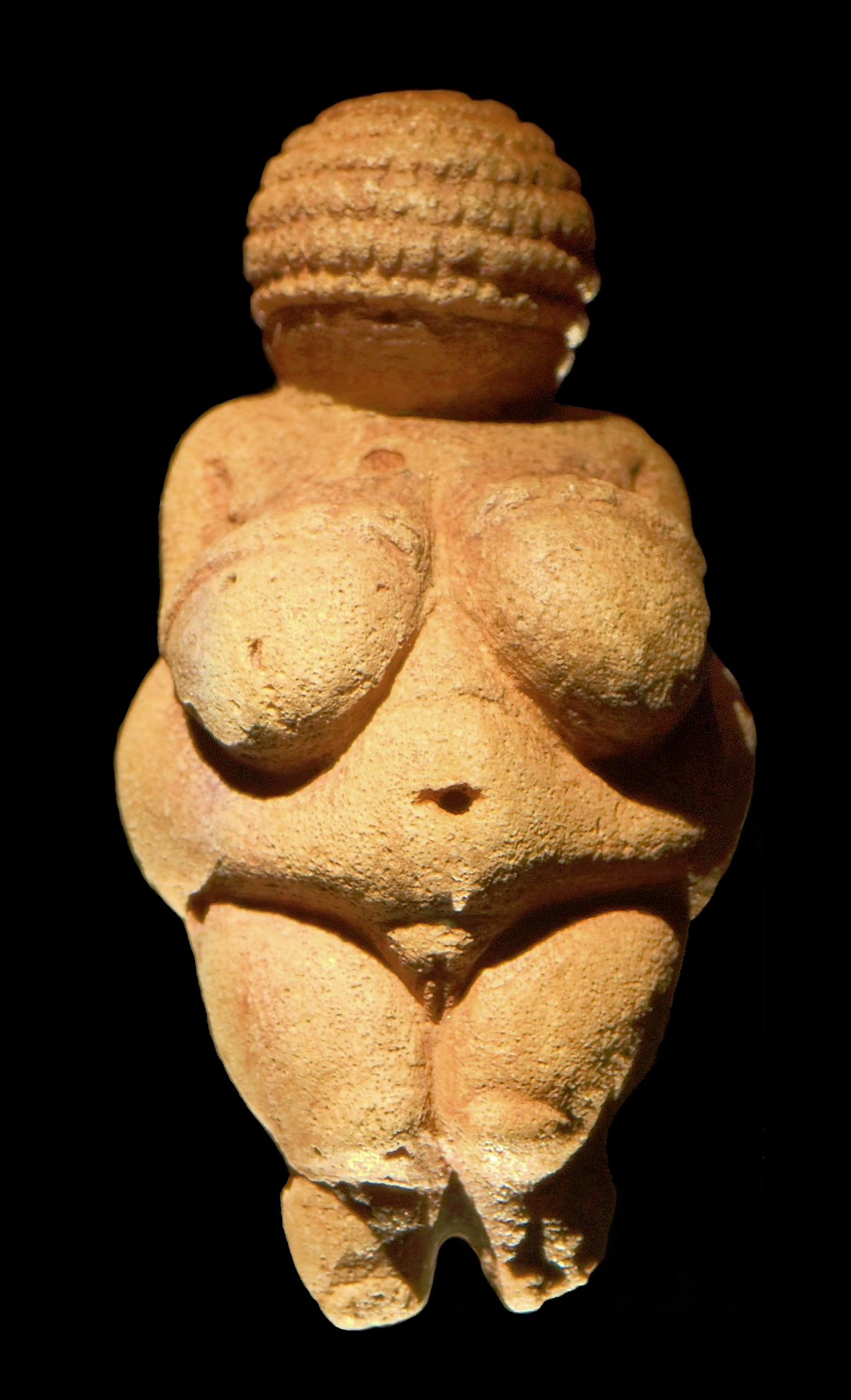
Venus de Willendorf.

El arte prehistórico es un fenómeno artístico de alcance geográfico global y una amplitud temporal suficiente como para afectar a las épocas más diversas. El concepto es mucho más extenso que el fenómeno rupestre cuaternario, principalmente circunscrito a Europa occidental, y comprende además las Elou del llamado arte paleolítico.
Aunque cronológicamente, Europa debería ocupar el primer lugar, y a pesar de que muchas de las expresiones artísticas prehistóricas son relativamente recientes en algunas zonas del globo, donde han sobrevivido pueblos primitivos, la exposición se realizará siguiendo el orden alfabético. Aunque ello derive en un problema adicional: ¿es lícito comparar manifestaciones tan lejanas en el espacio y en el tiempo? En este sentido, la confrontación de equivalencias culturales, obviando los particularismos empíricos, permite obtener generalizaciones..
Con base en ello, se puede apreciar que, en las artes plásticas y visuales de los pueblos primitivos, el realismo es algo excepcional, frente al simbolismo, la abstracción, la estilización y el esquematismo, que parecen una constante mundial.
Otra posible generalización es que casi todo el arte rupestre holoceno se desarrolla en el exterior, a lo sumo, en abrigos rocosos, desfiladeros y covachas poco profundas.
En tercer lugar, el megalitismo y la construcción de túmulos, en relación con el culto a los muertos, o la necesidad de desarrollar una arquitectura defensiva, a menudo con construcciones ciclópeas (cuya motivación, excede, con mucho, a las necesidades militares), también son constantes del arte prehistórico mundial.
Por último, está el hecho de que, a pesar del innegable significado religioso del arte prehistórico, este no solo se asocia al mundo funerario o mitológico, sino que los temas abarcan todas las facetas de la vida social de los humanos (caza, guerra, trabajos, ceremonias humanas, jerarquías, sexo, familia, incluso, diversión...) y, sobre todo, a medida que las sociedades humanas evolucionan, la glorificación del poder y de los poderosos.

## Introducción
Los prehistoriadores consideran obras de arte a todas las referencias gráficas realistas o esquemáticas realizadas en el marco de sociedades pretécnicas y no literarias. El arte prehistórico tiene constantes técnicas, temáticas, de ubicación, y variantes producidas por tradiciones compartidas entre grupos vecinos o en periodos limitados de tiempo.
La Arqueología analiza la forma de los restos materiales del pasado, la Antropología Cultural y la Etnografía ayudan a comprender los cambios del utillaje y de la mentalidad. Los que estudian el arte prehistórico se preocupan por identificar los temas y estilos, y definir el ambiente cultural; casi nunca superan el análisis preiconográfico y apenas consiguen reconocer las escenas ni el significado de la representación.
Es muy poco lo que se conserva del arte prehistórico: solo grabados, pinturas y esculturas que han resistido el paso del tiempo y que la Arqueología ha conseguido recuperar. Se desconocen las intenciones de los autores y destinatarios del arte prehistórico, ya que no se dispone de informaciones contemporáneas ni orales ni escritas.
Para saber cuándo se elaboraron esas manifestaciones se suele estudiar el orden de las superposiciones y de las pátinas de las figuras rupestres, así como los caracteres de las obras que depositaron en el suelo de un espacio habitado o un recinto funerario. No es difícil percibir la sucesión de temas y estilos de los objetos recuperados en una excavación. El esquema cronológico se aplica por inducción a las figuras de mayor tamaño dibujadas sobre las paredes de la cueva o en rocas al aire libre. Así se establece un cuadro que define los estilos del arte prehistórico y la sucesión de formas y técnicas.

### Reconocimiento del arte prehistórico
En el último cuarto del siglo XX se produjeron un aumento de hallazgos de arte rupestre, y se desarrollaron programas internacionales de documentación. Se empezaron a disponer de métodos para una datación directa de la materia pictórica y del soporte de una obra para identificar las técnicas de representación, tales como la composición de pigmentos y el desarrollo del grafismo, los autores y para saber cómo se combinan los temas. Al proceder a la autentificación de los conjuntos rupestres descubiertos en los años 90 se ha podido recurrir a una compleja analítica para conocer aspectos no perceptibles a simple vista, como una zona pintada de la cueva de Zubialde.
Se ha generalizado una política de protección que intenta contrarrestar la sobrecarga del uso turístico de conjuntos, como las cuevas de Francia y las cuevas de España, la contaminación ambiental, como la lluvia ácida, o la proliferación de exposiciones. El conocimiento de los factores agresivos y de sus posibilidades de control y la limitación de visitas y manipulaciones empiezan a reducir estos tipos de riesgos.

#### Orígenes
Muchos pueblos primitivos dibujaron figuras y signos sobre soportes que no resisten el paso del tiempo, como la madera, la corteza, las fibras o el cuero, y estaban hechas con tierras de colores, pinturas o tatuajes sobre el cuerpo. Como no se han conservado, no han podido ser estudiados por la Arqueología.
En el Paleolítico Medio y en el periodo de transición al Paleolítico Superior, entre 125000 y 35000 a. P., el hombre de Neanderthal recogía materiales de formas y colores llamativos, como cristales de roca, óxidos de hierro de color ocre o rojo, conchas y fósiles, que llevaban a cuevas y la colocaban junto a los muertos. Se discute su intención artística en algunos trazos sobre huesos y piedras, como los de Pech de l'Azé o los de Riparo Tagliente. Pese a todo, cabe reconocer al Homo neanderthalensis las primeras manifestaciones artísticas, que proceden de hace unos 65 000 años, tal como se constata por los restos hallados en las cuevas de Maltravieso (Cáceres), Ardales (Málaga) y La Pasiega (Cantabria).
Al hombre de Cro-Magnon se debe un progreso del utillaje con trabajo muy cuidado del sílex, asta, hueso y marfil y del dispositivo funerario. Es autor también de imágenes relacionadas con el mundo que le rodea, como pequeñas figuras de animales esculpidas sobre marfil en el Auriñaciense antiguo del sur de Alemania, entre 33 000 y 26 000 a. C. Más tarde se desarrolló el arte rupestre en la Cornisa Cantábrica y al sur de Francia, con trazos hechos con los dedos sobre el barro de la cueva de Pech Merle, así como signos y siluetas animales y humanas realizados tanto en cuevas como sobre utensilios, como una pieza de Georges Laplace obtenida de la cueva de Gatzarria.

### Arte prehistórico en otras regiones
Mediante el estudio de los cambios de equipamiento  y de la disposición de los lugares de vivienda o enterramiento en los diferentes estratos de un yacimiento arqueológico, la Prehistoria de Europa reconoce el orden en que han ido produciéndose distintas culturas.
En regiones como África, América y Oceanía los modos de vida primitiva o aborigen han perdurado hasta fechas recientes, ofreciendo un "arte ahistórico" que ha tenido que clasificarse por la apariencia de su evolución formal o recurriendo al modelo de estilos reconocidos en la prehistoria europea.

#### Arte africano
Existen pueblos rurales en África que hasta la actualidad conservan antiguas tradiciones estilísticas de arte rupestre a pesar de la influencia de los patrones preestablecidos de Arte y belleza de las culturas occidentales contemporáneas. En ese sentido, han logrado salvaguardar dichos patrimonios culturales a pesar de la presión de los colonizadores extranjeros que trajeron consigo ideologías artísticas discriminantes entre las que tenemos, por ejemplo la tendencia iconoclasta islámica. No obstante en este epígrafe nos centraremos en el arte prehistórico en sí, es decir, hasta la llegada de los europeos, en los siglo XV y XVI, cuando los yoruba, los benín, los sao y otras grandes culturas estaban en su apogeo, cortado de raíz debido al comienzo de la explotación colonial.

##### Arte africano en la Edad de Piedra
Las primeras manifestaciones artísticas africanas son paleolíticas, pero muy escasas: por un lado tenemos la dudosa Venus de Tan-Tan (Marruecos), y por otro los testimonios más firmes del África austral, como la caverna de Blombos (República Sudafricana), con unos 70 000 años, donde hay bolas de ocre mineral (hematita) decoradas con incisiones paralelas, reticuladas y con motivos geométricos (algunas proceden de inhumaciones rituales). Hace tiempo que se sabe que el ocre pudo servir para pintar adornos corporales, sin embargo, es la primera vez que esta especie de lápices de pigmento conservan algún tipo de decoración intencionada. También datable en el Paleolítico es la plaqueta pintada con un zoomorfo no identificado datado en 25 000 años de antigüedad de la cueva del Apolo 11 (Namibia), donde, además, hay arte parietal muy posterior atribuido a los bosquimanos.
El resto del arte africano prehistórico conocido es mucho más tardío, seguramente posterior al Neolítico. Durante la Edad de Piedra distinguimos las siguientes regiones:

###### África del norte
Destaca, especialmente, el enorme conjunto de pinturas rupestres de las montañas del centro-sur del Sáhara: Ahaggar, Tassili, Tibesti, Fezzan..., que constituyen el más grande núcleo rupestre del mundo. Esta región, debió ser, en tiempos remotos, mucho más húmeda y rica en fauna, pues las representaciones son asombrosamente ricas en fauna salvaje (elefantes, jirafas, búfalos, hipopótamos) y doméstica (carneros, bueyes, camellos...). Las escenas están llenas de vida y optimismo, hay familias, jóvenes zambulléndose, etc. Probablemente haya varias etapas, una primera fase con pueblos que conocían la ganadería y la agricultura de subsistencia, pero practicaban la caza del búfalo (IV milenio a. C.) una segunda de pastores de bueyes de largos cuernos en los que sus cuidadores portan grandes arcos (III milenio a. C.) y una tercera en la que ya se conocen animales de monta (caballos y camellos) que aparecen en pleno galope, así como el carro (II milenio a. C.). Parte de esta cronología es coetánea del Antiguo Egipto y, de hecho, en algunas de las representaciones se demuestran contactos de los pueblos sahrianos con los egipcios.

Estaciones rupestres en el Sáhara, con cierta influencia del arte egipcio y otras artes posteriores
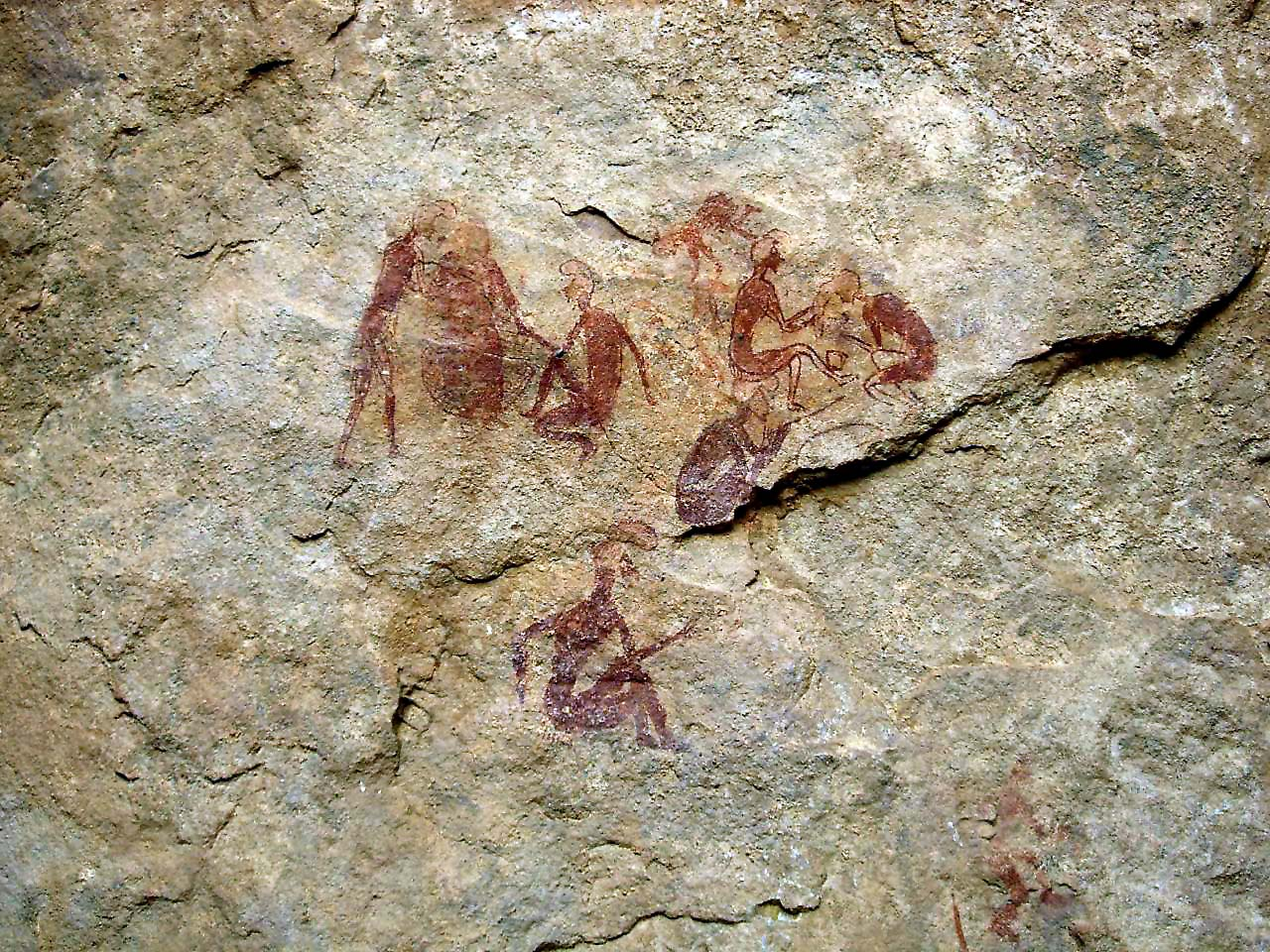
Escena cotidiana familiar
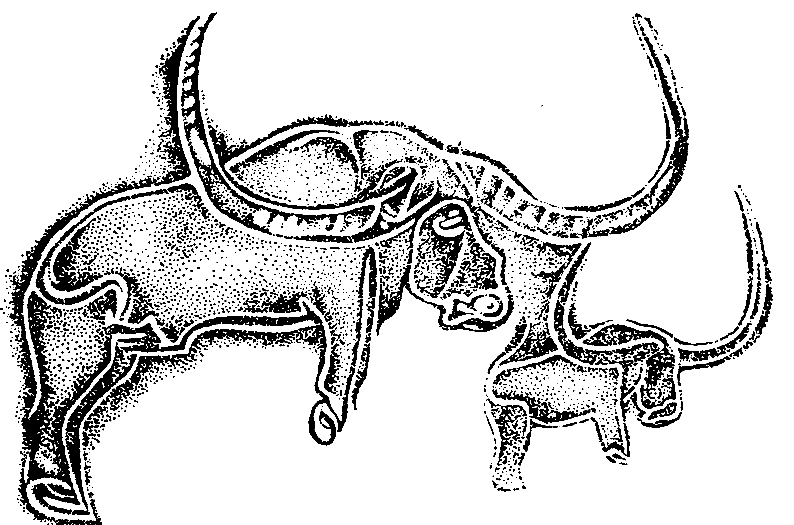
Búfalo salvaje grabado
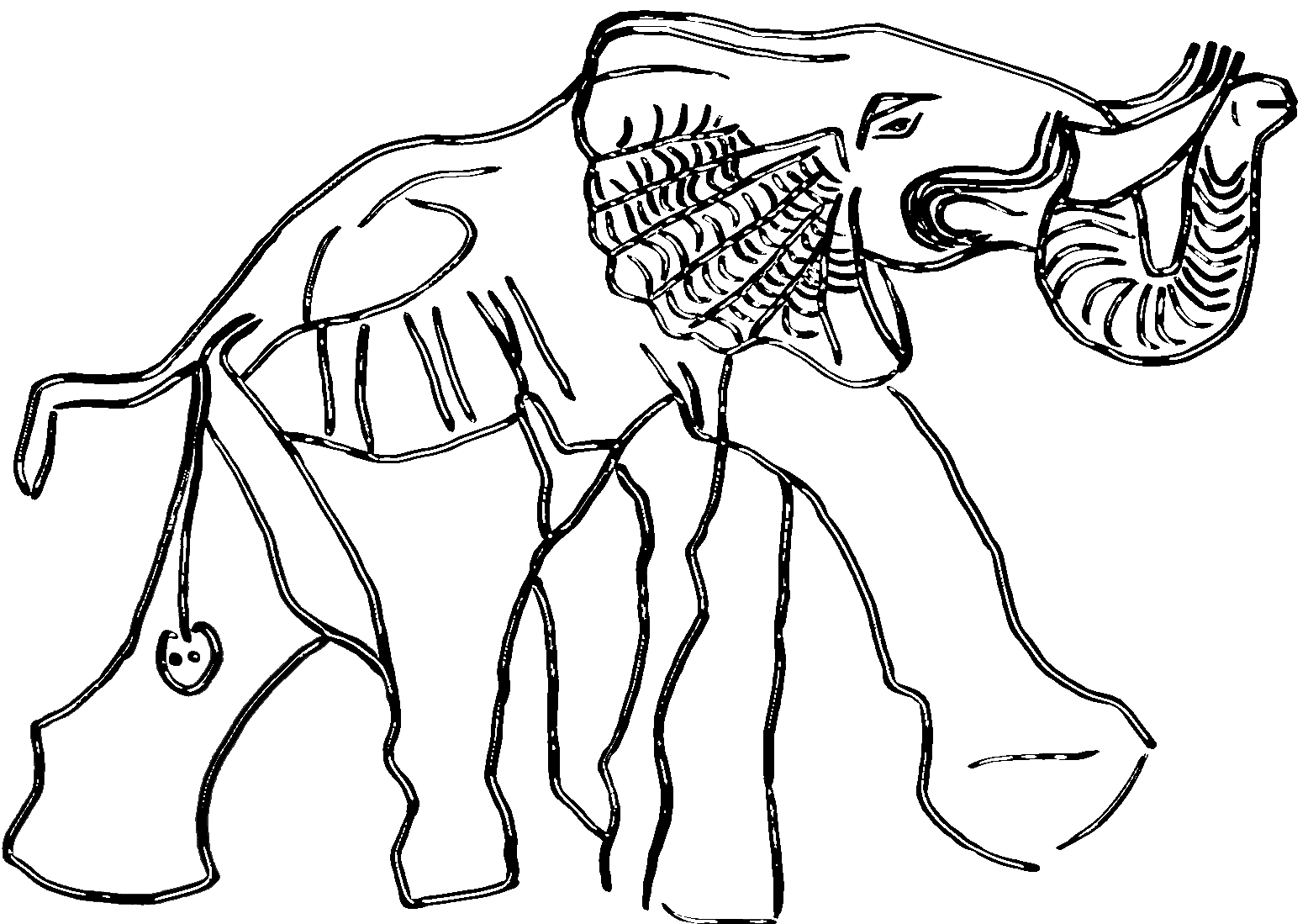
Elefante grabado en la roca
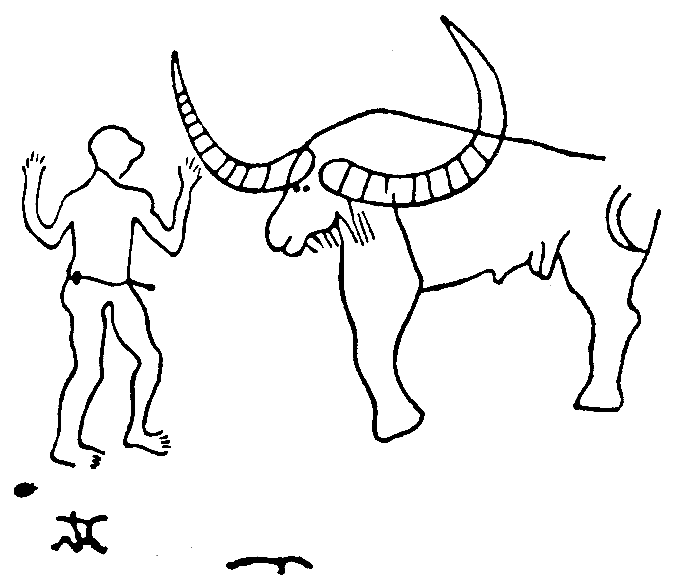
Escena de pastoreo
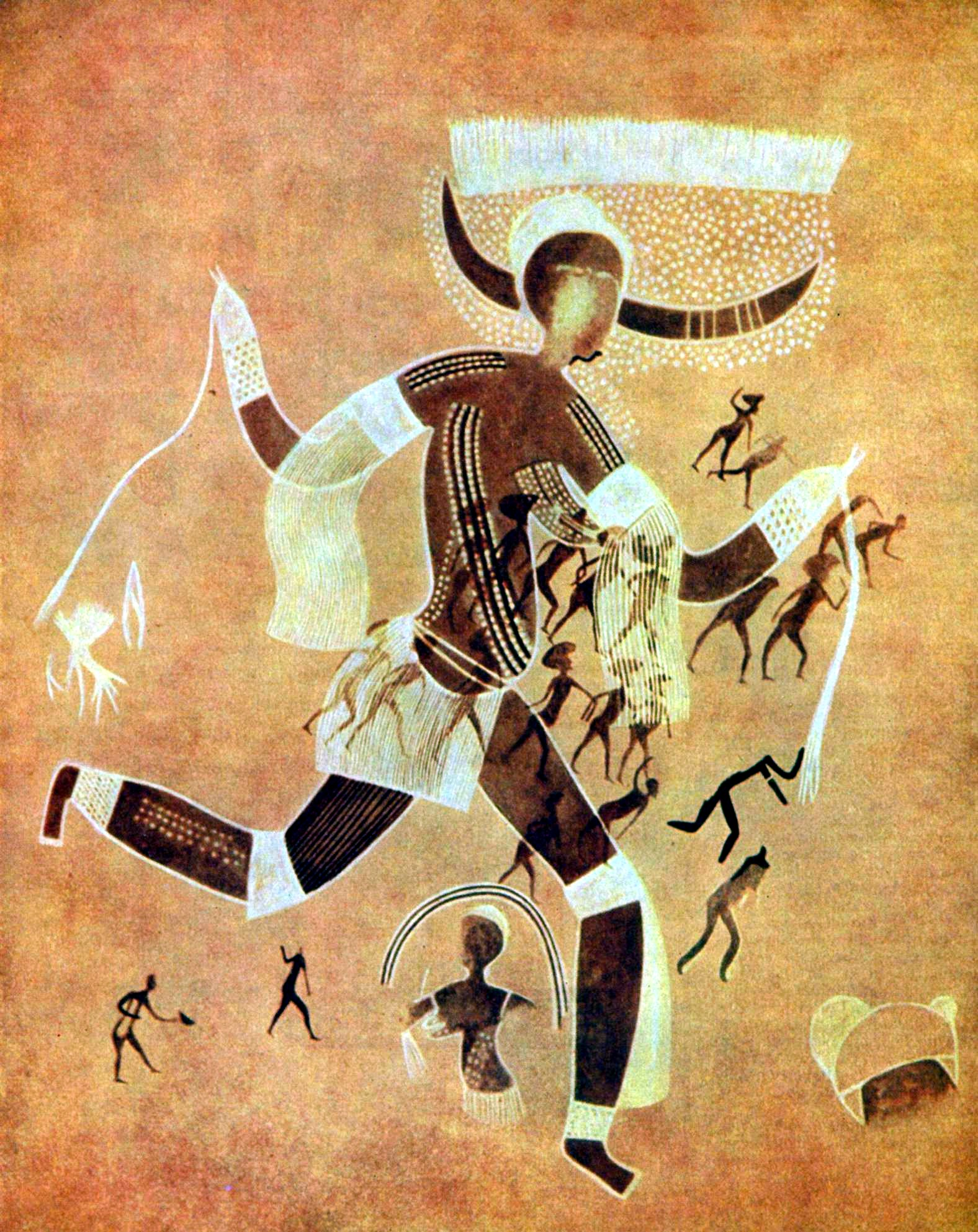
Escena chamánica
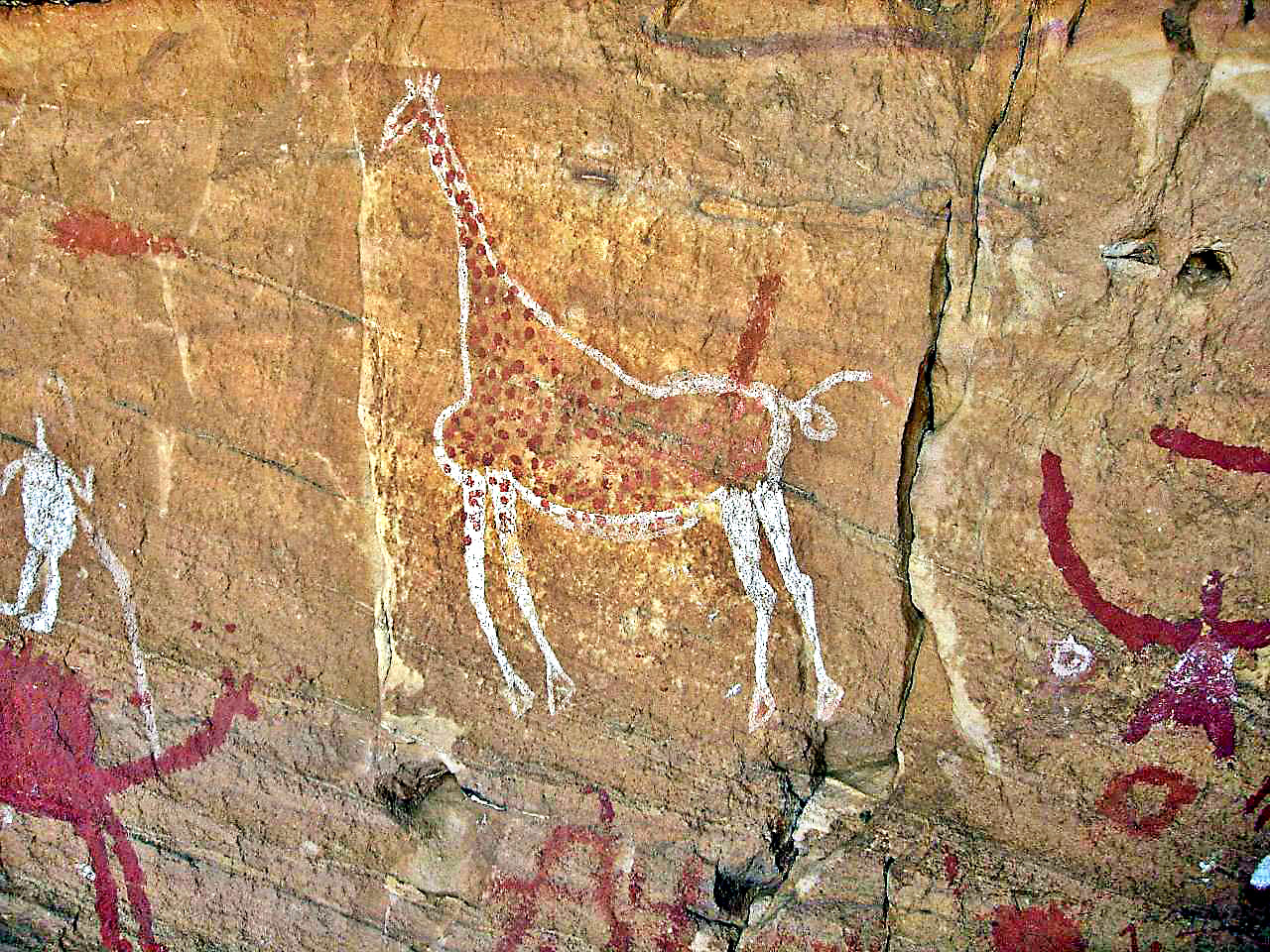
Jirafas pintadas
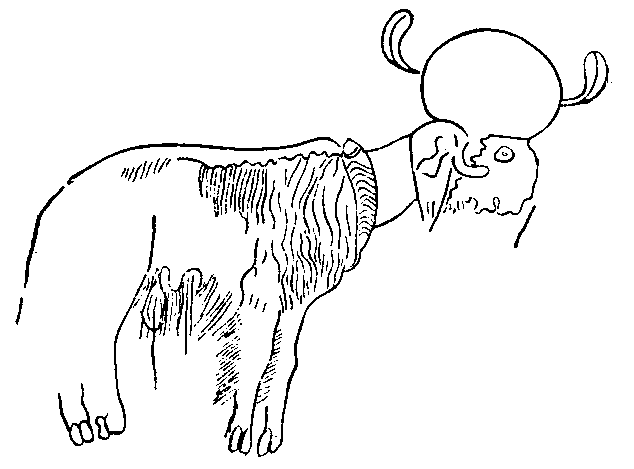
Carnero tocado como Amón
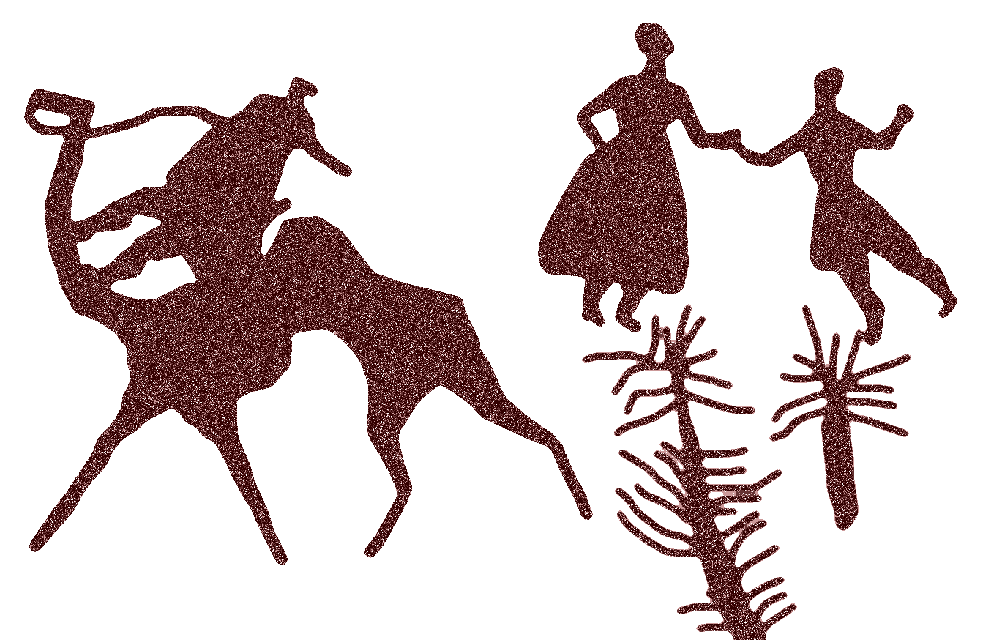
Monta de camellos
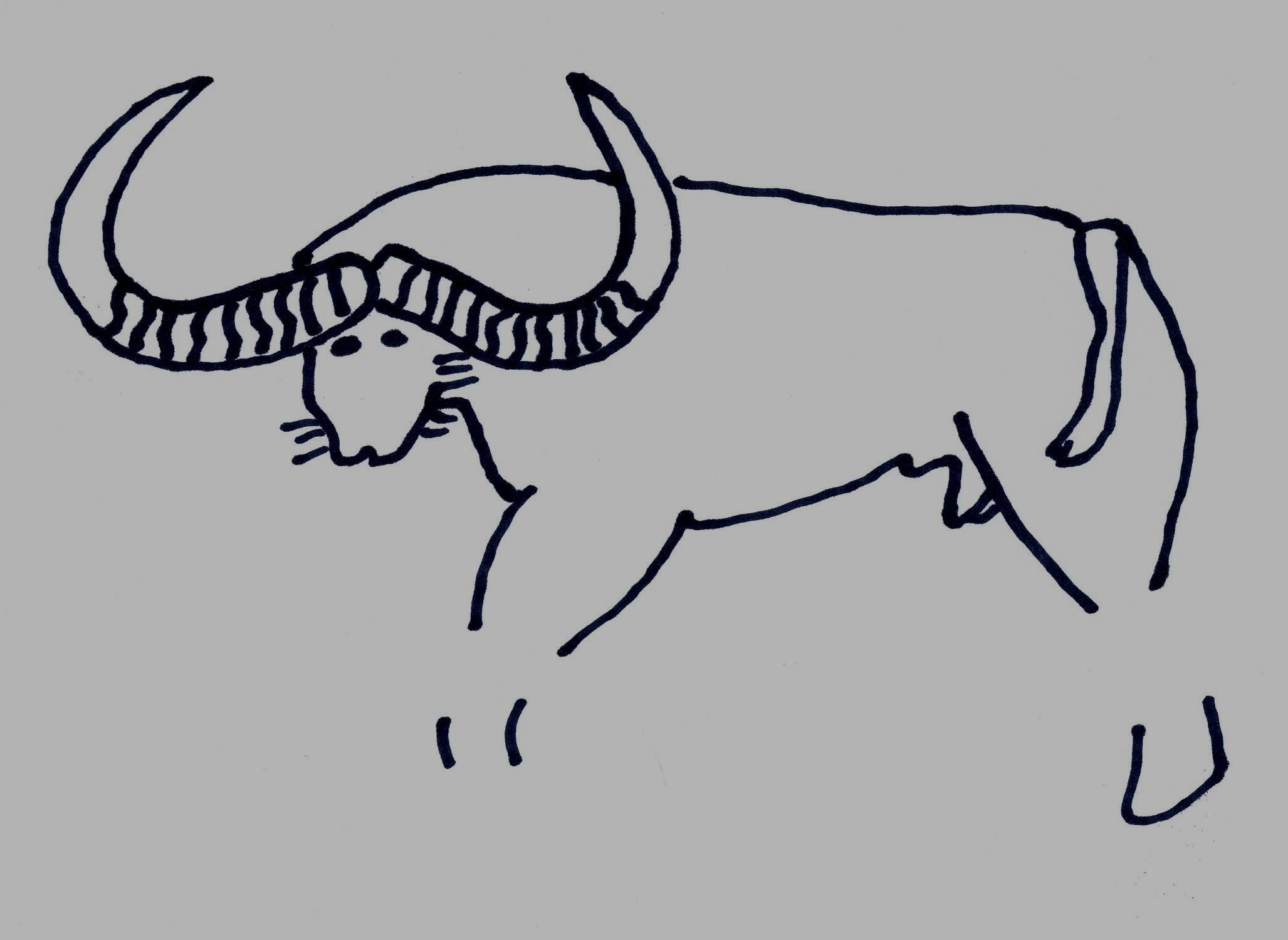
Provincia de Laghouat
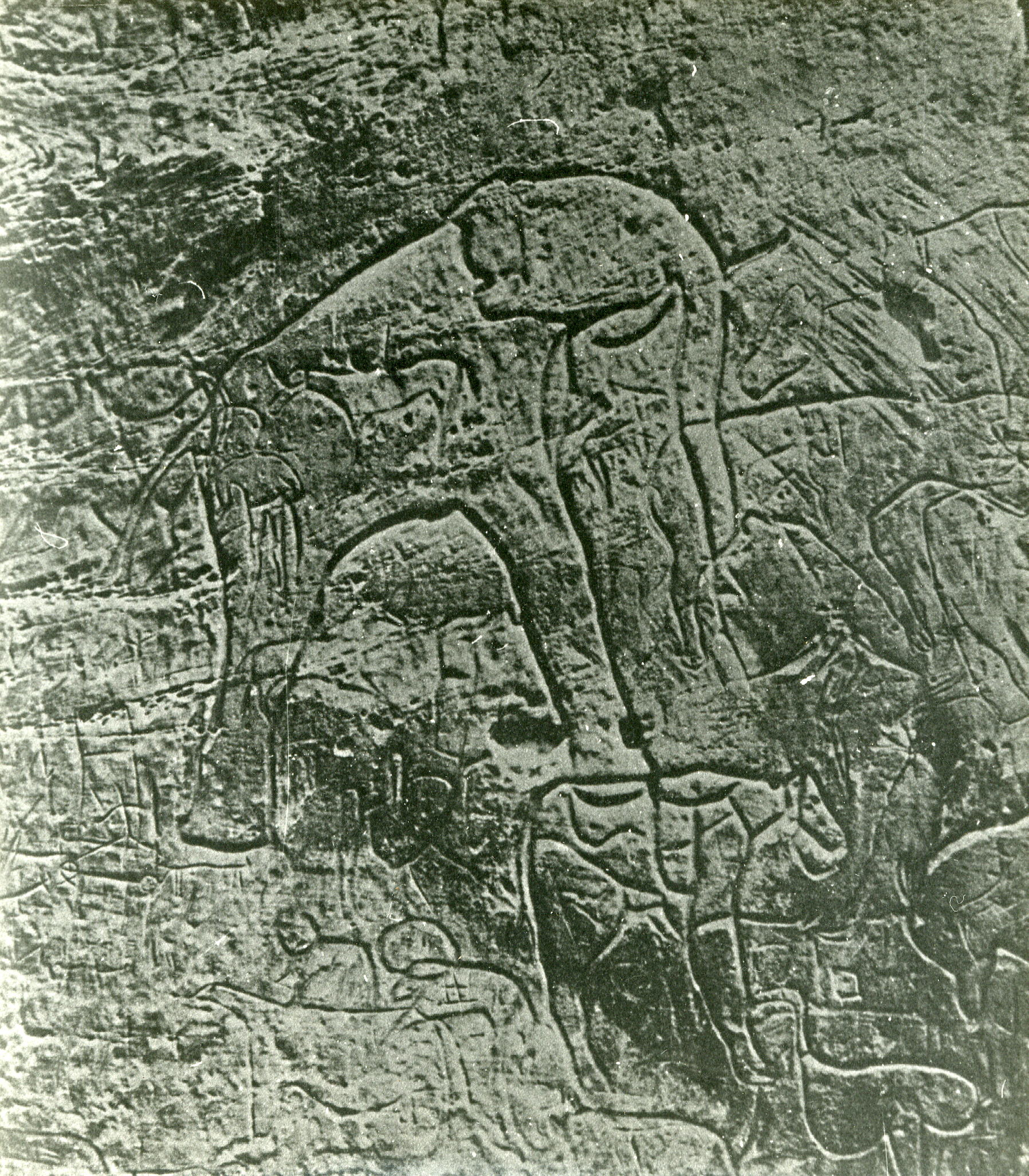
Provincia de Laghouat
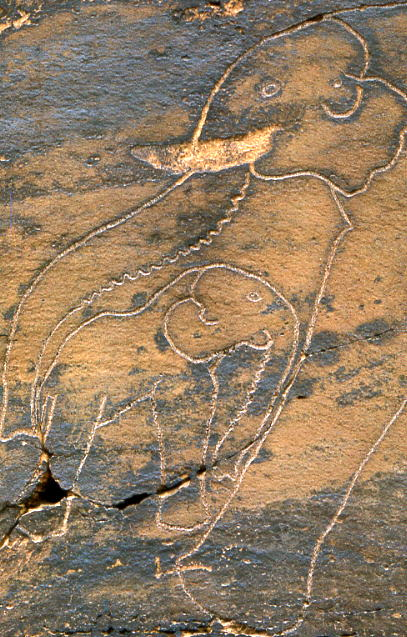
Provincia de Laghouat
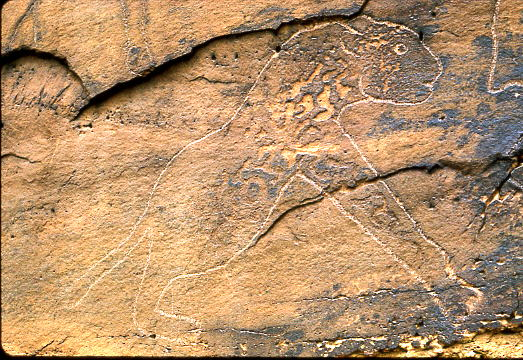
Provincia de Laghouat
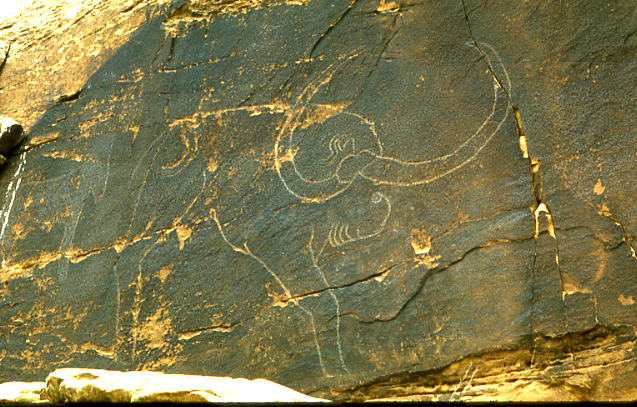
Provincia de Laghouat
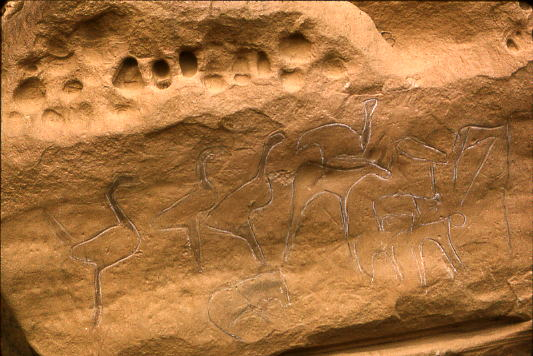
Provincia de Laghouat

###### África oriental
En África oriental, el propio Louis Leakey ha estudiado una serie de pinturas en diversos roquedos de la zona del lago Tanganika y del lago Victoria, donde se representan elefantes rinocerontes y búfalos. Son obras mal datadas y poco conocidas. También destacan, en Centroáfrica, el Refugio de Tulu y el Refugio de Kumbala, con personajes estilizados, unos en azul y otros en blanco muy diferentes a los del Sáhara meridional..

###### África austral
Esta zona mantuvo una serie de tribus del grupo llamado san cuyo nivel estaba en plena Edad de Piedra cuando llegaron los europeos. Los san convivían con los diversos grupos bantúes que, aunque, coetáneos, ya conocían los metales y, por tanto, se estudian en el siguiente epígrafe. Los san o bosquimanos desarrollaron un rico arte rupestre en toda esta zona (destacando Namibia, Drakensberg y Transvaal), en numerosas grutas y covachas, cuya antigüedad máxima es discutida, pero podría situarse en el quinto milenio y que perduran hasta tiempos históricos muy recientes. Su arte es estilizado y fresco, aunque no tan vivaz como el sahariano, y sus motivos son escenas rituales y animales del entorno, pero su policromía la más rica y brillante (sobre todo en las obras más tardías):

Estaciones rupestres san (bosquimanos) en el África austral
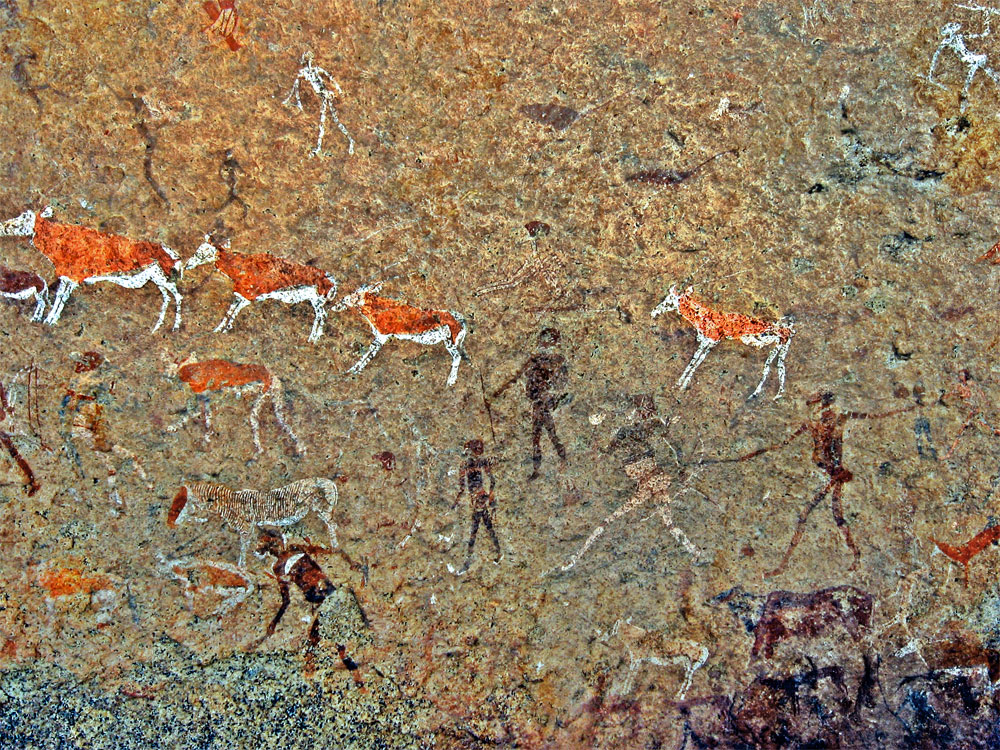
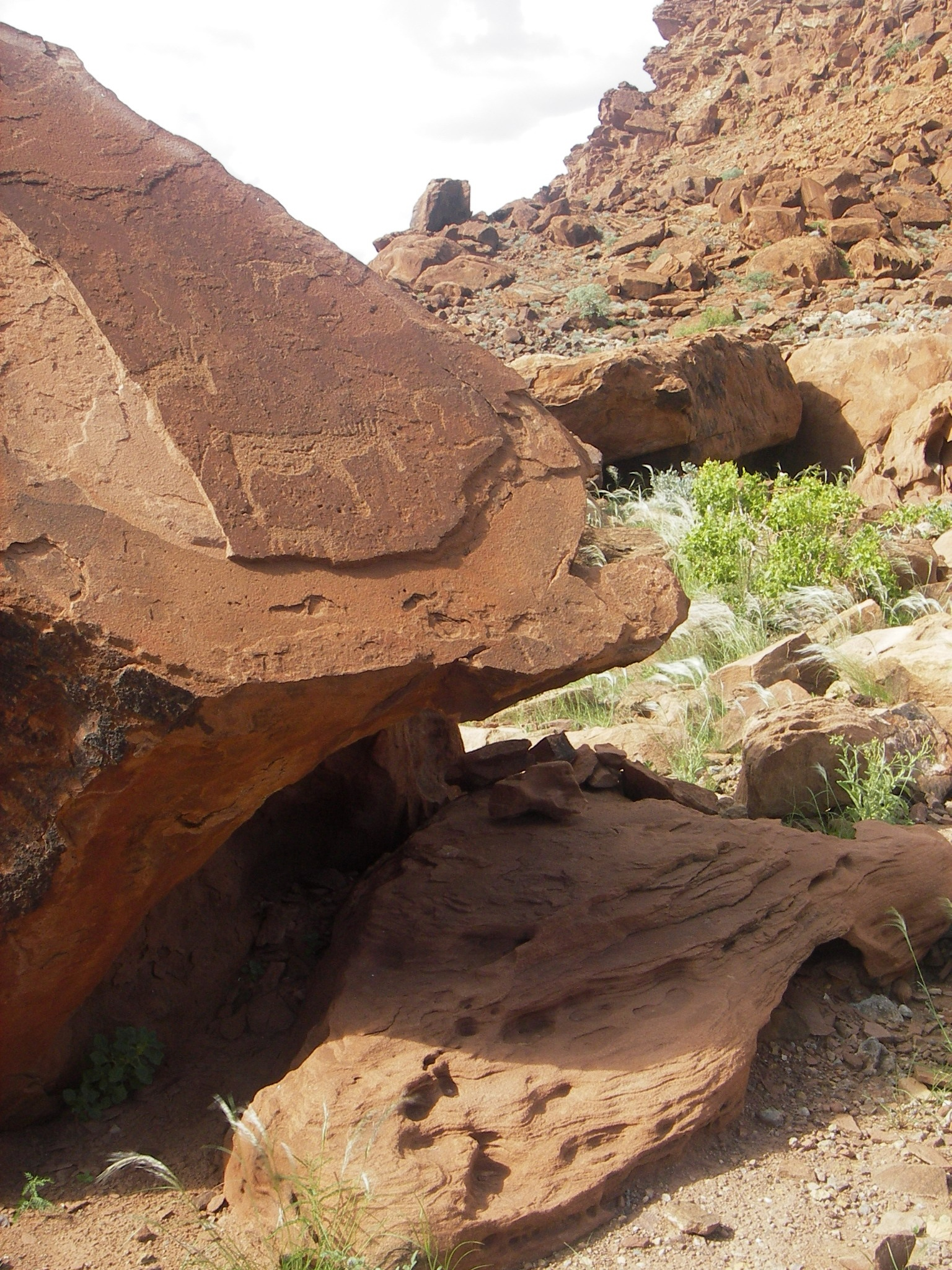
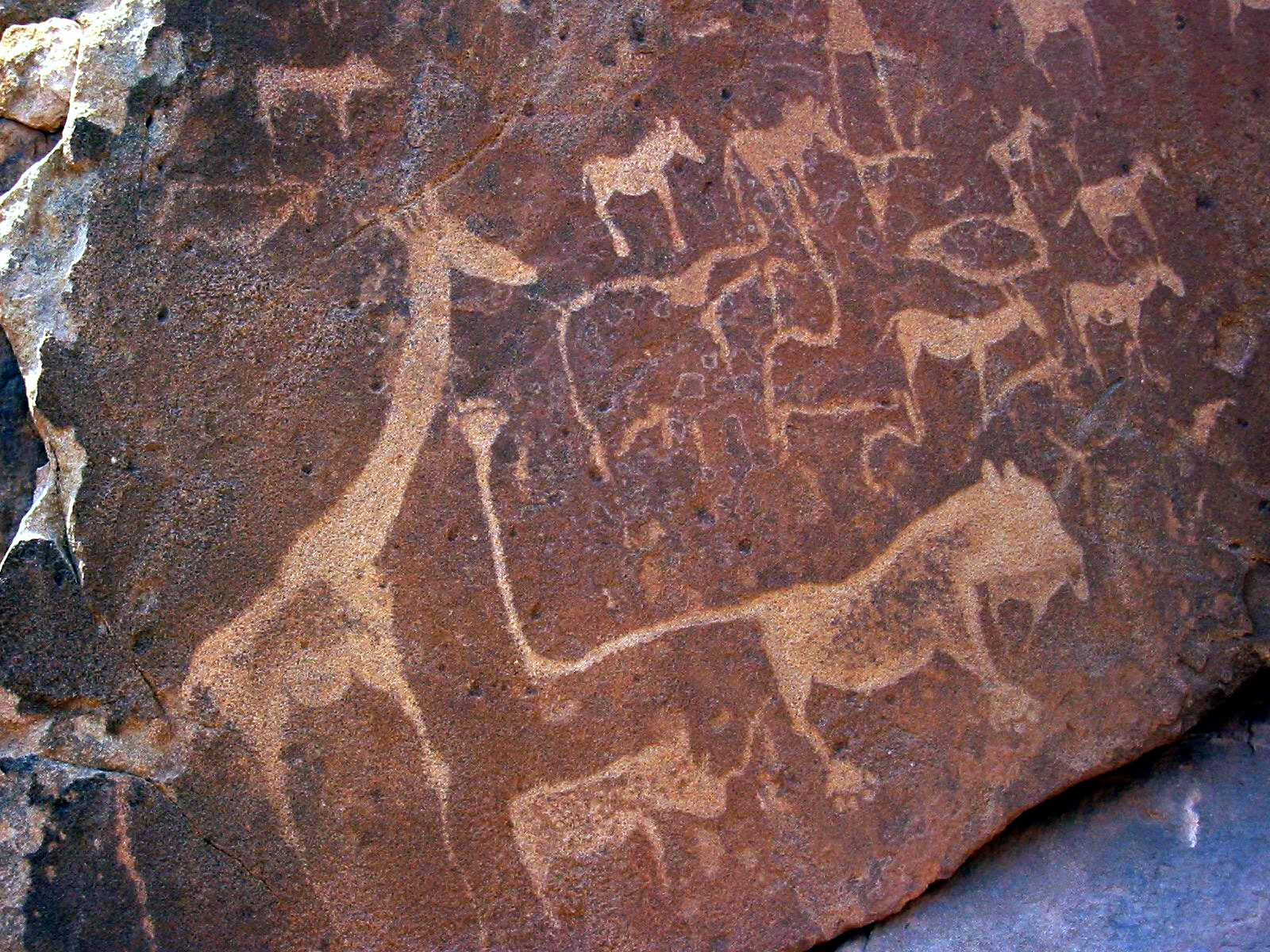
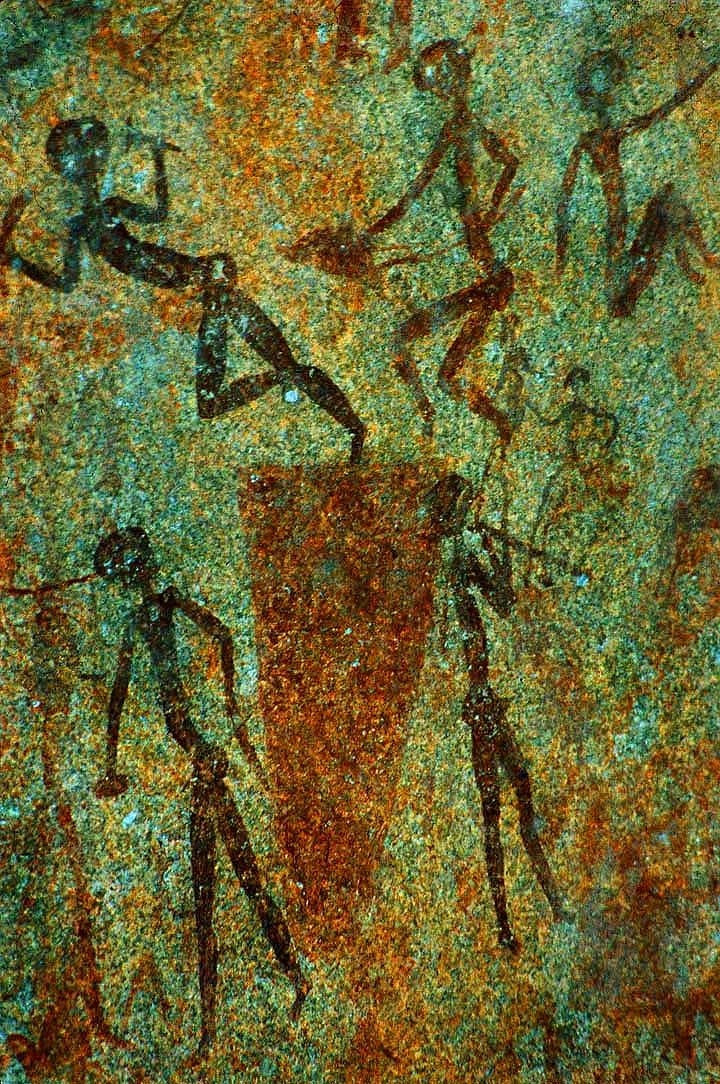

##### Arte africano antiguo
Curiosamente, a pesar de ser la cuna de la humanidad y de la riqueza étnica africana, los descubrimientos son mucho más escasos que en Europa o América debido a la dificultad de encontrar y acceder a los yacimientos, a los problemas sociopolíticos y a que amplias zonas del continente han comenzado a ser exploradas solo desde hace muy poco tiempo. Las noticias de grandes estados antiguos (de los que exceptuamos el Antiguo Egipto) son las que han guiado una serie de descubrimientos que, por otra parte, no dejan de ser aislados y fragmentarios:
- Cultura nok: Es una cultura que se desarrolló en el norte de Nigeria entre el siglo V a. C. y el III d. C. Eran conocedores de la metalurgia del hierro y, artísticamente, destacan por ser los iniciadores de la estatuaria africana, en este caso, de terracota. Las esculturas nok son de una elaboración técnica y estilística muy madura, lo que hace sospechar que debió haber precedentes (por el momento desconocidos). Se trata de obras estilizadas, de una elaboración exquisita y con una iconografía basada en la figura humana. se ignora su función, pues hasta el momento los ejemplares mejor conocidos proceden de poblados estables (por ejemplo, Samun Dukiya y Taruga, junto al río Benué), pero sin duda fueron realizaciones religiosas. Las terracotas nok se consideran antecedentes de las esculturas yoruba y benín.

- Civilización del sao: se dio en las orillas del lago Chad, concretamente en los valles de Logon y Chari; inmediatamente después de la desaparición de los nok, aunque su apogeo tiene lugar entre los siglos IX y XVI. Casi todo el arte sao es funerario, concretamente se trata de vasijas y copas decoradas con representaciones antropomorfas y zoomorfas; pero también se conservan brazaletes, colgantes y pectorales fundidos en bronce por la técnica del moldeo a la cera perdida. Cabe destacar la simplicidad de su arquitectura, que ha llegado hasta nuestros días: se trata de chozas y graneros de planta circular y alzado en cúpula ojival, realizadas en tapial y adobe y con la superficie exterior curiosamente decorada con resaltes de diversas formas, los más comunes, son en uve invertida (musgus) o en forma de anillos (massas), que no solo mejoran la estética de la construcción, sino que sirven par trepar por estos salientes y reparar los deterioros fácilmente.

- Civilización munhumutapa: Se trata de un reino que floreció en el actual estado de Zimbabue entre los siglos XI y XV, de una etnia zulú llamada shona, cuya capital fue llamada Gran Zimbabue, probablemente la ciudad en ruinas más grande de toda África negra y que en sus mejores tiempos debió tener 18 000 habitantes; pero vinculadas a ella hay centenares de poblados a orillas de los ríos Zambeze, Limpopo y, en general, por todo el país.
Su arte se caracteriza, especialmente, por una arquitectura monumental de granito, generalmente defensiva, pero también se conocen objetos de oro, muebles y cerámicas. Entre los restos se hallaron fragmentos de porcelana china de la dinastía Song que sugiere el alto grado comercial de los munhumutapa, quizá basada en el control de yacimientos auríferos.

- País yoruba: Los yoruba son un pueblo del sur de Nigeria que en torno a los siglos IX y XII constituyeron un importante reino, cuyo centro religioso era el santuario de Ifé (o Ilé-Ifé), donde el sumo sacerdote u oni gobernaba una amplia federación de ciudades estado. Ifé acumuló numerosas riquezas y propició el desarrollo de una escultura cortesana técnicamente muy avanzada de prodigiosa calidad, a la par que majestuosa, y equilibrada. Predominan las cabezas de bronce o terracota, de un estilo sorprendentemente realista, que muchos han asociado a los ideales clásicos europeos (lo qua ha suscitado no pocas controversias), a pesar de sus innegables rasgos africanos. También existen cabezas talladas en Esié, otro santuario, pero su estilo es mucho más tosco. Esta dicotomía se explica por la existencia de un arte oficial, al servicio del reino, capaz de alcanzar altas cotas de perfección, frente a artistas no cortesanos, más libres pero ligados a los modelos ancestrales de religión animista de las tribus.

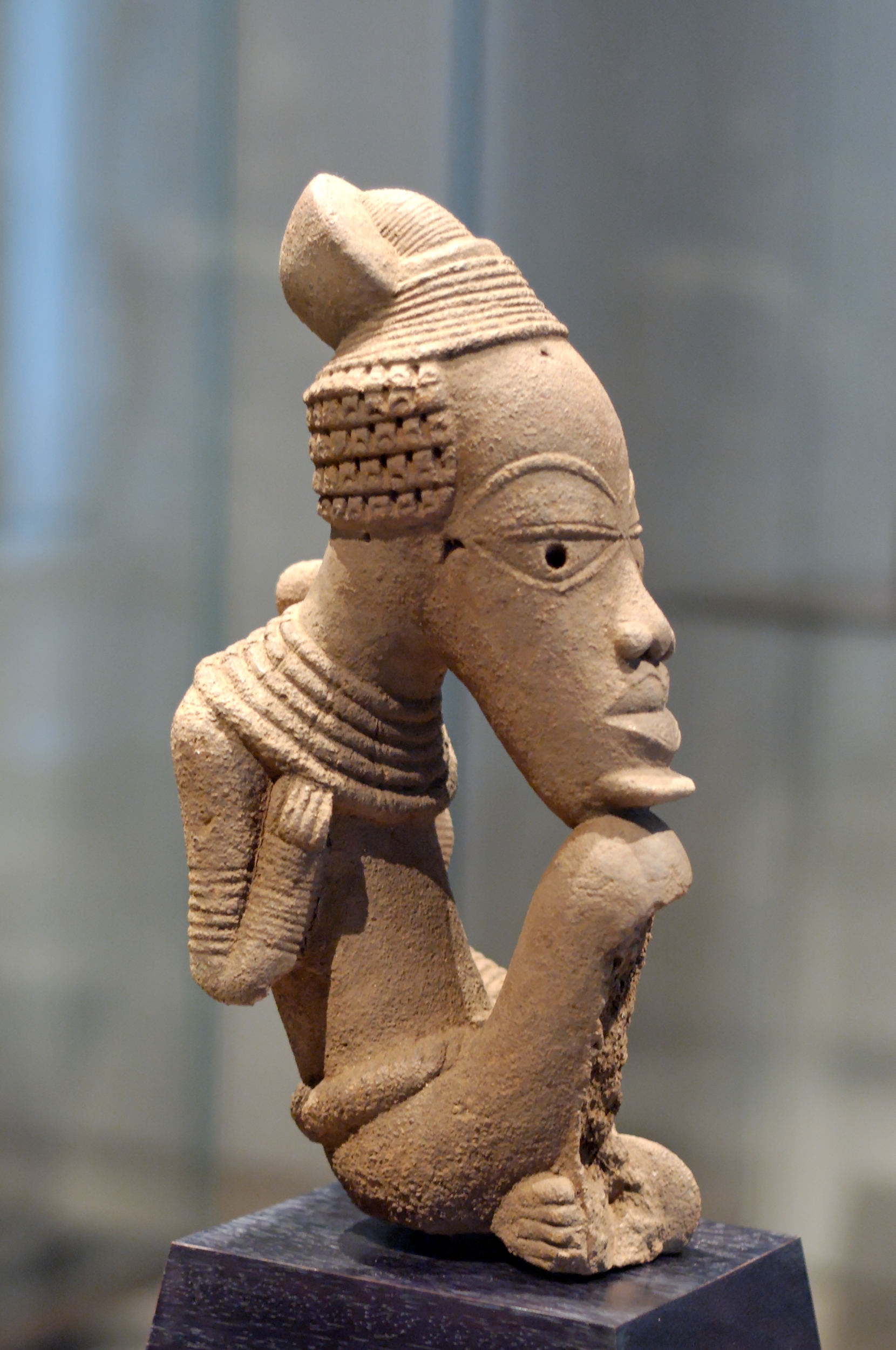
Terracota Nok
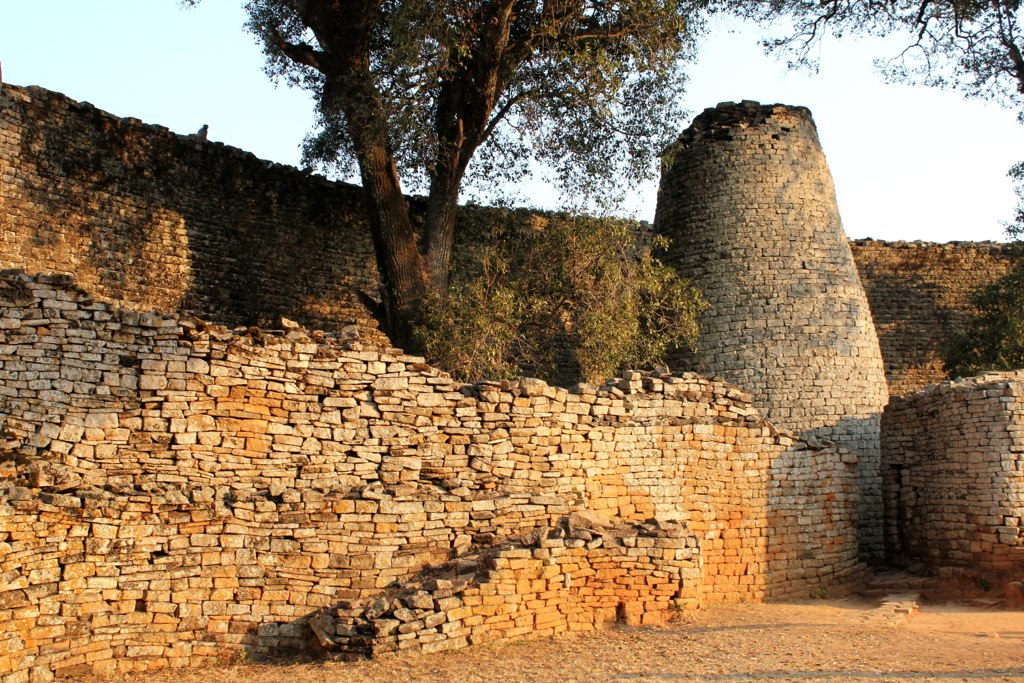
Gran Zimbabue
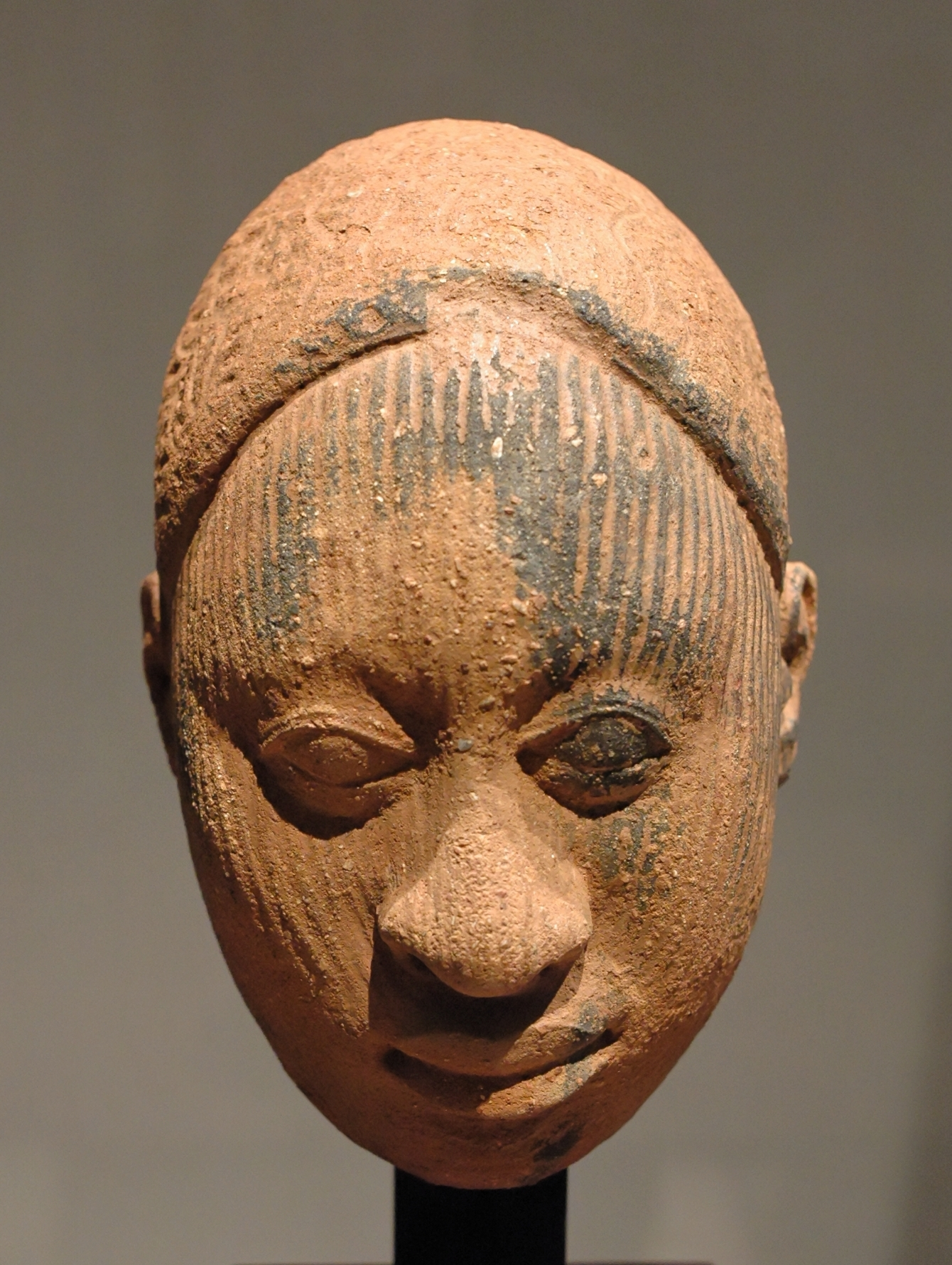
Terracota Yoruba
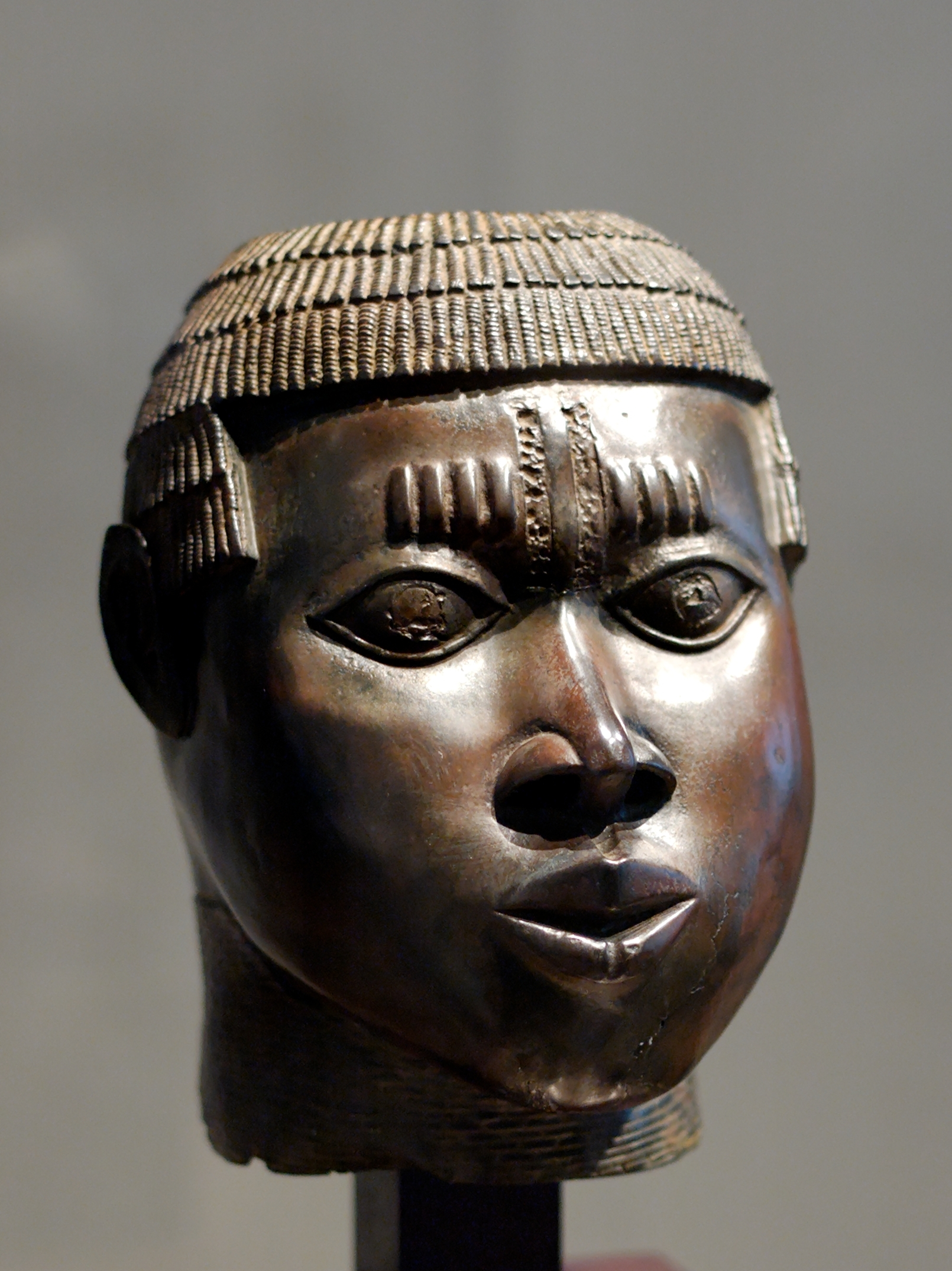
Bronce de Benín

- Reino de Benín: en el siglo XIII surgió en el actual estado de Benín un antiguo reino de etnia adja cuyo máximo apogeo tuvo lugar en el siglo XVI y que, a menudo, fue conocido por los europeos como Dahomey. La principal preocupación de los adja era organizarse para evitar los ataques de los traficantes de esclavos, fundaron importantes ciudades como Abomey, Agdanlin y Ajatche, se centralizaron, formaron un ejército profesional y nombraron un monarca, el oba. Ellos mismos acabaron convirtiéndose en traficantes de esclavos, con lo que el oba obtuvo importantes beneficios; hasta que se convirtieron en vasallos de los yoruba, primero y, después fueron conquistados por los ingleses (1897).
En su dilatada existencia, los benín han dejado varios millares de esculturas monumentales de bronce (cabezas de reyes y reinas, gallos, leopardos), así como relieves ornamentales que sin duda engalanaron sus monumentos. Además, se conocen elementos de arte mueble: brazaletes, espadas, máscaras, marfiles tallados, etc. Las primeras esculturas tienen claras influencias yoruba, de quienes pueden haber aprendido el moldeo a la cera perdida. La máxima eclosión de su arte se produce entre los siglos XV y XVII, momento en el que se aprecia una poderosa influencia europea, sobre todo portuguesa. La decadencia comienza en el siglo XVIII, los benín pierden recursos y se ven obligados a construir obras de madera forradas de latón, y un estilo más estereotipado y de escasa originalidad lo que indica un claro deterioro cultural.

El arte primitivo africano continúa desarrollándose en la actualidad, siendo sus centros más activos el África occidental (Dogones, Ashanti, Yorubas, Ibos...) y el África central (Bamikeles, Fangs, Bakubas, Balubas, Bambaras...).

#### Arte americano

##### Arte americano preclásico
América tiene una de las etapas prehistóricas más cortas, intensas y ricas del mundo, de este artículo se han excluido las civilizaciones preclásicas y clásicas precolombinas, centrándonos en el periodo que va desde la aparición de las primeras obras artísticas conocidas, a las manifestaciones de los horizontes tempranos o formativos, es decir, el comienzo del período preclásico (es decir, salvo para el caso de los amerindios de Oasisamérica y el resto de Norteamérica, trataremos periodos anteriores a nuestra era).

##### Los testimonios más antiguos del arte americano

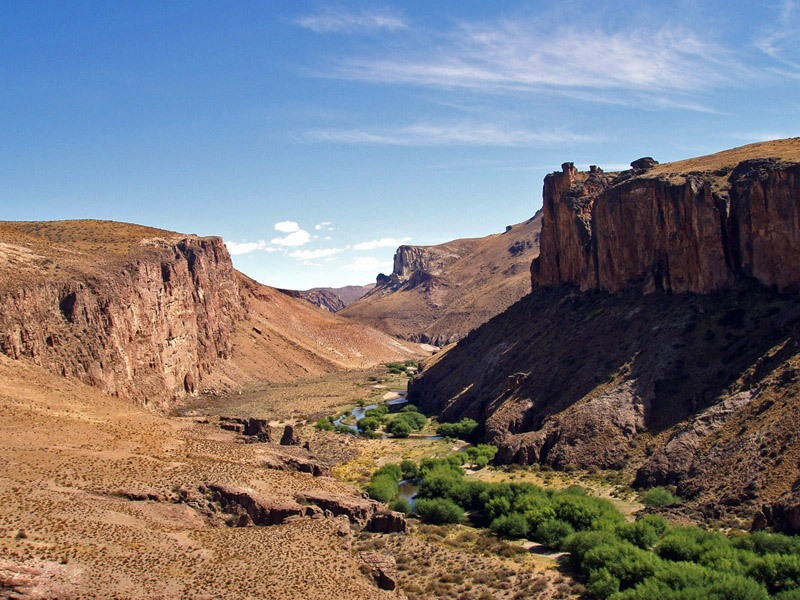
Complejo Arqueológico Alto Río Pinturas, Argentina.

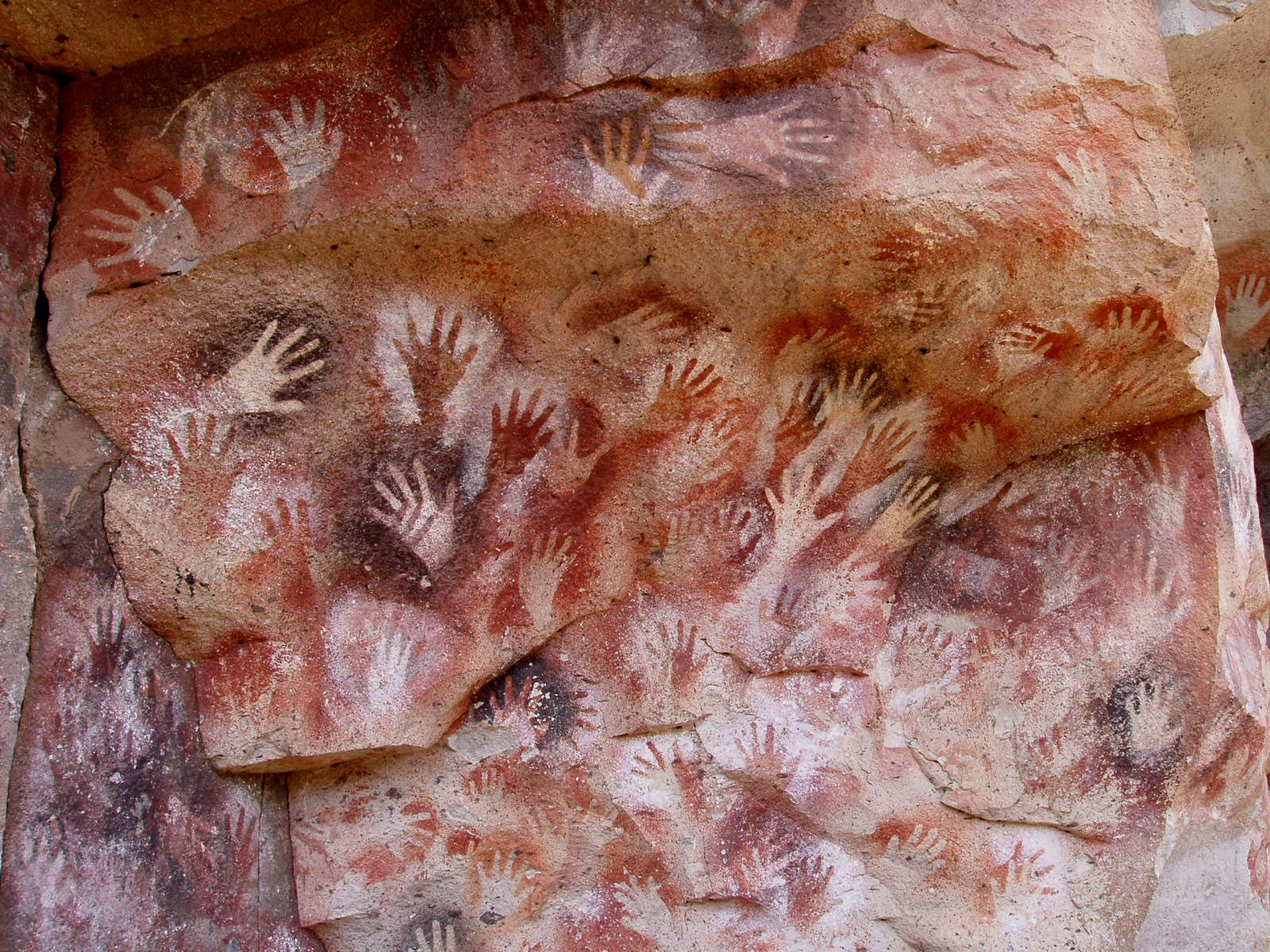
Pinturas rupestres de la Cueva de las Manos fechadas en el 7350 a. C., Santa Cruz, Argentina.

Uno de los testimonios más antiguos que se ha localizado en América está en la Pedra Furada, en Brasil, donde, junto a manifestaciones artísticas mucho más recientes se localizó un hogar datado por 14C en 17 000 ±400 de antigüedad junto al que había algunos trazos rojos paralelos que incuestionablemente eran una creación artística muy esquemática, pero intencional.
De hecho, todo parece indicar que las primeras obras de arte americanas tienen ese carácter esquemático no figurativo, extremadamente sencillo. Así ocurre en la cueva de Clovis (Nuevo México) donde se exhumaron placas de arenisca con incisiones de diferentes motivos geométricos datables en el final del Pleistoceno. Un caso especial es el que ofrecen los yacimientos patagónicos del valle del río Pinturas (en Argentina). Allí se han localizado dos importantes complejos rupestres de amplia duración cronológica, siendo las fechas más antiguas obtenidas del octavo milenio a. C. (14C), sin embargo, hay niveles arqueológicos mucho más antiguos (de hasta 14 000 años de antgüedad) en los que se han encontrado pigmentos naturales (óxidos de hierro, cristales de yeso, etc) que habían sido mezclados con otras sustancias, es decir, habían sido manipulados por el ser humano. con el fin de conseguir adherencia a la roca. Estas mezclas, al ser analizadas por el método de la difracción por rayos X, resultaron ser idénticas a las pinturas más antiguas localizadas en la Cueva de las Manos lo que induce a pensar que algunas de ellas podrían ser extremadamente antiguas, es decir, del final del Pleistoceno (más de 13 000 años de antigüedad según el 14C). Sin embargo no hay pruebas directas que relacionen los pigmentos hallados en las excavaciones con las pinturas ni se sabe cuáles serían sus motivos o su aspecto.
No obstante, las estaciones patagónicas del Complejo Arqueológico Alto Río Pinturas (en especial la mencionada Cueva de las Manos y el Cerro de los Indios), merecen cierto detenimiento. Sus principales investigadores Grandin y Aschero, creen posible establecer tres etapas en este gran conjunto rupestre: la primera y más antigua, datada entre el 7700 a. C. y el 5500 a. C., se compone de manos y escenas de gran dinamismo con antropomorfos estilizados cazando huanacos. La segunda, datada entre el 5500 y el 1400 a. C., es un conjunto menos dinámico, pero más colorido, el tema principal siguen siendo las manos, pero también hay numerosos zoomorfos estilizados de colores muy variados (blanco, rojo oscuro, violeta, ocre...). La tercera fase va desde el 1400 a. C. al 1000 d. C., es la más pobre, la estilización ha sido sustituida por la esquematización y a las manos se le han sumado diversos motivos geométricos. Como se ha señalado antes, quedaría una fase, anterior a todas las demás, deducida solo por inferencias, de la que se desconoce casi todo excepto su gran antigüedad y solo pueden ser consideradas como una hipótesis de trabajo, hasta que se verifique su existencia.

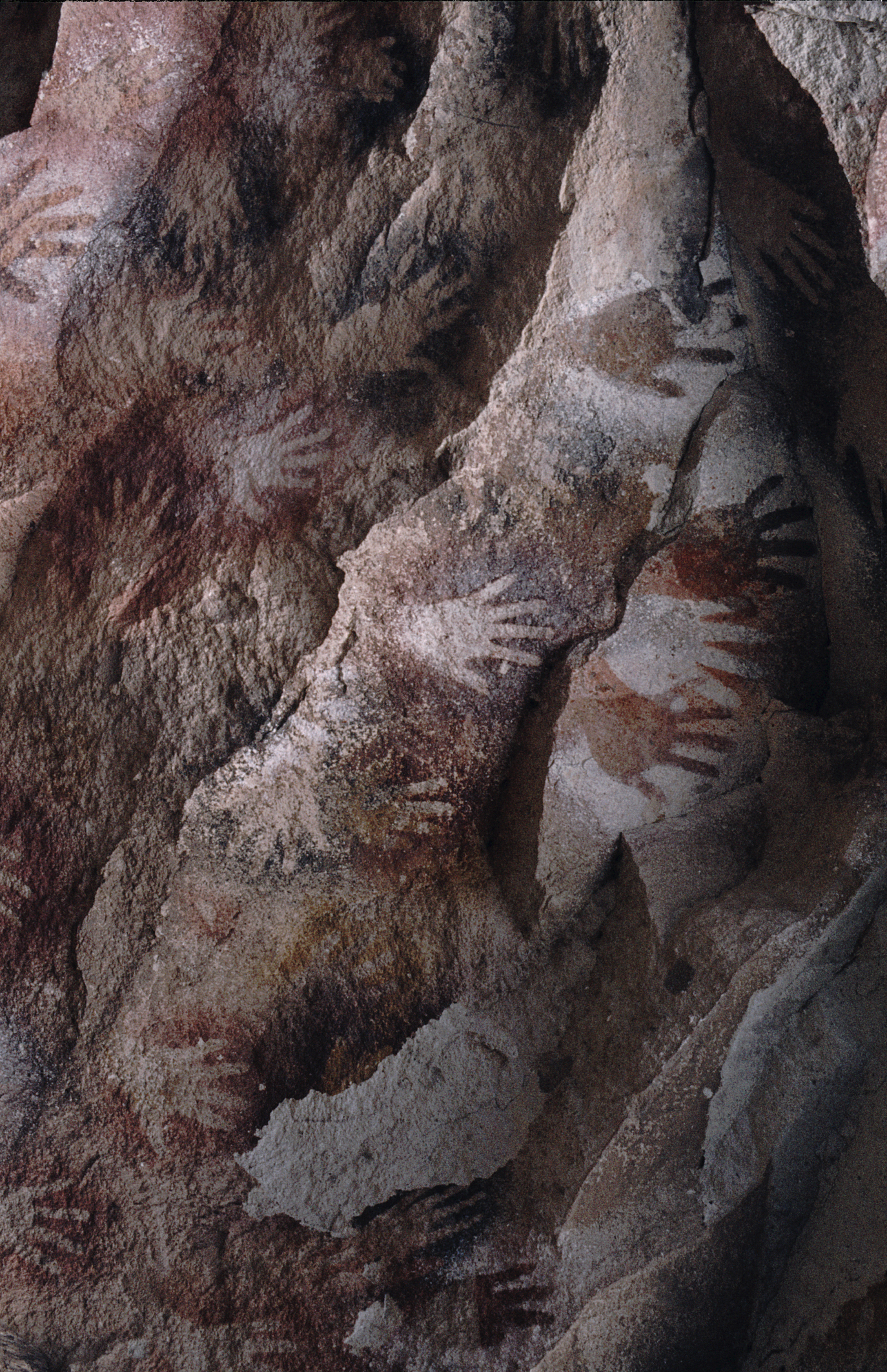
Las manos son el tema principal del complejo de Río Pinturas (Argentina).
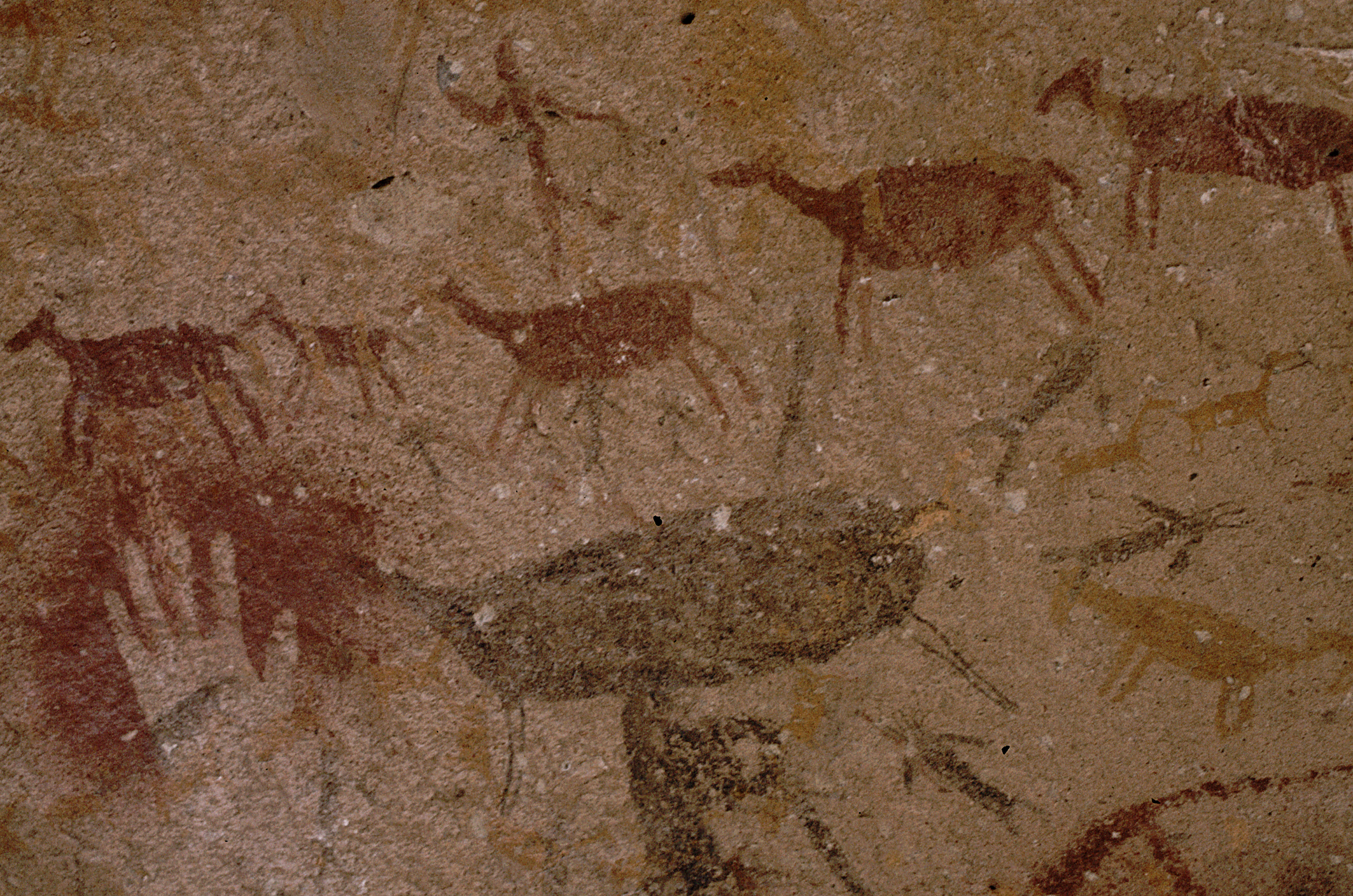
La caza de guanacos, la fase más antigua del complejo de Río Pinturas (Argentina).
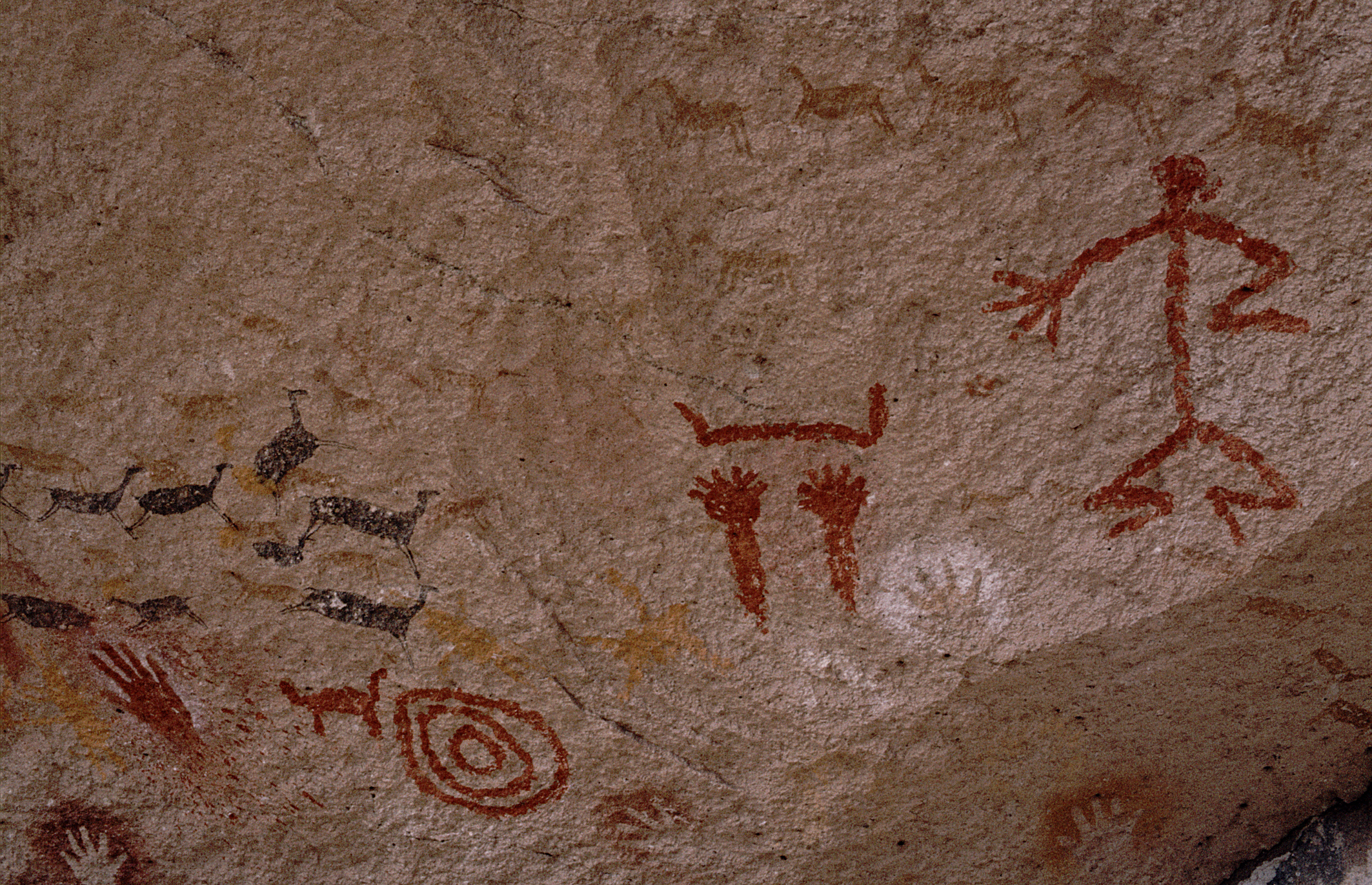
Motivos esquemáticos de las fases tardías del complejo de Río Pinturas (Argentina).
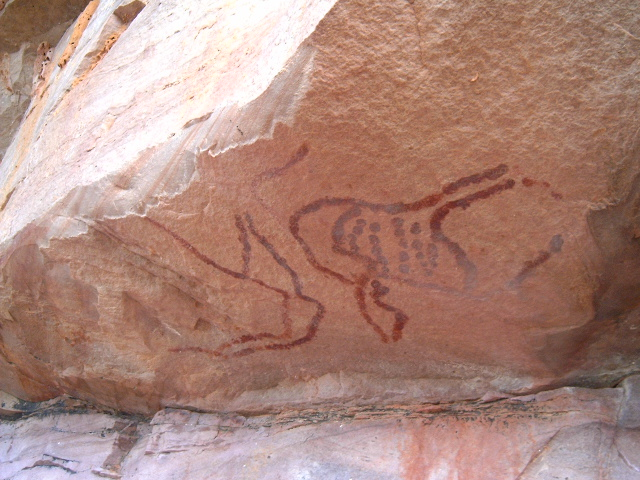
Pintura de la vereda de Chimitá (Colombia).

Paralelamente al desarrollo de las pinturas patagónicas, el arte rupestre se extiende por toda Sudamérica, siendo importantes ejemplos las pinturas de Toquepala (en la que se han obtenido fechas de 7630 a. C.), Lauricocha y Chaclarragla (Perú) con representaciones de gran tamaño, al igual de las de la fase esquemática de Pedra Furada y Ferraz Egreja (Brasil); también Mont du Mahuri y Kourou (Guyana), entre otras más, todas ellas fechadas en el Holoceno.
Respecto a Norteamérica, existe un importante complejo rupestre en la Baja California, la cueva más importante es la de San Borjita, con representaciones humanas y animales de tipo esquemático. Otras cuevas del mismo área son la Cueva pintada del cañón de Santa Teresa, la Cueva de los Venados y la Cueva de la Cañada de la Soledad. Respecto a cuevas con las manos como tema principal, éstas no se reducen a la Patagonia, de hecho están por toda América, por ejemplo, la gruta en el municipio de Villa Mojocoya (Bolivia), Corinto (El Salvador) o Finger Print Cave (Texas).

##### América del Norte hasta el periodo formativo

Al mismo tiempo que se pintaba la segunda fase de manos en río Pinturas, se desarrollaban, en zonas más avanzadas de América (los Andes, Mesoamérica, Oasisamérica, el valle de los ríos Ohio-Misisipi, en la Columbia Británica y en territorio esquimal...), grandes civilizaciones agroalfareras que precederán a las civilizaciones clásicas precolombinas. La variedad artística es extraordinaria, y solo se puede unificar con base en su adaptación al entorno, la gran inventiva y la variedad de formas de expresión. Desde las casas portátiles de madera del noroeste de Norteamérica, hasta las viviendas de barro en el cañón del Chaco, las molas panameñas, las setas hopi o las máscaras de plumas amazónicas (sin contar con las formas rupestres), existe tal variedad que en este artículo solo podemos dar una visión general.
En Norteamérica coexistieron una serie de pueblos nómadas con tradiciones tribales muy primitivas y que, aunque conocían ciertos avances, vivían en condiciones similares a las de la Edad de Piedra, junto a otros que desarrollaron culturas muy avanzadas en las que, aunque no llegaron a existir estados al estilo de los de la época clásica (Mayas, Aztecas...), tenían una organización fuertemente estructurada. Estos últimos siguen, básicamente, tres tradiciones:

###### Hohokam y Mogollón
Ambos son indios de la tradición cochise: los mogollón y los hohokam. La tradición cochise recibe el nombre de un lago epónimo (conocido actualmente como Willcox Playa); se dio en Arizona y Nuevo México y es la antecesora de la cultura mogollón. Este pueblo habitaba la sierra, así llamada, de Nuevo México, hacia el 200  a. C. Sus componentes eran agricultores sedentarios y se les considera los primeros alfareros del Oeste americano. Al ser una cultura longeva, fueron perfeccionando su técnica cerámica, hasta alcanzar una finura exquisita, con una decoración entre naturalista y estilizada, llena de movimiento (casi todas las piezas conocidas aparecieron en tumbas y, por lo visto, eran inutilizadas en la inhumación). Además de la cerámica, en algunas tumbas aparecieron collares de concha, pulseras y cascabeles de hueso.

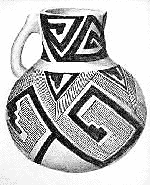
Cerámica pintada de la cultura Mogollón
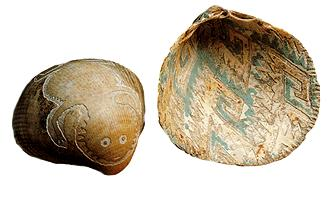
Conchas hohokam grabadas con ácido de saguaro
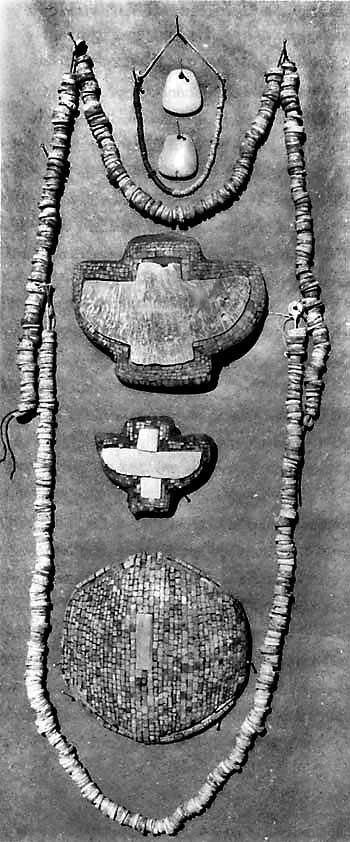
Ajuar del yacimiento hohokam de Casa Grande

Quizá también herederos de la cultura cochise fueron los hohokam de Arizona, destacan por sus elaborados sistemas de irrigación (que no trataremos aquí, por no ser el tema del artículo). Los hohokam, además de una extraordinaria cerámica ricamente decorada en rojo y marrón, elaboraron toscas figurillas antropomorfas y espejos de pizarra pulida adornados con mosaicos de pirita. Otra forma sorprendente de expresión artística de los hohokam era el grabado de conchas con ácido de saguaro, creando dibujos a base de proteger la concha con una película de resinas naturales. Tanto los mogollones, como los hohokam parecen haber tenido fuertes lazos con Mesoamérica en sus fases más avanzadas, mil años después del comienzo de nuestra era, pues han sido halladas canchas para el famoso juego de pelota.

##### Anasazi

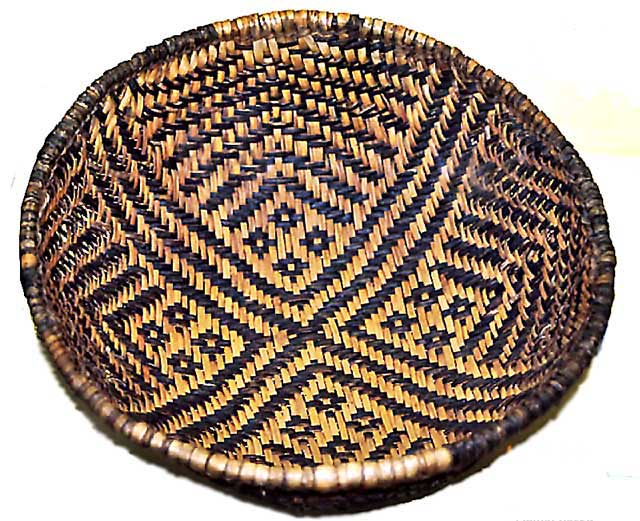
Un cesto del pueblo de los cesteros de Colorado.

Los indios pueblo primitivos, conocidos genéricamente como anasazi y cuya evolución se suele denominar clasificación Pecos. En dicha clasificación se establecen nueve fases, entre las que las tres más antiguas corresponden a los llamados pueblos cesteros (basketmakers, fabricantes de cestas), que, en general, abarcan desde el siglo XIII a. C. hasta el siglo VIII d. C.. Como es presumible, estos pueblos deben su nombre a la maestría con que confeccionaban cestos, con decoreación geométrica, y otros objetos de mimbre, fibras de yuca e, incluso, pelo humano. Los pueblos cesteros marcan el paso de una economía cazadora-recolectora a otra claramente agroalfarera, con una tosca cerámica y sin ganadería (si exceptuamos a los perros). Se conservan grandes necrópolis en las que los cadáveres iban acompañados, anud, de ricos ajuares, los cuales son una fuente inestimable para el conocimiento de este pueblo.
Las siguientes cuatro fases son las propiamente dedicadas a los indios pueblo o, más adecuadamente anasazi, habiendo una última fase considerada ya histórica. La característica más llamativa de los anasazi es su arquitectura y, en concreto sus poblados, que surgen en su periodo de apogeo (entre el año 800 y el año 1000). Destacamos dos de ellos porque muestran dos morfologías diferentes:
- Mesa Verde (Colorado): es un conjunto impresionante de poblacies (destacando Cliff Palace), construidas en la pared de acantilados (mesas o cliff-dwellings, en la terminología local), de más de 30 metros de altura, con forma arco. Los más de doscientos habitáculos semitrogloditas solo son accesibles desde arriba, a través de senderos tortuosos y pudieron alojar cientos de habitantes. Las construcciones se cerraban con paredes de adobe o mampostería y ante su terraza se encontraban las salas circulares que utilizaban como santuarios, las kivas o pozos ciurculares que en su momento estuvieron techados. Según se sabe por tradiciones posteriores, los taos de Nuevo México (uno de los pueblos que descienden de los Anasazi) cuentan que el dios creador Itaiku enseñó a los hombres el modelo con el que construir sus aldeas.

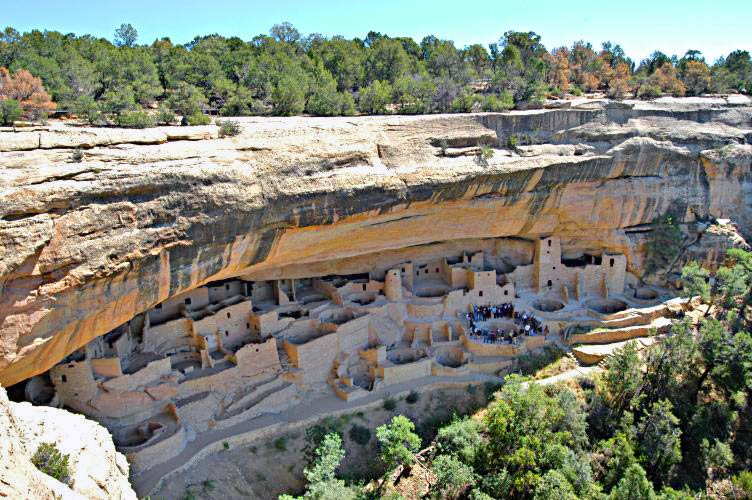
Mesa Verde, vista general del acantilado
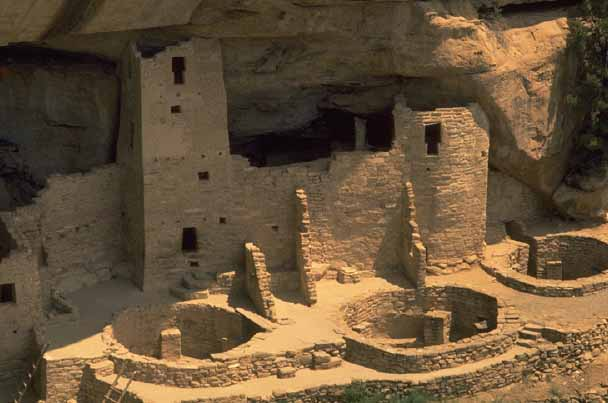
Mesa Verde, detalle de las kivas ante Cliff Palace
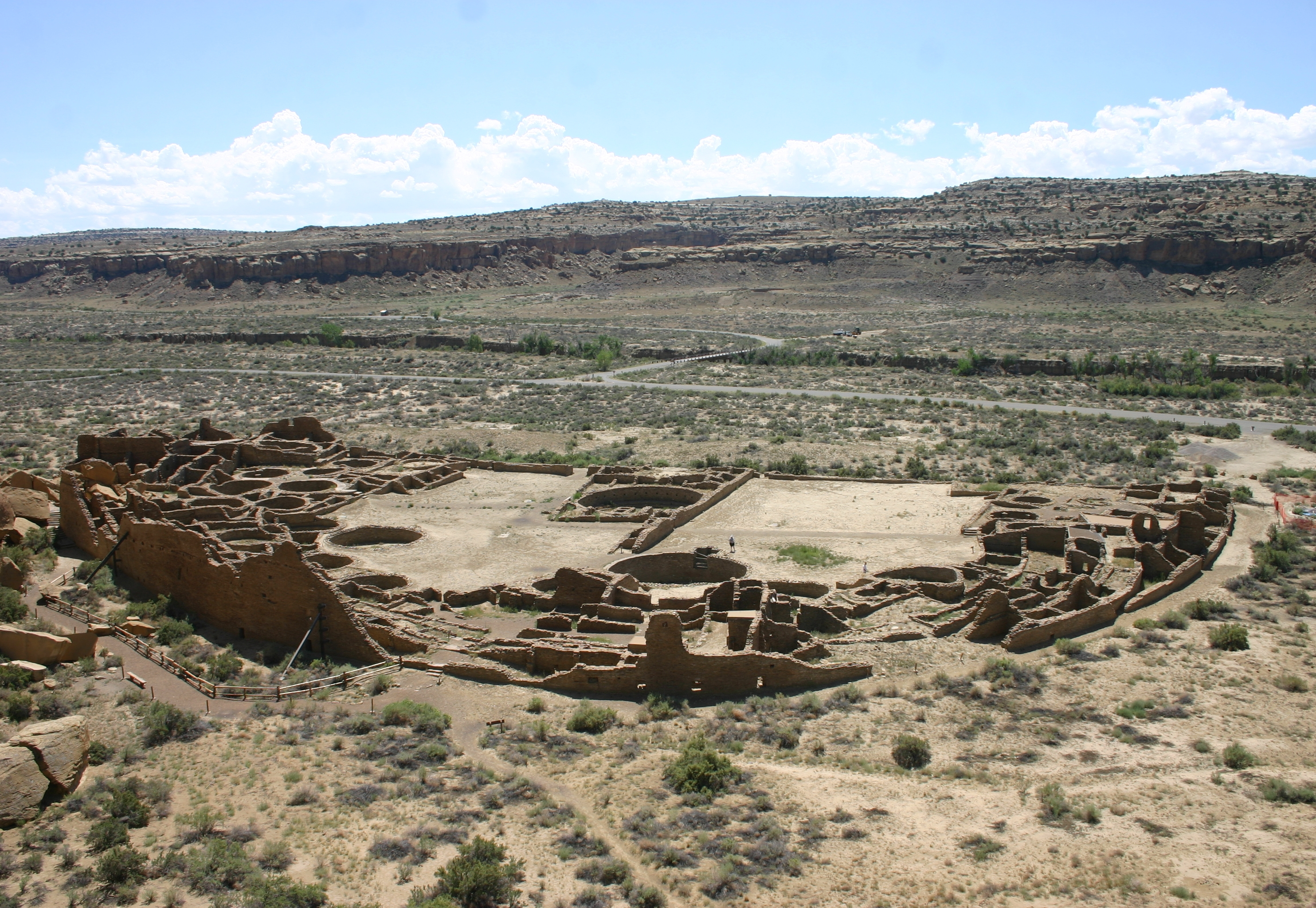
Pueblo Bonito, en el cañón del Chaco, vista general
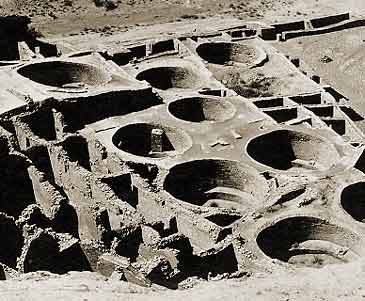
Pueblo Bonito, detalle de las kivas

- Pueblo Bonito (cañón del Chaco en Nuevo México[8]) es un tipo de poblado diferente, no está en la pared del acantilado, sino en su base. Construido en adobe, con forma de media luna amurallada, tiene varias plantas superpuestas, escalonadas, sin calles ni callejones y con un doble patio central. Las terrazas semicirculares le dan una característica forma de anfiteatro. A las viviendas, semihundidas, se accedía dese arriba, desde una terraza común donde se realizaban la mayor parte de las actividades cotidianas y sociales. Repartidas entre las viviendas aparecen, también, las kivas (más de 50), similares a las de Meda Verde: circulares, con acceso desde lo alto (aunque han perdido la techumbre): eran lugares de reunión social o ceremonial.

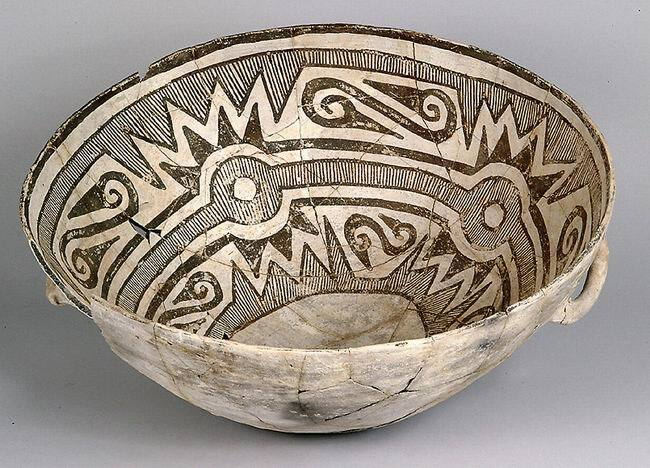
Bol de cerámica policromada anasazi
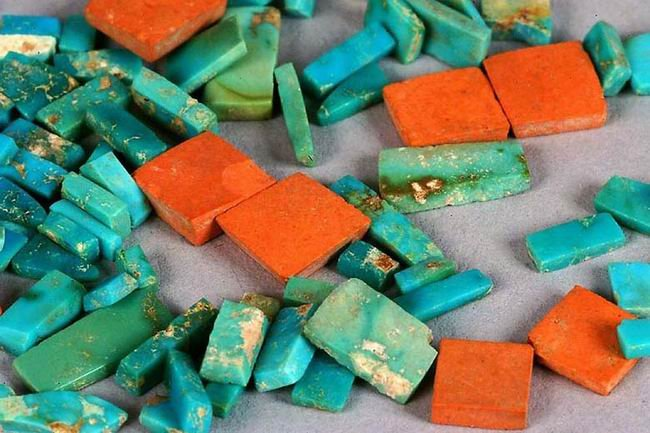
Piedras semipreciosas de tumbas anasazi
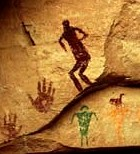
Pintura rupestre anasazi en Utah
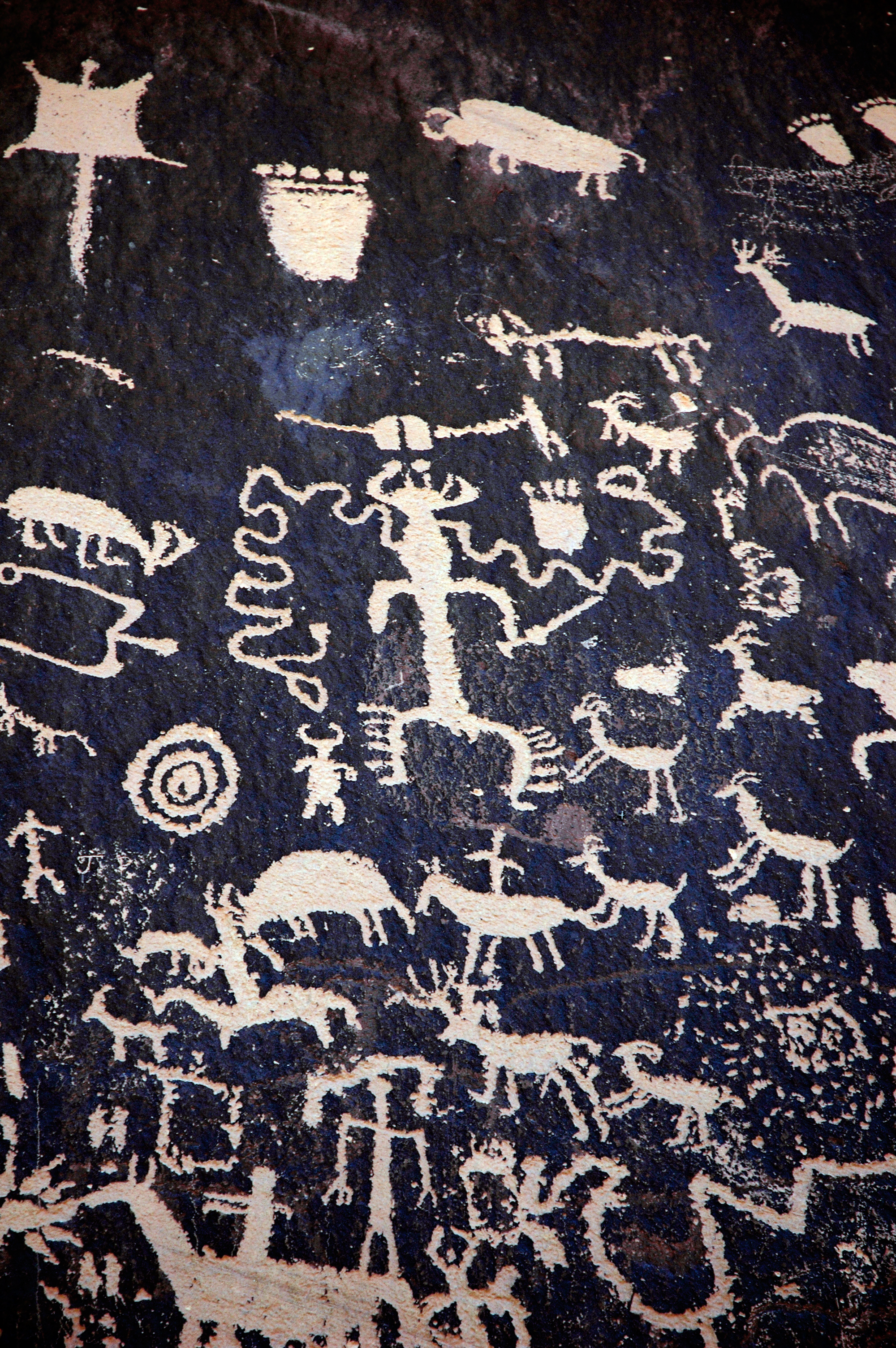
Petroglifos rupestres anasazi de Utah

Hay, por supuesto, muchos más yacimientos importantes, como la necrópolis del pueblo de Pecos (Santa Fe, EE. UU.), con más de dos mil inhumaciones; los petroglifos y pinturas rupestres de Utah; las cerámicas primorosamente decoradas, las flautas de hueso, las pipas de piedra, los collares, pendientes y brazaletes de hueso, coral, azabache o turquesa.

###### Los constructores de montículos
La construcción de montículos en la Prehistoria reciente es un fenómeno que se da en todos los estados del este y del sureste de los Estados Unidos, aunque las mayores concentraciones se dan en Ohio (donde se han localizado más de 10 000). Son de muy diversos tamaños y formas, y no pertenecen a una cultura en concreto, sino que fueron construidos por diferentes pueblos y distintas funciones. Algunos tuvieron fines funerarios, otros eran defensivos y los hay que son la base de centros ceremoniales. Los más antiguos son del segundo milenio antes de nuestra era y estaban hechos de barro y conchas; la fecha más lejana la posee el llamado Poverty Point (Luisiana), que data del 1500 a. C.; por el contrario, los montículos más tardíos dejaron de levantarse con la llegada de los europeos, en el siglo XVI, casi todos pertenecientes a la cultura de Misisipi. Este es uno de los tres pueblos más importantes, que se suceden casi sin rupturas:
- La cultura adena: se da en el valle del río Ohio entre el 1000 y el 200 a. C. Los adena construían montículos funerarios, es decir, túmulos. En ellos, los restos eran depositados en pequeñas cámaras mortuorias de madera, después de haber dejado los cadáveres a merced de los buitres (es lo que suele conocerse como enterramiento secundario y se da en numerosas culturas); el ajuar lo componían figurillas de animales y otros objetos. También levantaron lo que se conoce como montículos-efigie (Effigy Mounds), es decir, con formas concretas. El más famoso es el Montículo de la Serpiente, cuya forma sinuosa de más de 300 metros de longitud, comienza en una espiral y termina con la cabeza en la que parece que hubo un altar.
- La cultura hopewell (200 a. C.-500 d. C.) es sucesora directa de la adena, por lo que se parecen bastantes, aunque sus montículos son mayores y su cultura material más avanzada y rica. Construyen enormes túmulos funerarios y montículos-efigie con forma de aves, osos, hombres, etc. Entre los objetos hallados en las inhumaciones destacan las piezas de mica. las de obsidiana, los colmillos de oso y los objetos de cobre martilleado y repujado. También tienen una rica cerámica y figurillas de barro.

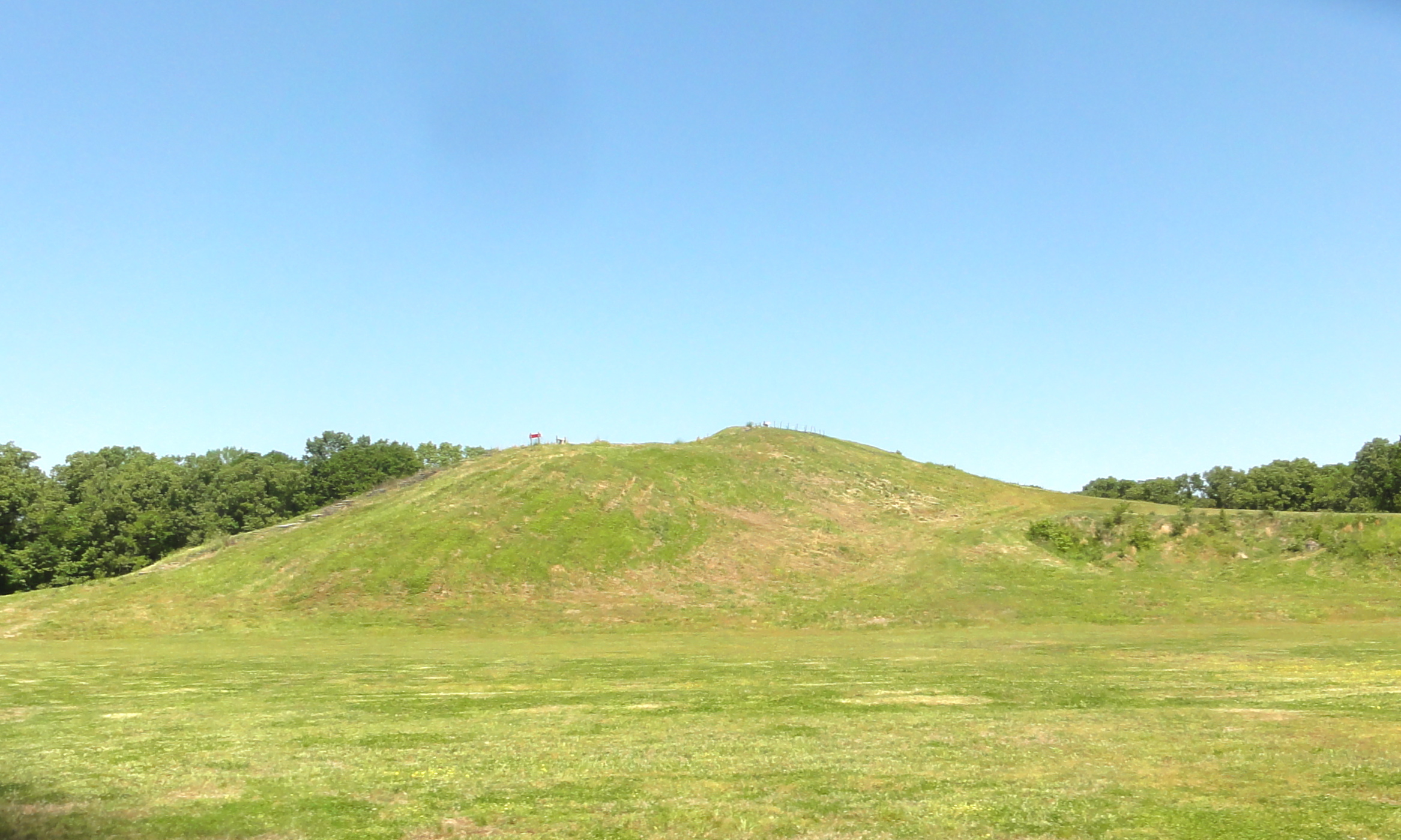
Poverty Point, el montículo de datación más antigua.
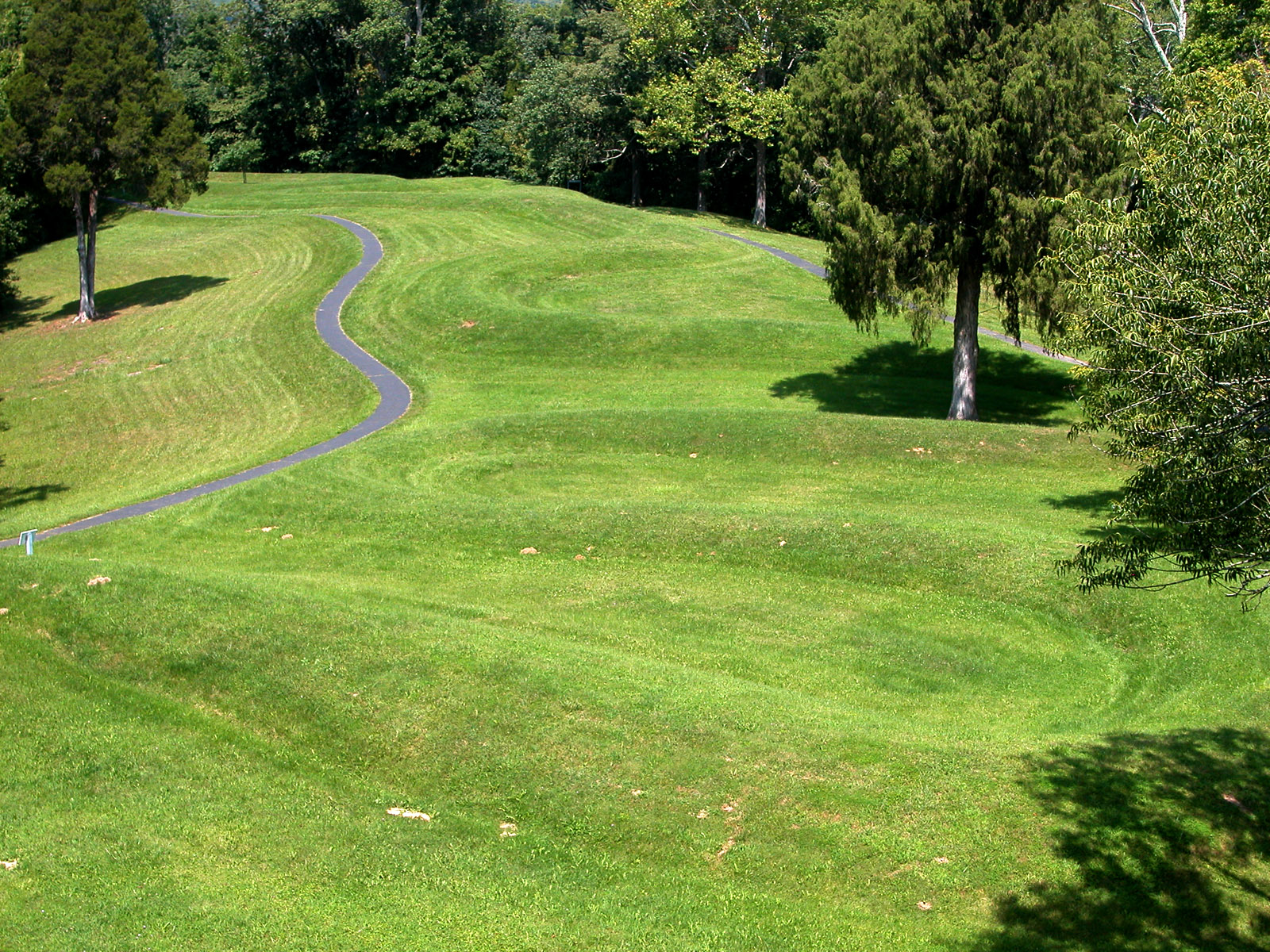
El Montículo de la Serpiente, símbolo de la cultura Adena.
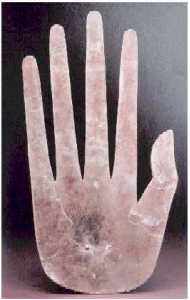
Mano recortada en mica de la cultura Hopewell.
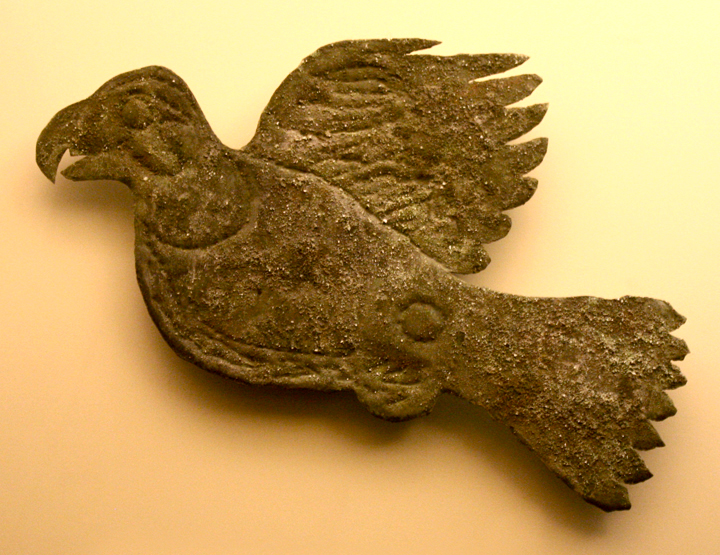
Ave rapaz de la cultura Hopewell.

- La cultura misisipi: se dio entre el 500 y el 1500 d. C. en un extensísimo territorio del sureste que abarcaba desde Tennessee hasta Oklahoma, aunque su periodo de máximo esplendor se dio en el siglo XIII, a veces se conoce también como cultura de los indios natchez. Su centro neurálgico era la ciudad de Cahokia (San Luis Este, Illinois), que, en sí misma era una enorme elevación que albergaba a más de 30 000 personas. Estaba fuertemente protegida y en su interior había numerosos montículos llamados monks. se trataba, posiblemente, de lugares de culto, con la cima plana, donde se levantó, en su momento, algún templo. Uno de esos monks era de enormes dimensiones (300 metros de longitud por 30 metros de altura) y tuvo varios templos en la cúspide de su terraza, algunos de gran tamaño.

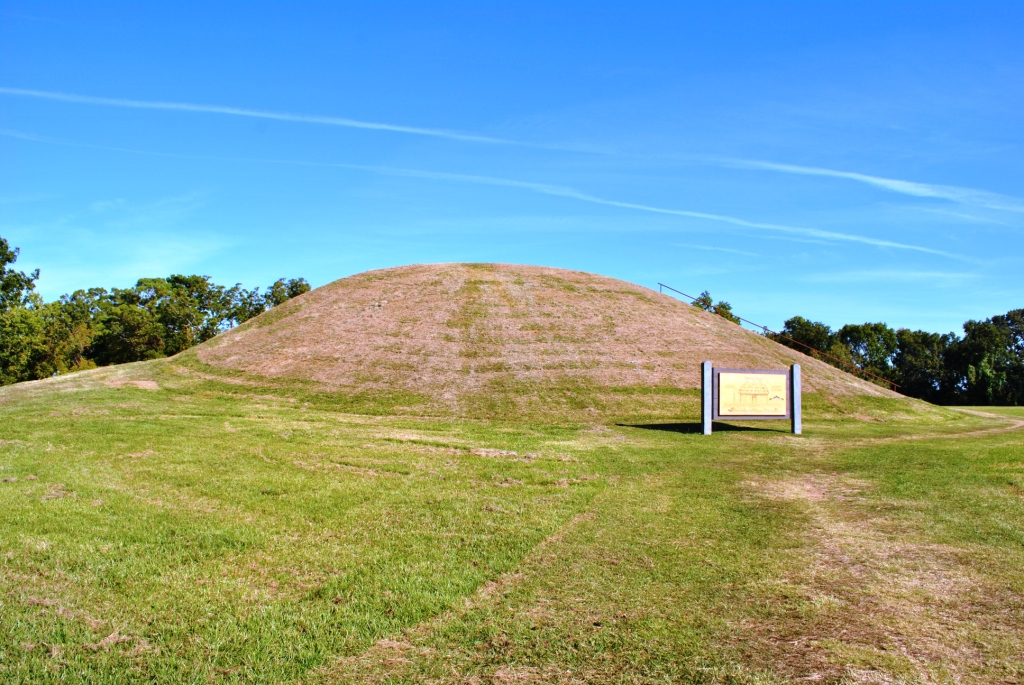
El gran montículo Esmeralda, de la cultura del Misisipi.
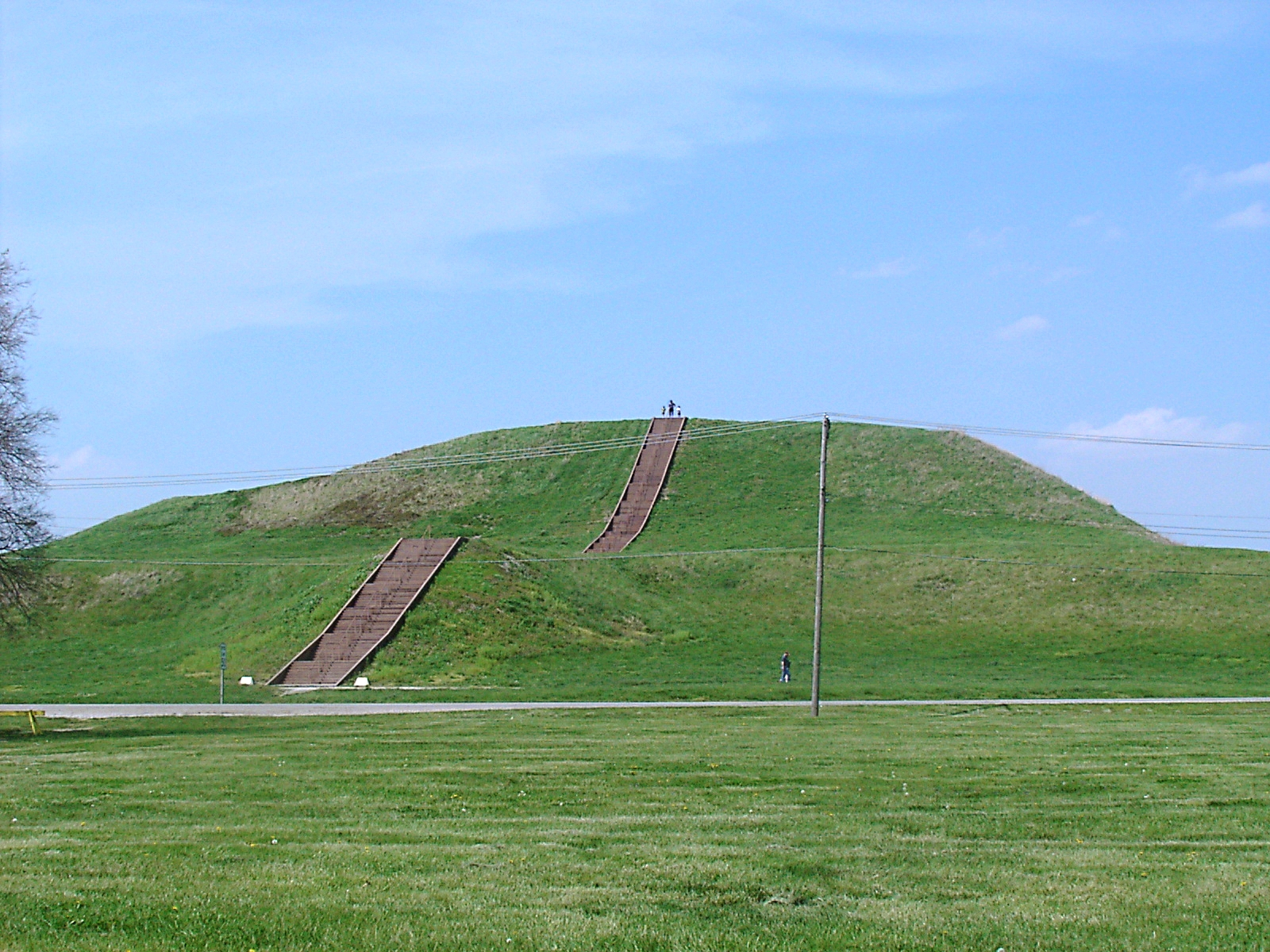
Montículo aterrazado: monk, de la cultura misisipi.
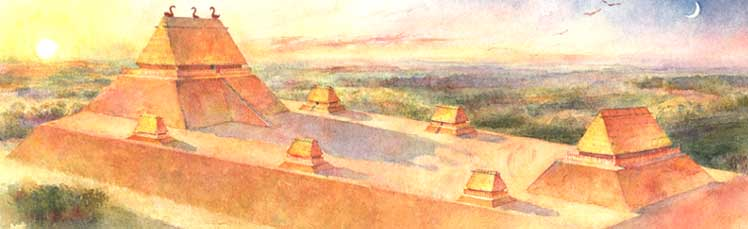
Reconstrucción del mayor monk de la ciudad de Cahokia.
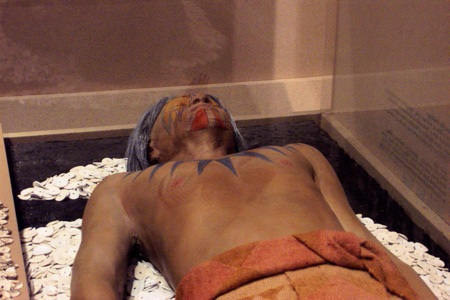
Reconsrucción de la tumba del sacerdote-pájaro cahokia.

Se supone que cahokia tenía una compleja jerarquización social, con un jefe tribal y una poderosa casta de sacerdotes (también había jefes militares, guerreros y, más abajo el pueblo llano). Una de las tumbas hallada parece ser que pertenecía a un gran sacerdote (llamado hombre-pájaro), pues descansaba sobre un lecho de millares de perlas y otros objetos típicos de los cahokia, como discos y cruces solares grabados sobre conchas y piedras.

###### El arte monumental de los indios del noroeste
En la franja litoral del pacífico norteamericano sobrevivieron una serie de tribus que, hasta el siglo XIX, vivían de los recursos marinos y que, aunque no llegaron a constituir una cultura de mayor complejidad que la tribal; gracias a la abundancia que proporcionaba su economía pudieron desarrollar sus conocidas ceremonias llamadas potlatch y un arte de envergadura considerable. Este se basaba, fundamentalmente, en la madera policromada aplicada tanto a los postes totémicos, como a la decoración de las viviendas comunales y ceremoniales. dado que estos pueblos eran seminómadas, algunas de estas viviendas estaban diseñadas para ser desmontadas y transportadas, a pesar de su complejidad. En los postes totémicos, además de dejar constancia de la estirpe tribal (generalmente relacionada con el mundo animal), se hacía gala de una plástica colorista y expresionista de enorme originalidad al combinar y disociar sus elemenos del poste de un modo casi orgánico.

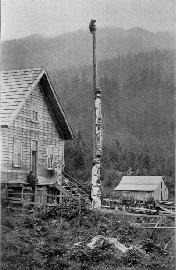
Alaska: casa de un jefe tribal con su tótem
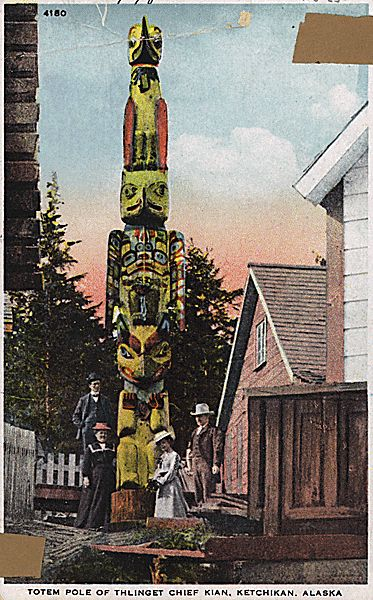
La casa y el tótem del viejo jefe Kian, de los ketchikan
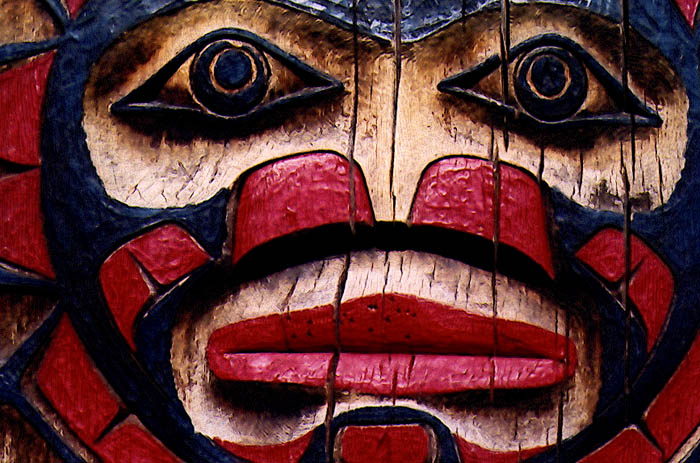
Detalle de un tótem canadiense (Vancouver),
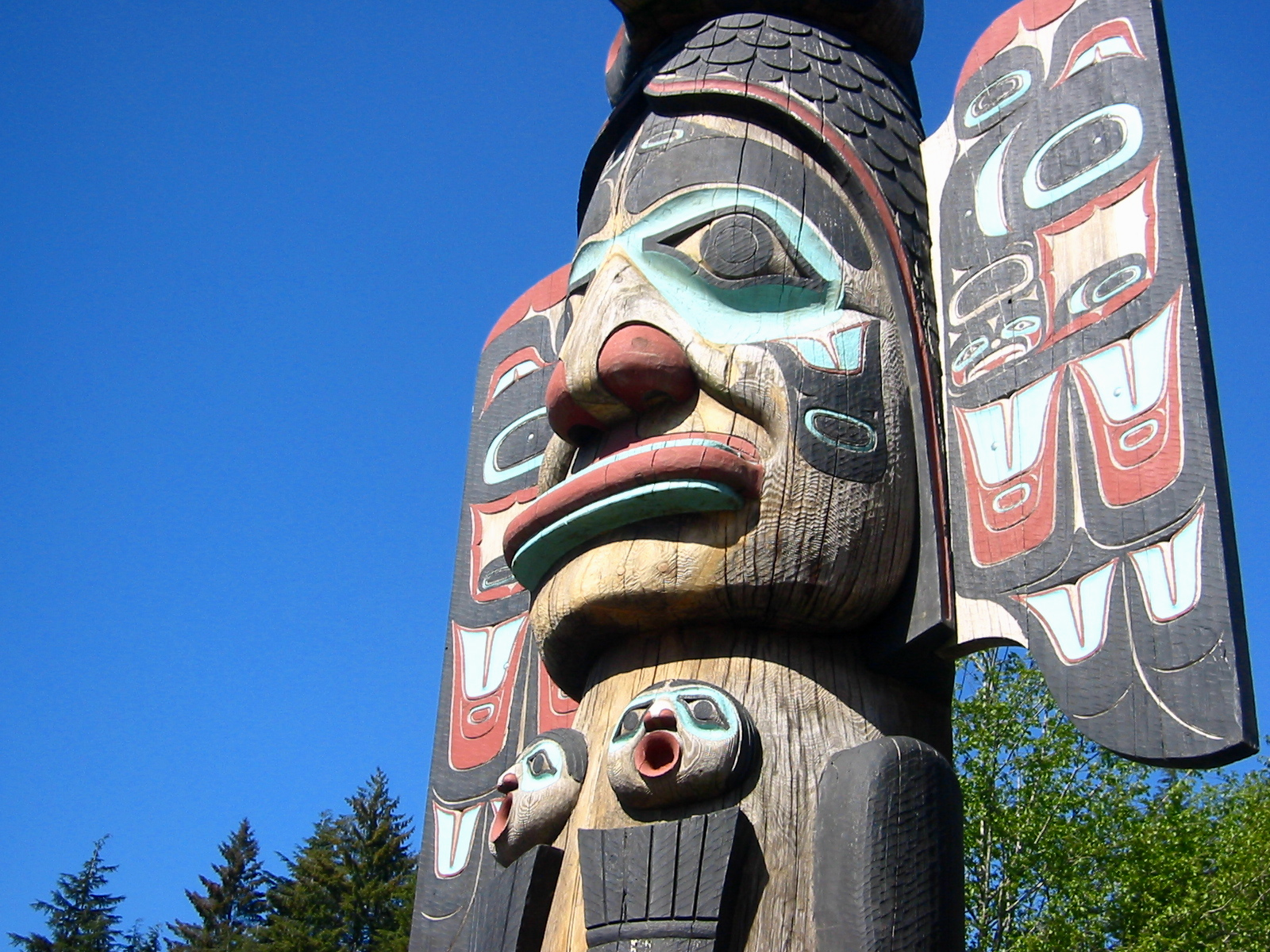
Detalle de un tótem ketchikan, del sur de Alaska

Actualmente quedan en Norteamérica «bolsas» de cultura indígena tan ricas y numerosas como escasos son sus miembros. Pero, aunque conservan gran parte de las tradiciones de sus antepasados, en ellos es imposible no ver el peso creciente de la influencia occidental. Esto no resta valor a sus manifestaciones artísticas, aunque tras siglos de europeización sean algo sincréticas o mestizas. Sin embargo, estos pueblos deben ser estudiados en un epígrafe adecuado a los pueblos primitivos actuales, no a los pueblos prehistóricos.

#### Iberoamérica hasta el periodo formativo
Del periodo en el que ya se conocía la cerámica, la agricultura y la ganadería, tenemos muy pocos datos sobre el origen de la primera gran cultura clásica mesoamericana, los olmecas, no existe ninguna cultura previa equiparable, aunque se sospecha que un largo periodo de abundancia pudo dar lugar al nacimiento de esta civilización. Los precedentes más próximos estarían en la pirámide de adobe de Cuicuilco, en la bahía de Matanchén, en la cultura Capacha, en ciertos yacimientos de la Huasteca veracruzana y en las primeras fases de Tlapacoya.
Un poco más al sur, en el istmo de Panamá y en Colombia parecen haberse desarrollado importantes culturas antecesoras de los chibchas, especialmente la cultura San Agustín, y la cultura Valdivia en Ecuador. Aunque la primera ciudad digna de llamarse así en Sudamérica es el gran santuario de Caral (Perú), habitada en un período que comprende los 3400 a. C. y 1600 a. C., es decir, antes, incluso del conocimiento de la cerámica andina. Este gran centro ceremonial demuestra importantes conocimientos arquitectónicos, siendo los edificios más importantes las 32 estructuras piramidales, numerosos espacios abiertos para grandes reuniones (llamados anfiteatros) y varios templos con su característica planta en «U», entre los que destaca el llamado «altar del fuego sagrado». Se supone que el Caral sería el centro de una cultura homogénea, quizá un auténtico estado centralizado, basado en la cohesión religiosa, pues se han encontrado, en su área de influencia, otros centros cultuales secundarios, pero del mismo tipo (Caral, Chupacigarro, Miraya y Lurihuasi), por lo que podría hablarse de la cultura caral-supe, nacida en el «periodo precerámico tardío».

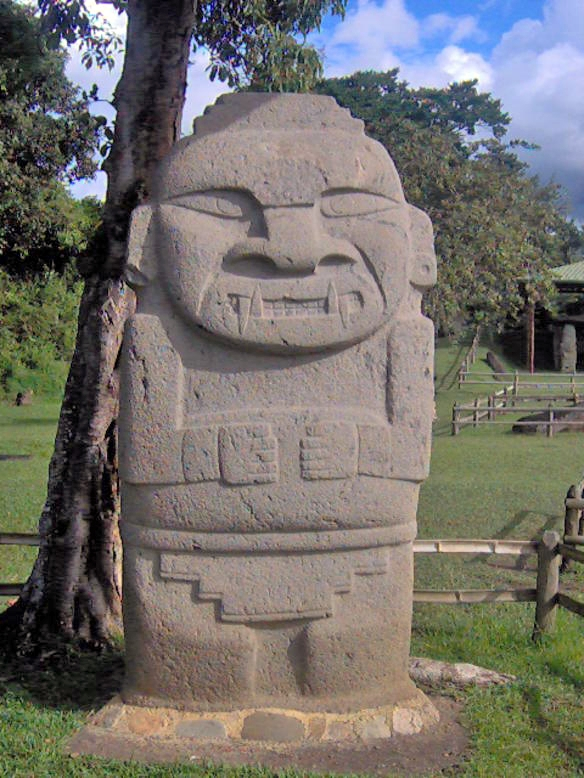
Hombre-yaguar en la cultura de San Agustín
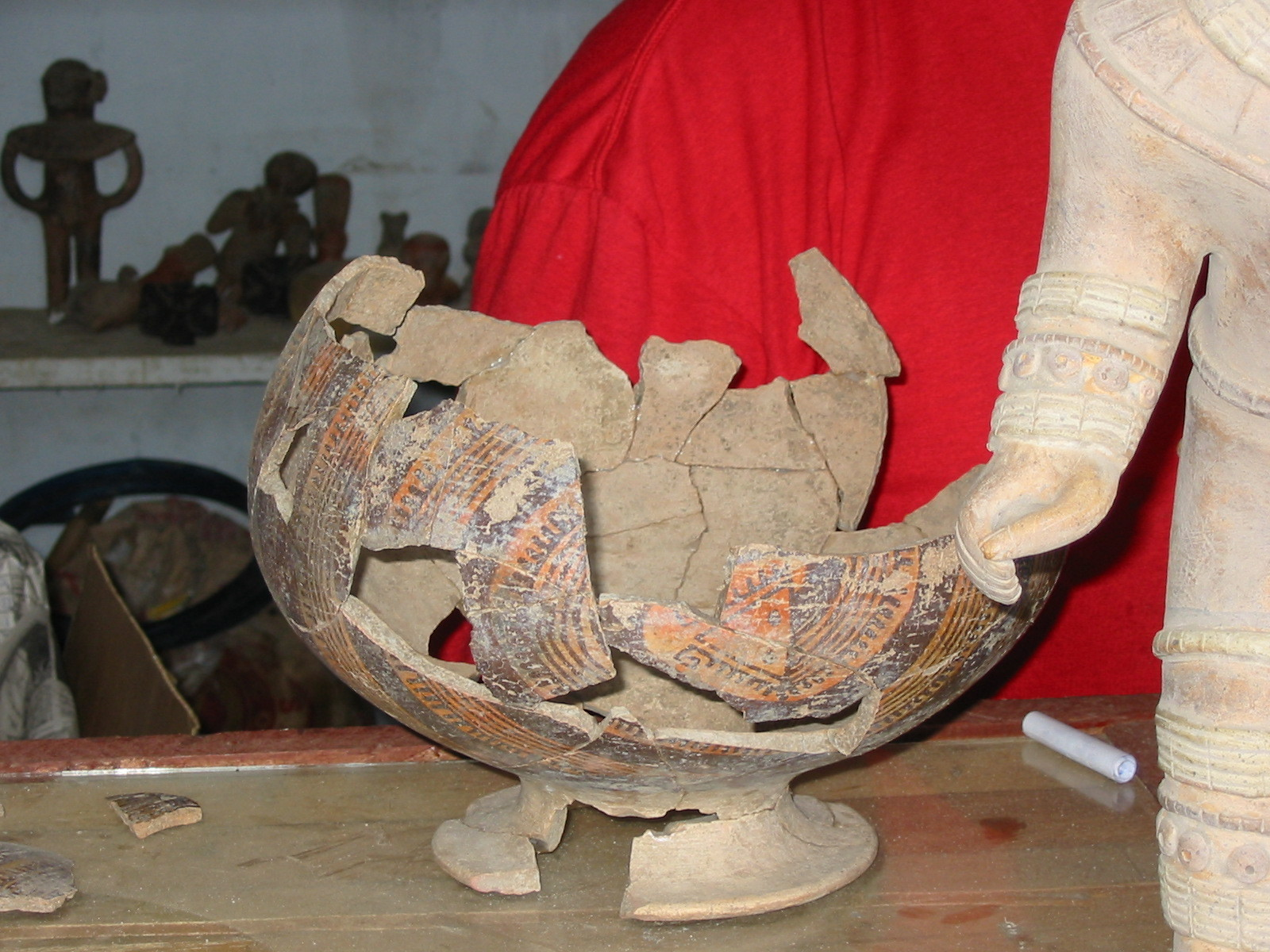
Cerámica policromada de la cultura Valdivia
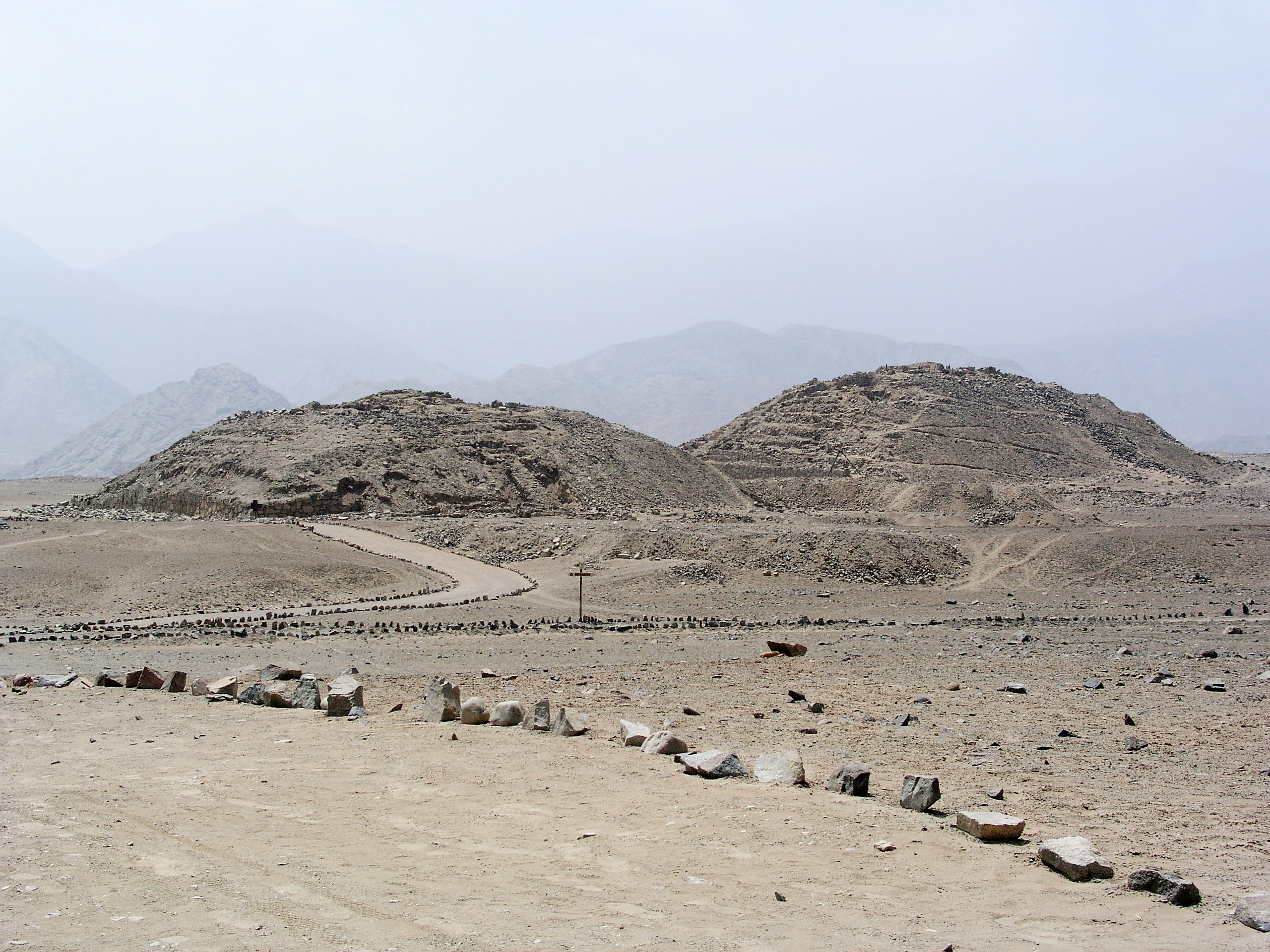
Vista general de Caral (Perú).
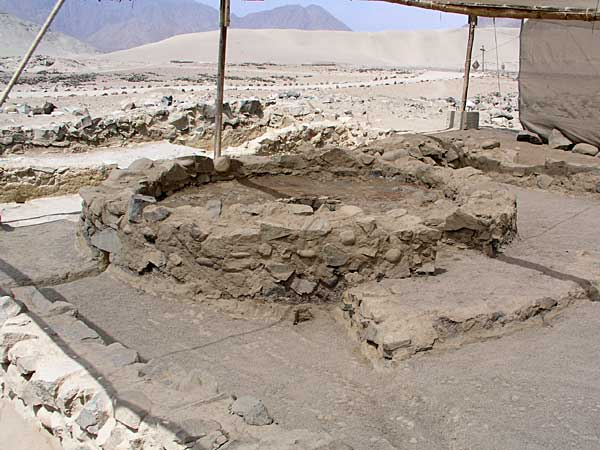
Caral: el «Altar del Fuego Sagrado»

A partir del 1500 a. C. daría comienzo el «periodo cerámico inicial» en el que a las formas cerámicas hay que añadir las primeras representaciones del dios felino, o dios-yaguar, que se convertirá en una constante de las culturas prehistóricas andinas. De este modo, en el segundo milenio ya han surgido algunas características propias de la idiosincrasia andina, las grandes pirámides truncadas, el culto al Jaguar, los templos en «U», etc.
La última gran cultura prehistórica andina de la cultura chavín, del periodo formativo (entre el 800 y el 200 a. C.). De nuevo estaríamos ante un posible estado teocrático con capital en un gran centro ceremonial, el Chavín de Huántar, asociado al culto al ya mencionado dios-jaguar. Su prosperidad económica se basaba en numerosas innovaciones agrícolas, y su arte es mucho más evolucionado, y el recinto ceremonial destaca por edificios emblemáticos, sobre todo el llamado Castillo, un complejo de aparejo ciclópeo, construido a lo largo de varios siglos, con varias terrazas, patios y recorridos interiormente por infinidad de corredores laberínticos que conducían a una sala central sostenida por el llamado «El Lanzón monolítico» (una especie de pilar de piedra, de 4,5 metros de alto, decorado con la cabeza de hombre-jaguar de enormes fauces, con el cabello ensortijado, formado por serpientes entrelazadas). En el exterior tenemos la «Estela de Raimondi» (lápida de 3 metros de alto y un abigarrado diseño). Por último, el obelisco Tello (decorado con un ensortijado motivo de hombre-fiera superpuesto a otros híbridos de pájaros, peces y reptiles); más losas con relieves similares se encuentran esparcidas por la zona.

Extensión de la influencia de la cultura chavín
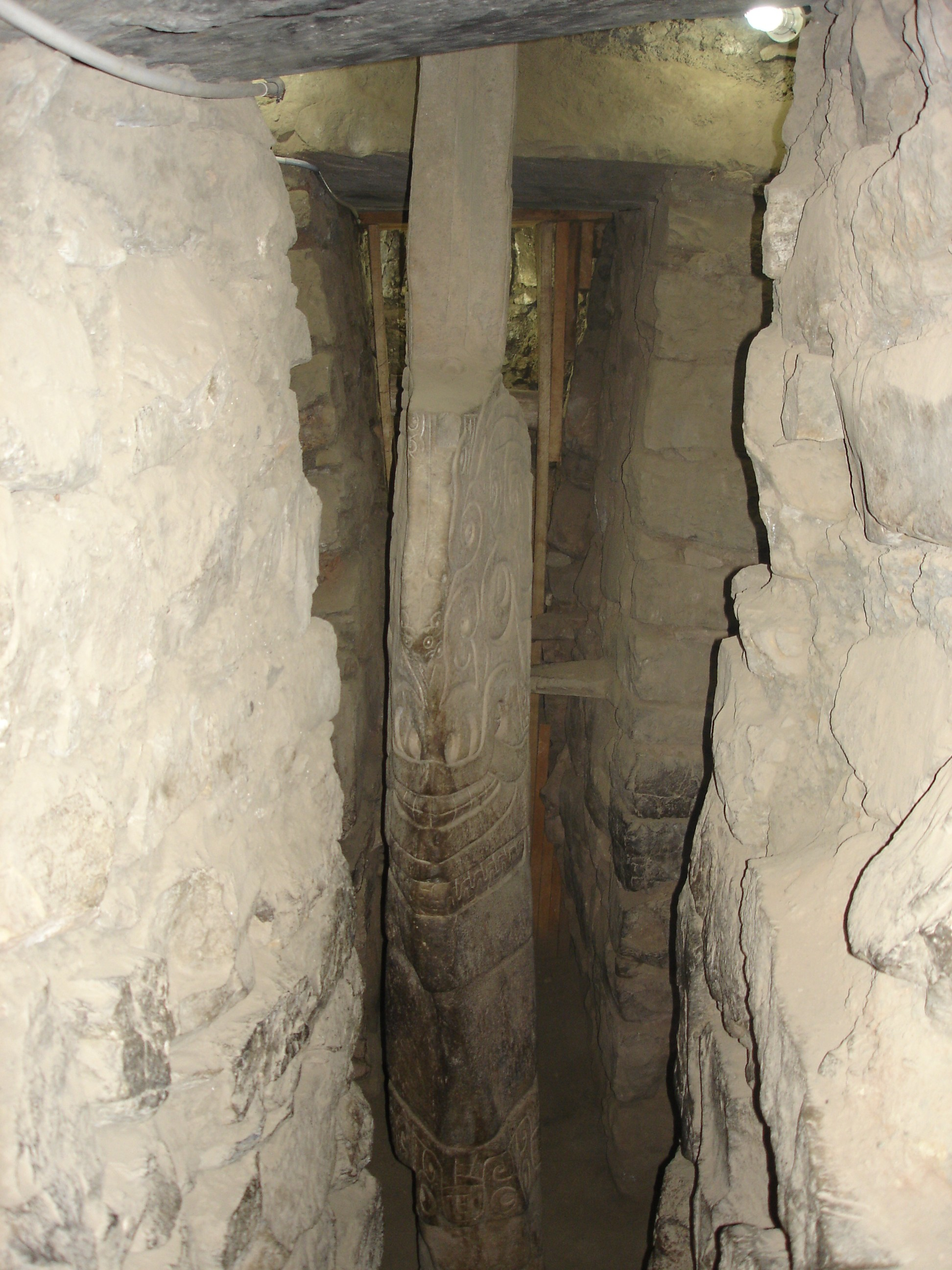
El Lanzón Monolítico, de Chavín de Huántar
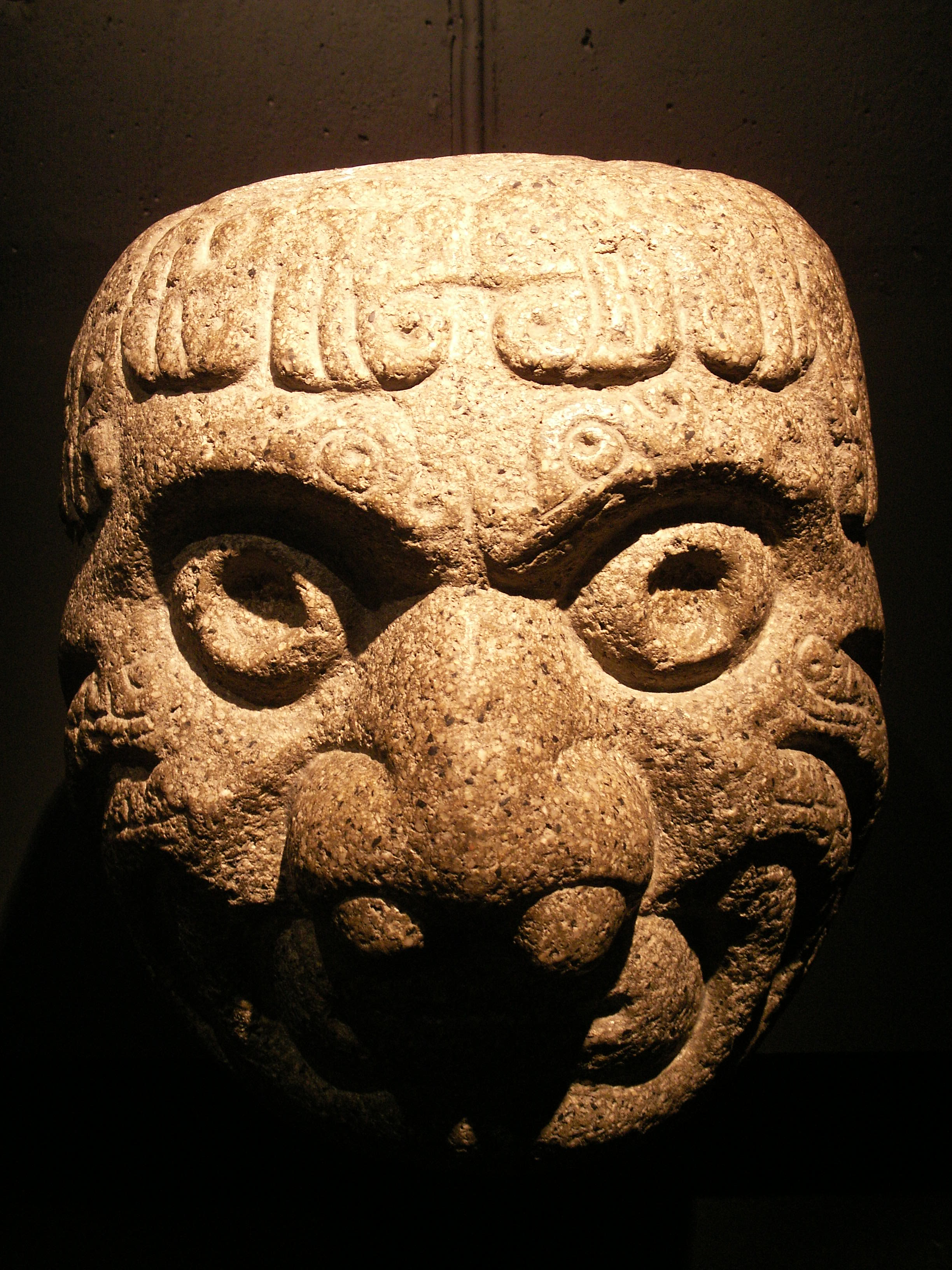
Maza antropomorfa de la cultura chavín
La Estela de Raimondi (Chavín de Huántar).

Paralelas a la cultura chavín discurren en Sudamérica otras como Paracas, las primeras fases de Chanapata y Pucará (en el centro sur de los Andes), y Chorreras (en Ecuador).

#### Asia
Existen diversas evidencias de arte prehistórico desde el Paleolítico, una de las más significativas es la Venus de Berejat Ram, descubierta en los Altos del Golán.

#### Europa
Por las noticias que tenemos hasta ahora, el arte nació en Europa occidental hace más de 30 000 años y se desarrolló especialmente durante el Paleolítico Superior en Francia, España y otros países, con una calidad portentosa. Sin embargo, al terminar la última glaciación y comenzar el periodo Holoceno, por causas totalmente desconocidas, se produjo la desaparición casi total del arte europeo, de modo que podría decirse que el reloj se puso a cero y se sincronizó con el resto del mundo, llevando, desde entonces un desarrollo paralelo. En este artículo se ha decidido no incluir el arte de la Edad del Hierro en Europa por dos razones: la primera es que la extensión sería excesiva, la segunda es que la mayor parte de las culturas europeas de la Edad del Hierro son Protohistóricas o, incluso, históricas, y de la mayor parte de ellas tenemos noticias escritas directas o indirectas.

##### El arte paleolítico europeo

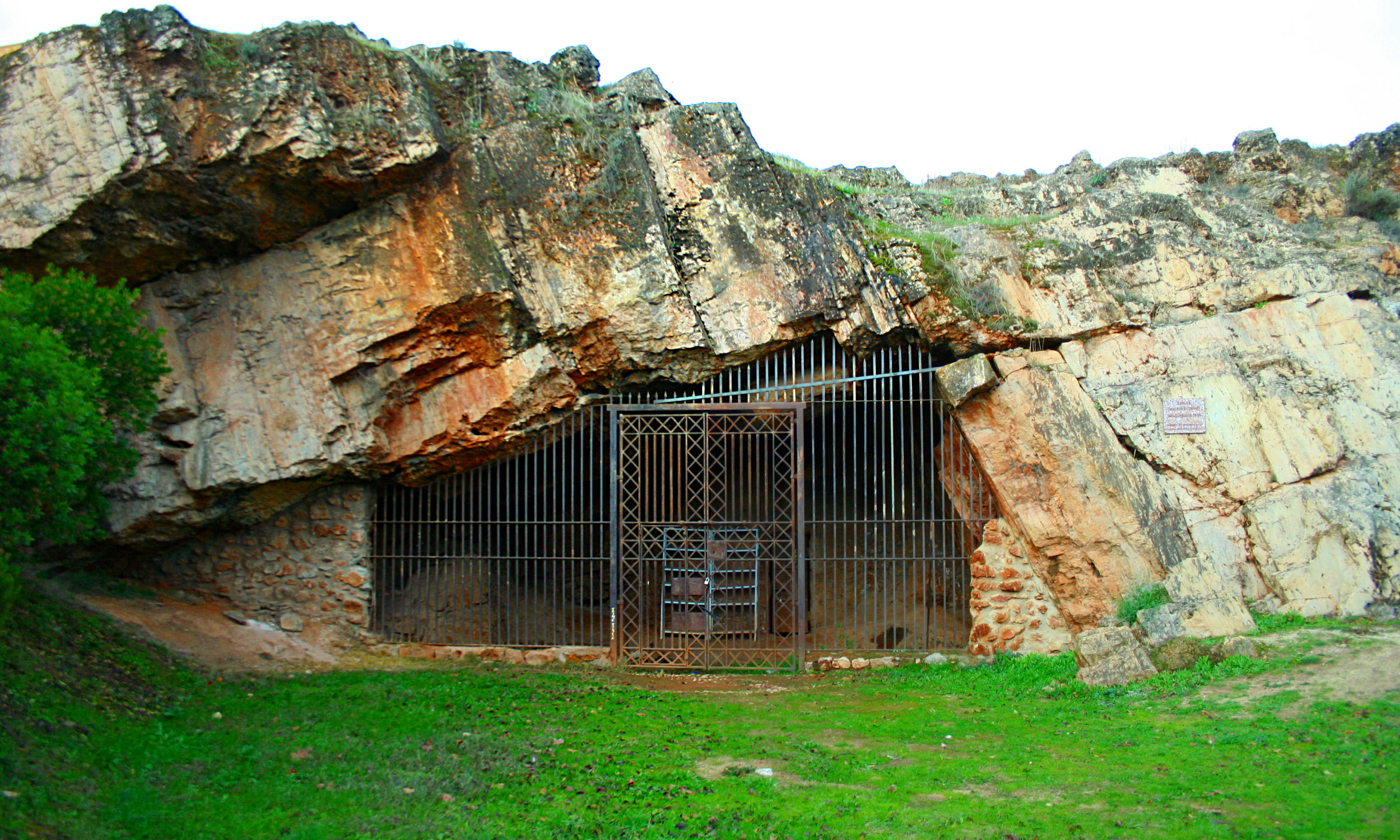
Entrada actual de la Cueva de Maltravieso, en Cáceres.

La escuela de arte franco-cantábrica es la más importante de todas las que se desarrollan durante el Paleolítico Superior en Europa, aproximadamente desde hace 35 000 años hasta hace unos 10 000 años. El arte rupestre, tanto parietal como mobiliar, aparece sobre todo en las cuevas de las costas del Cantábrico español (Tito Bustillo en Asturias, El Castillo y Altamira en Cantabria...) y el sur de Francia (cueva del Lascaux o Font-de-Gaume...), aunque realmente se extiende por otras regiones europeas (si bien, con menor densidad). Ejemplos de ello son el centro de la península ibérica, con cuevas como Los Casares, Maltravieso y conjuntos al aire libre como Siega Verde. La técnica utilizada es la pintura, el grabado, el relieve y, en el caso del arte mueble, la elaboración de estatuillas y otras figuras. Las pinturas son monócromas o bícromas (es decir, nunca se usan más de dos colores simultáneamente), aunque se aprovecha el color de la roca como complemento cromático. Para dar sensación de volumen se recurre a los degradados (al modelado y al sombreado) o se aprovechan salientes de la roca. Es un arte animalístico en el que la figura humana queda relegada a un segundo plano; también abundan los signos abstractos o esquematizaciones de órganos sexuales. Se le considera fundamentalmente descriptivo, es decir, raramente hay escenas (y cuando se encuentran, probablemente no sean hechos reales, sino simbólicos, es decir, mitogramas), la composición de las figuras es yuxtapuesta, con un significado más simbólico que real, y sin dar la sensación de un movimiento natural (aunque este se exprese por medio de ciertos convencionalismos); a pesar de todo, las figuras son muy realistas y detalladas, siendo, por ello, un caso excepcional en el arte prehistórico.

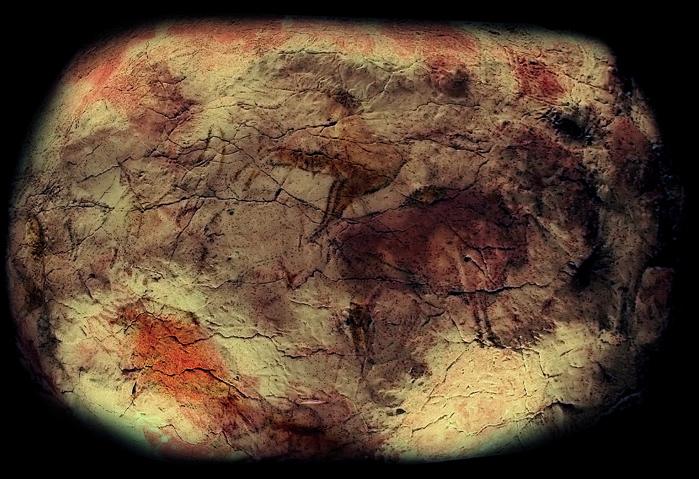
Pintura: techo de la Cueva de Altamira (Cantabria)
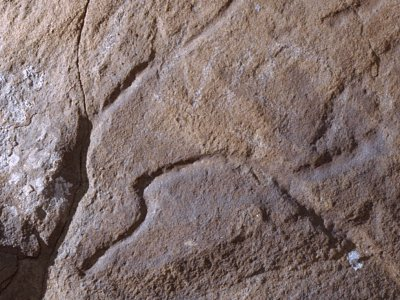
Grabado: cabeza de caballo. Cueva del Moro (Tarifa)
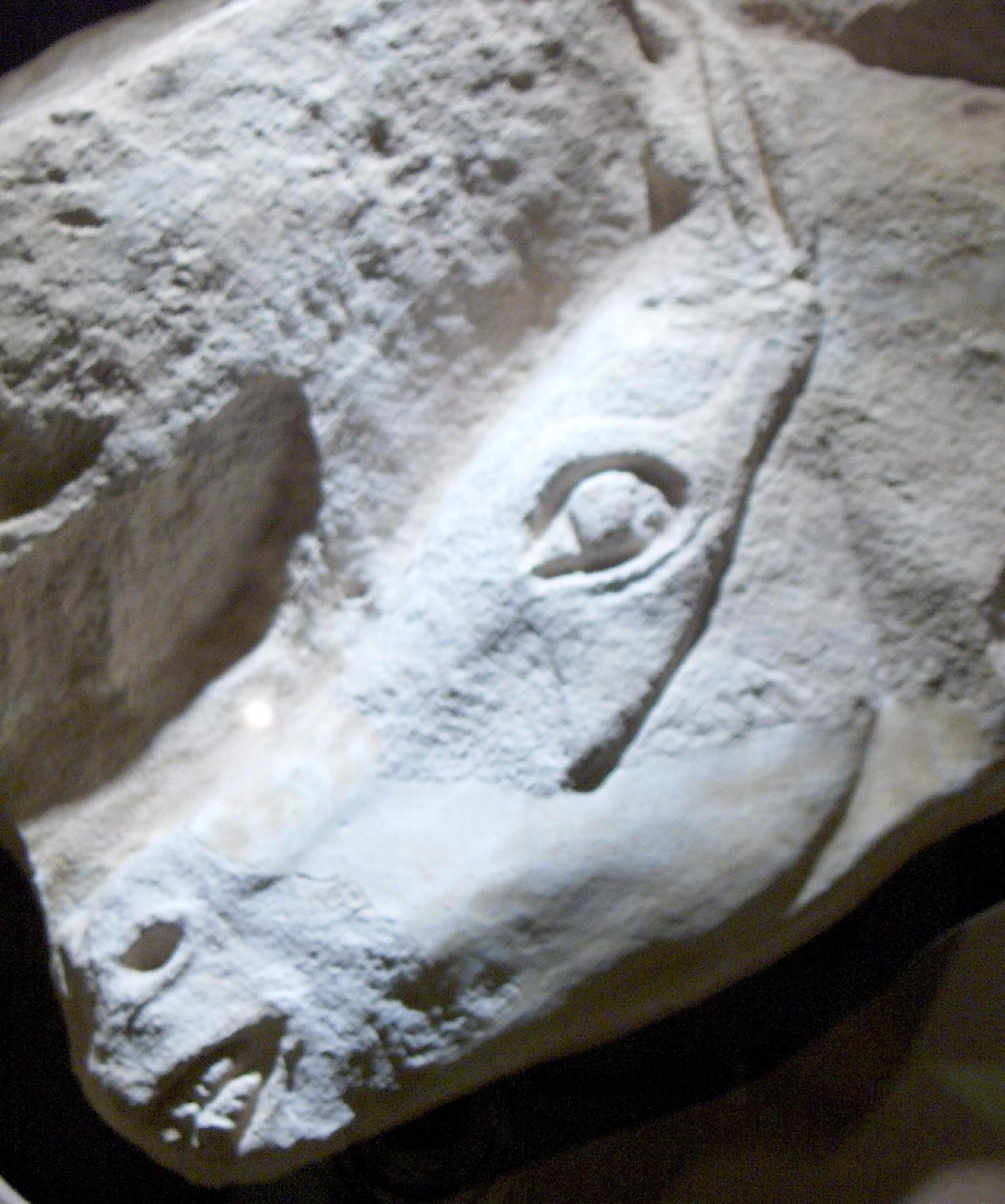
Relieve: caballo de la cueva Roc de Sers (Francia)
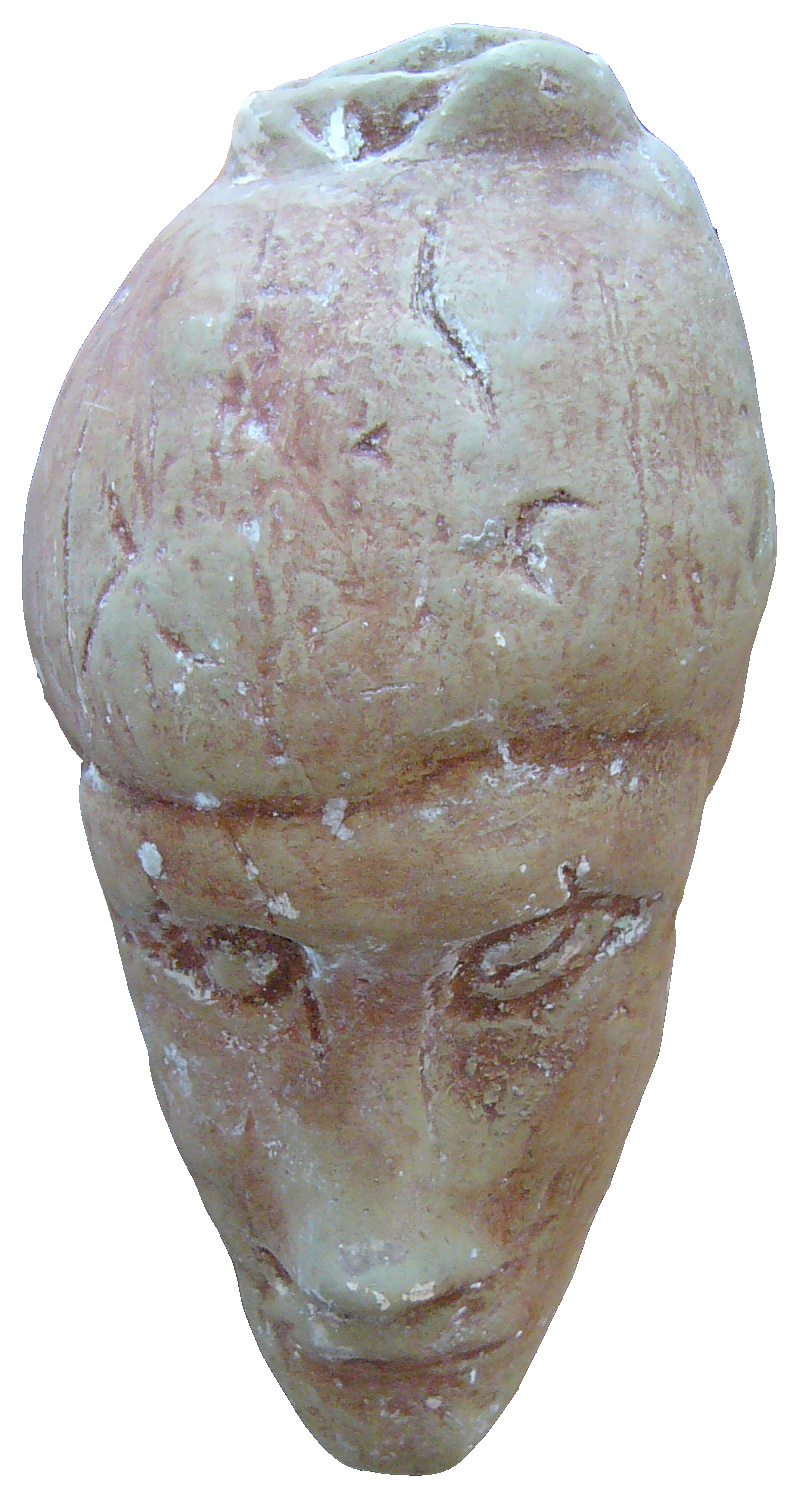
Escultura, Venus paleolítica de Europa central

La función del arte paleolítico es totalmente desconocida. Al principio se pensó que estas obras de arte se hacían solo por motivos estéticos (para adornar: el arte por el arte), y aunque nadie niega el alto sentido estético de estas representaciones, este parece ser un factor secundario. Sin duda este arte era de carácter mágico o religioso. No se pueden hacer más precisiones, como mucho, se pueden formular varias teorías, pero sin pruebas definitivas. Las propuestas más habituales son el totemismo, el chamanismo, la magia propiciatoria, la fecundidad y el dualismo de la naturaleza. En realidad es posible que todas las teorías tengan algo de verdad, que solo tomándolas todas juntas se pueda interpretar el significado del arte paleolítico.

##### El Arte Neolítico europeo

###### El arte mueble neolítico
El arte mueble neolítico (a partir del 8000 a. C.) incluye una amplia gama de formas cerámicas y otros objetos cotidianos, además de los elementos ornamentales y ceremoniales, que se prodigaron mucho en esta fase. La cerámica posee innumerables variantes (en función de la morfología y la decoración impresa, incisa o pintada), por ello, para no extendernos, únicamente citaremos dos de ellas: en primer lugar la cerámica impresa cardial, propia de las fases más antiguas del Neolítico en el Mediterráneo y caracterizada por la decoración a base de impresiones hechas con conchas de molusco; en segundo lugar citaremos la cerámica de bandas, que se da en el corazón del continente y cuya decoración es incisa con motivos geométricos en forma de cintas con caprichosos recodos. En el sureste de Europa predomina la cerámica pintada, por influencia oriental. La escultura tiene un desarrollo temprano y original, de hecho prácticamente en todas las culturas neolíticas de Europa oriental aparecen, desde las primeras etapas, figurillas femeninas, normalmente de tierra cocida, pero también de piedra, que se supone representan a la Gran Diosa Madre de la fertilidad (casos destacables son los de Khirokitia en el Neolítico acerámico de Chipre, en Sesklo y Dímini (en Grecia), y sobre todo, en las culturas de Vincha, Serbia, Cucuteni o Hamangia, en Rumanía). Un caso especial son las esculturas de piedra de Lepenski Vir (Serbia), talladas toscamente sobre grandes guijarros con personajes de aspecto tan peculiar que se han interpretado como seres híbridos (medio humanos, medio peces).

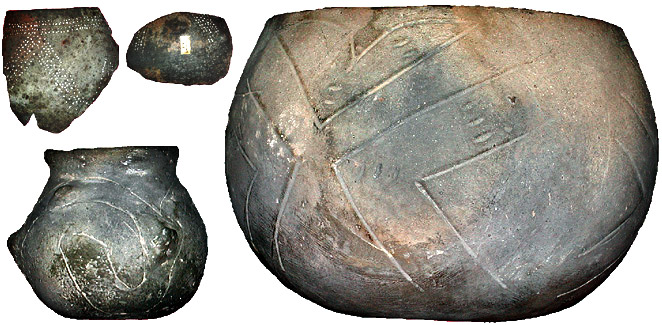
Cerámica de bandas del Neolítico pleno danubiano
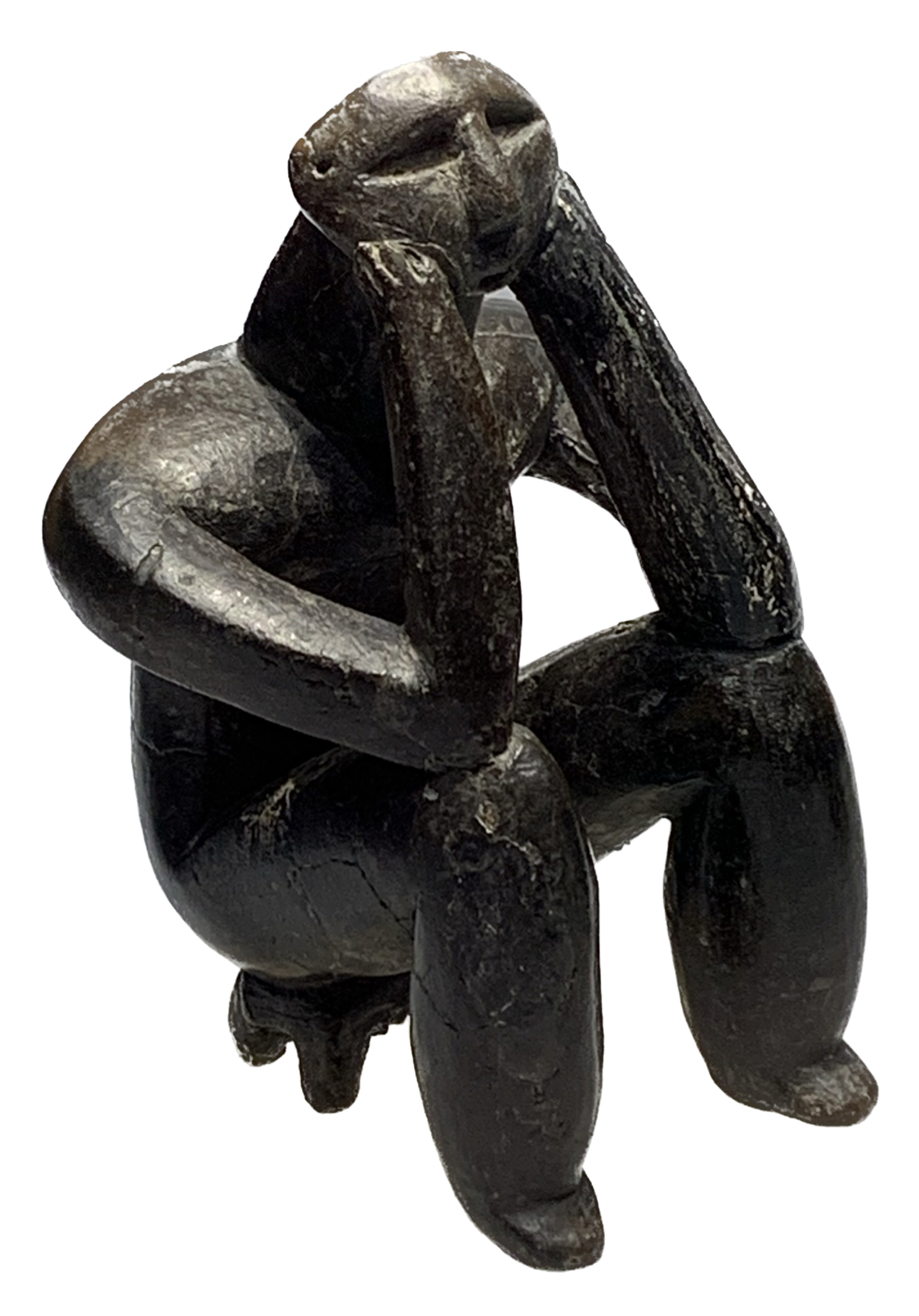
Estatuilla de Hamangia, del Neolítico final rumano
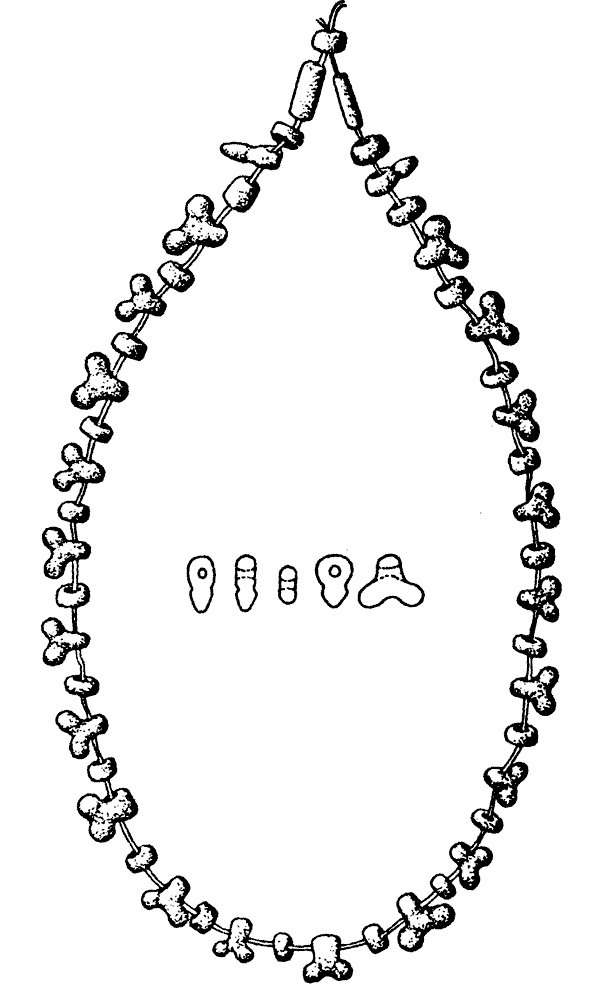
Collar de cuentas de piedra del neolítico italiano
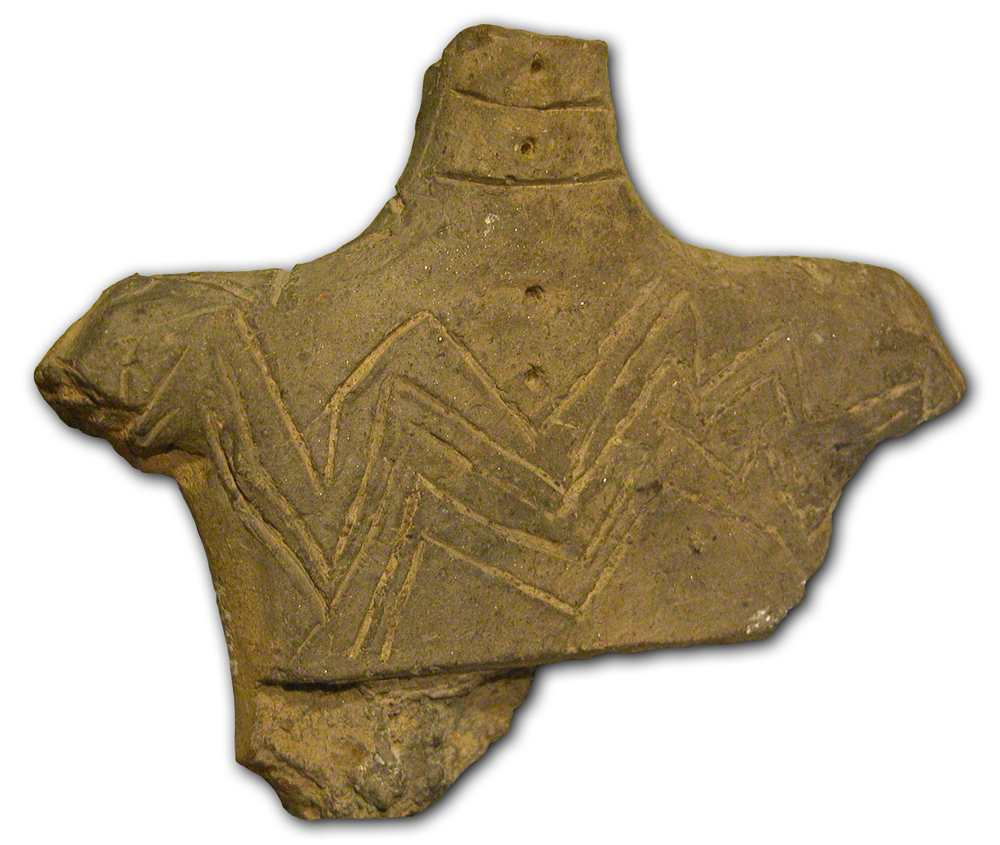
Firgurita femenina del neolítico balcánico

En lo referente al ámbito de los adornos, éstos suelen ser brazaletes de esquisto en forma de anilla, cuentas de collar de diversos materiales (piedra, hueso, concha...), colgantes hechos con hueso, o con colmillos de animal, figurillas y objetos de utilidad práctica decorados, casi siempre con motivos abstractos. Al final del Neolítico aparecen los primeros objetos ornamentales hechos de cobre nativo martilleado.

###### El arte levantino
La escuela de arte levantino español, que, para algunos estudiosos debe datarse en el periodo Epipaleolítico (o Mesolítico), del 8000 a. C., y no en el Neolítico, atribuyendo esta última datación a interpretaciones erróneas y sin fundamento. Las abundancia de escenas de caza con sus múltiples y sutiles aspectos son más propias de un pueblo cazador y no ganadero.[cita requerida] Sin embargo, muchos especialistas optan por ubicarlas, en sentido muy amplio en periodos más antiguos del Neolítico ya que, efectivamente sus representaciones incluyen ciertas escenas rupestres de ganadería; además algunos objetos representados permiten suponer que las pinturas tienen son del 8000 al 5000 a. C. Son pinturas murales que aparecen en los acantilados rocosos y covachas poco profundas de sierras y zonas escarpadas de las provincias mediterráneas españolas (el Levante español), desde Lérida hasta Andalucía, destacando Cogull, Alpera y Valltorta (entre otros muchos). No conocemos arte mobiliar asociado, solo pinturas murales con pigmentos naturales triturados. La temática principal es el ser humano y sus labores cotidianas: escenas de ganadería, caza, danzas rituales o, incluso, luchas violentas. El estilo es muy espontáneo y vivaz: los personajes forman auténticas escenas movidas y dinámicas. Las figuras son siluetas estilizadas y monocromas, esto es, pintadas de un solo color (rojo o negro), son planas y sin modelado.

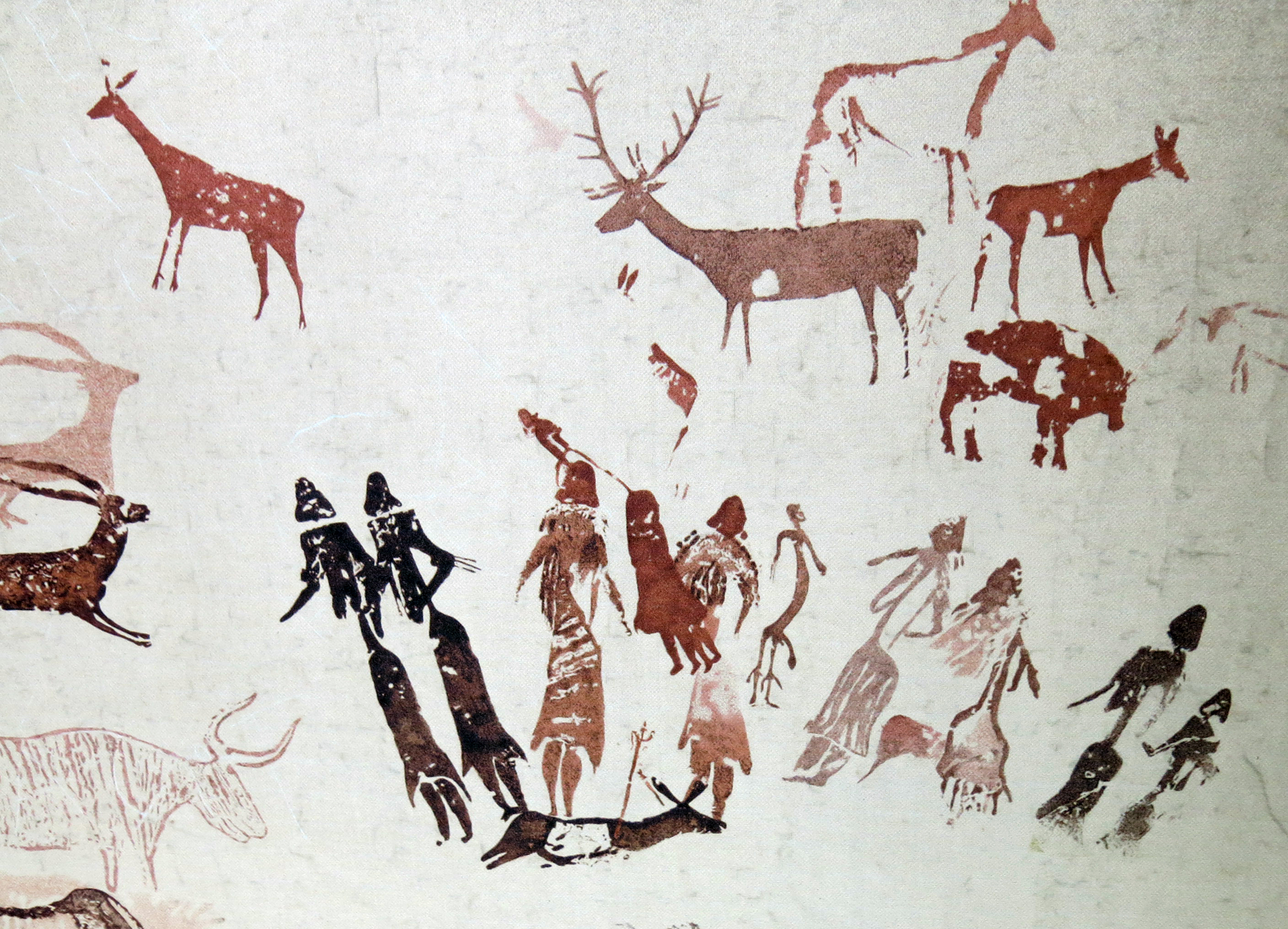
Danza fálica de figuras femeninas en el abrigo de Cogull (Lérida).
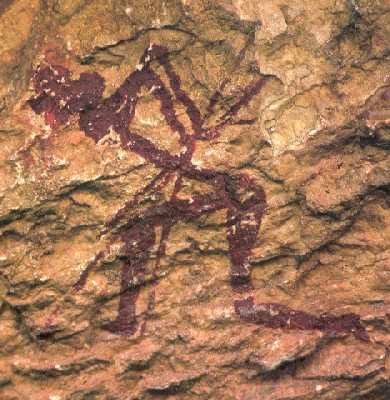
Arquero levantino típico (Albocácer, provincia de Castellón).
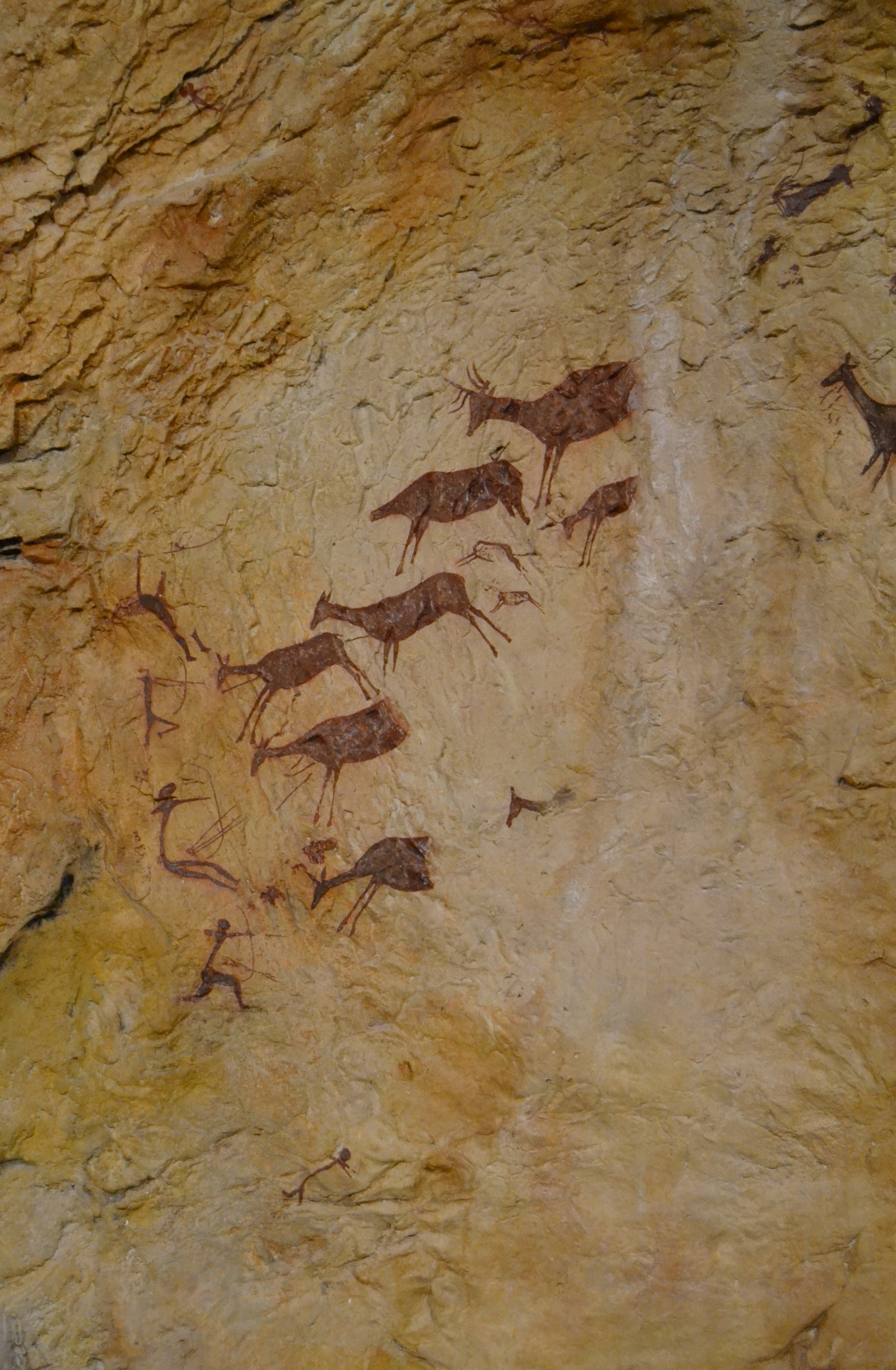
Escena de caza del Barranco de la Valltorta, provincia de Castellón
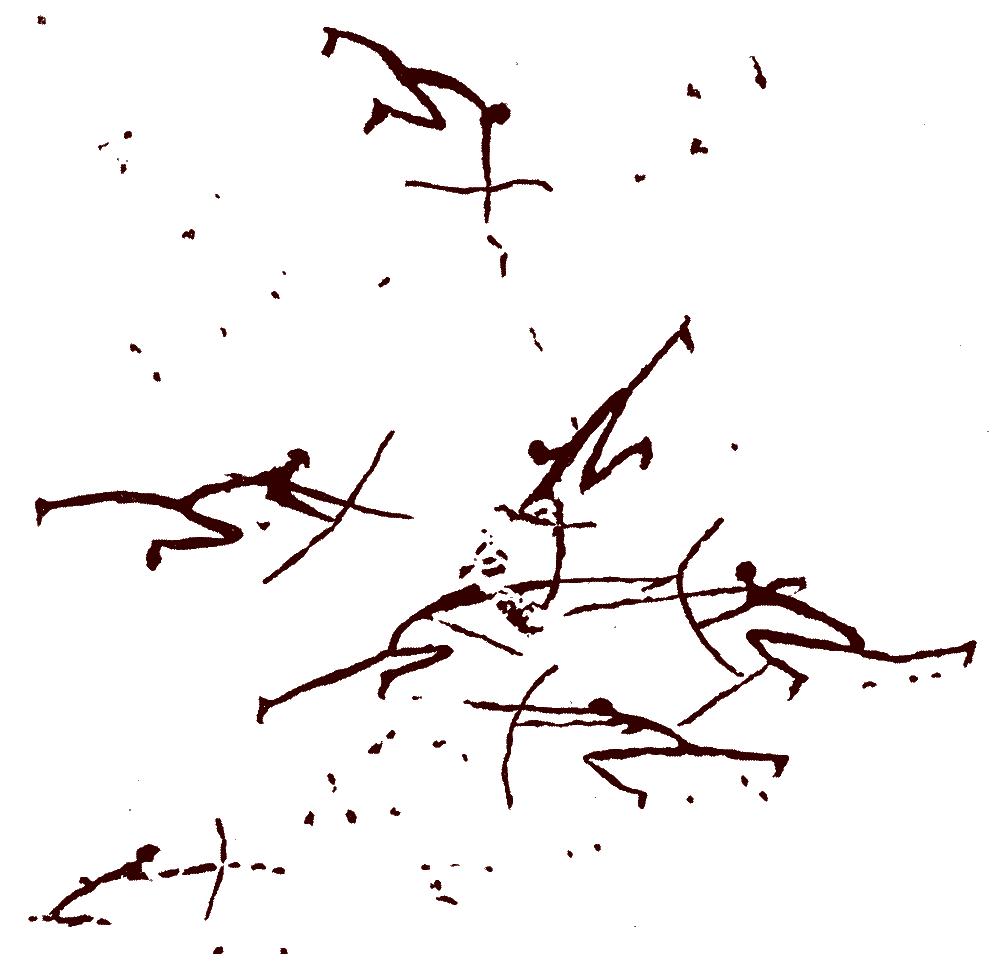
Combate de arqueros en una covacha de Morella, provincia de Castellón

##### Los megalitos
El fenómeno megalítico podría considerarse como la primera manifestación arquitectónica monumental en Europa occidental. Su nacimiento parece tener lugar al final del quinto milenio en varios focos simultáneos a lo largo del Atlántico, desde Huelva (en España), hasta las islas Shetland y Jutlandia, y su cronología sobrepasa ampliamente la fase neolítica, perviviendo durante la Edad del Bronce, especialmente en el norte (lógicamente también se produce una evolución de las formas constructivas). Un megalito podrá definirse como una construcción de piedras gigantescas (megas: gigante y, lithos: piedra), toscamente trabajadas. Aunque en periodo posteriores la tipología se diversifica, durante el Neolítico hay cuatro clases de monumentos megalíticos: el menhir (que no es más que una gran piedra hincada sin labrar), este puede aparecer aislado o en grandes hileras. A veces también forma círculos, recibiendo entonces el nombre de crómlech (en las edades del metal, estos círculos de piedra llegan a desarrollarse mucho en las islas británicas, recibiendo el nombre de henges). En cualquier caso, los menhires, aislados o en grupos, señalarían santuarios al aire libre. Por último está el dolmen: una tumba megalítica colectiva que al menos consta de una cámara funeraria cubierta por un túmulo, que a menudo se ha perdido (este esquema es el más común, pero pueden encontrarse variantes más complejas, o más sencillas). La cámara funeraria solía albergar los restos de multitud de cadáveres junto con su ajuar funerario.

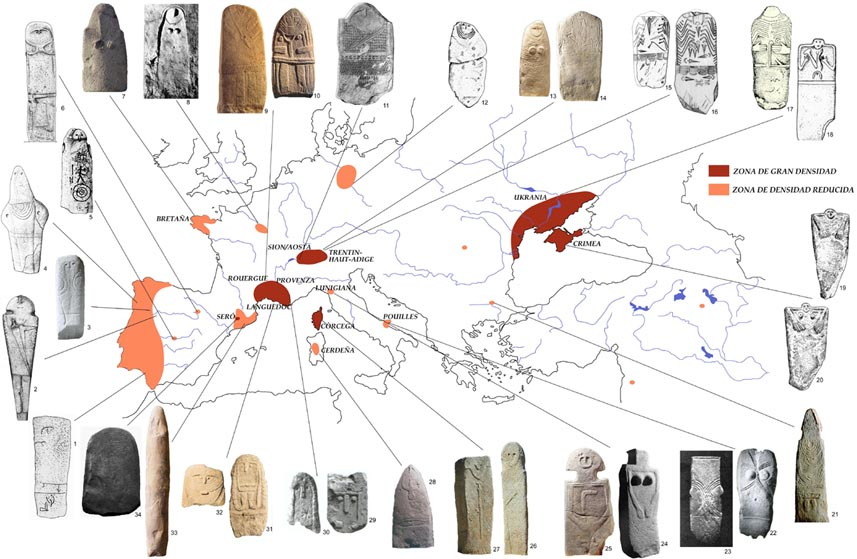
Mapa con la distribución de estatuas-menhir en Europa. Fotos y dibujos: 1y 4.-Bueno et al. 2005; 2.-Santonja y Santonja 1978; 3.-Jorge 1999; 5.-Portela y Jiménez 1996; 6.-Romero 1981; 7.-Helgouach 1997; 8.- Tarrete 1997; 9, 10, 13, 14, 29, 30, 31, 32.-Philippon 2002; 11.-Corboud y Curdy 2009; 12.-Muller 1997; 15, 16, 17, 18, 19, 20, 21, 22, 23 Arnal 1976; 24 y 25.- Augusto 1972; 26 y 27.- Grosjean 1966; 34.- López et al. 2009

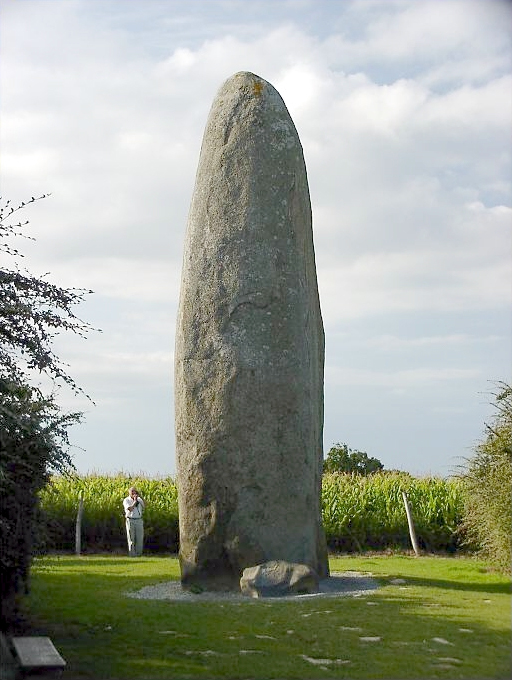
Menhir
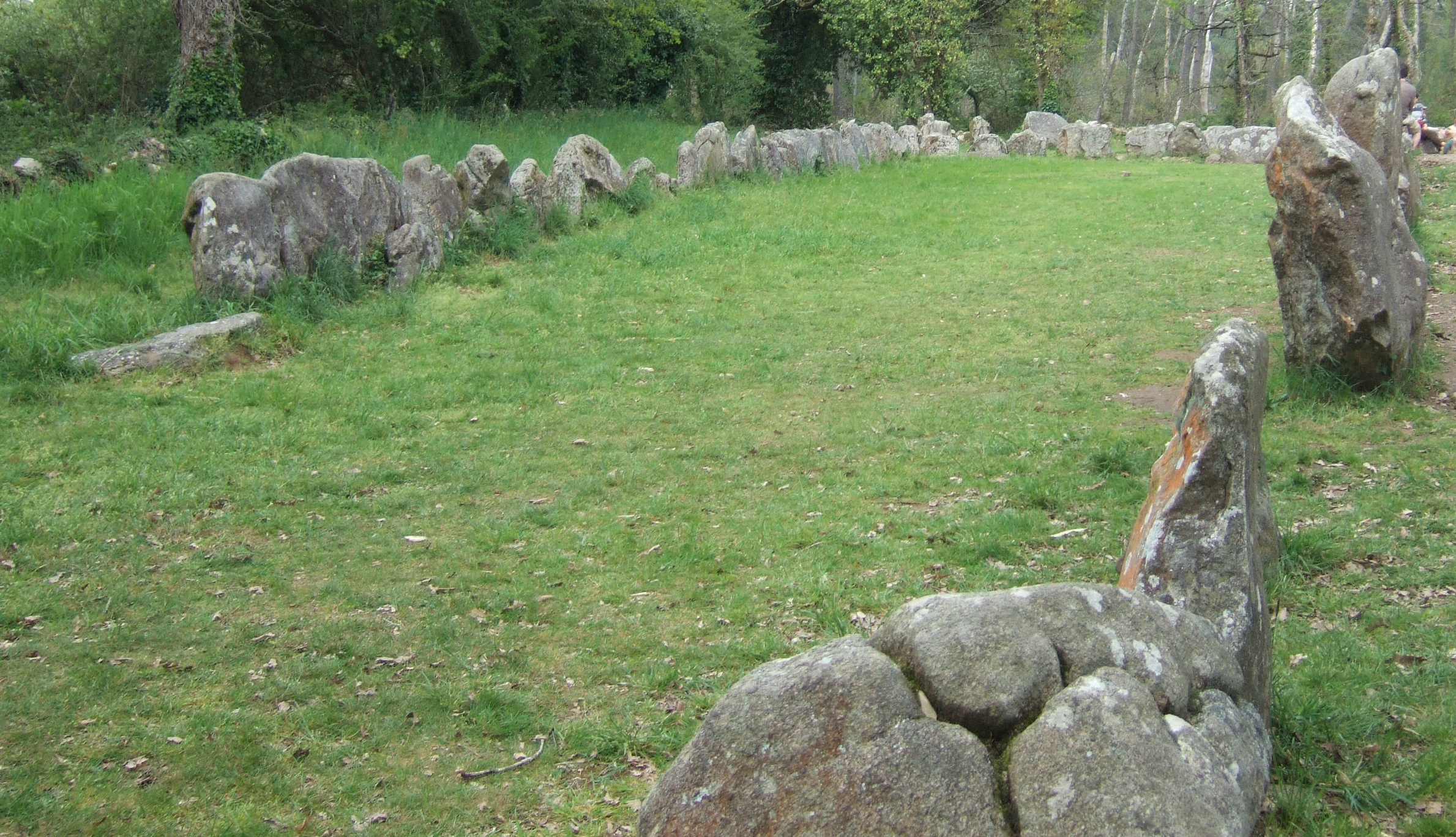
Alineamiento
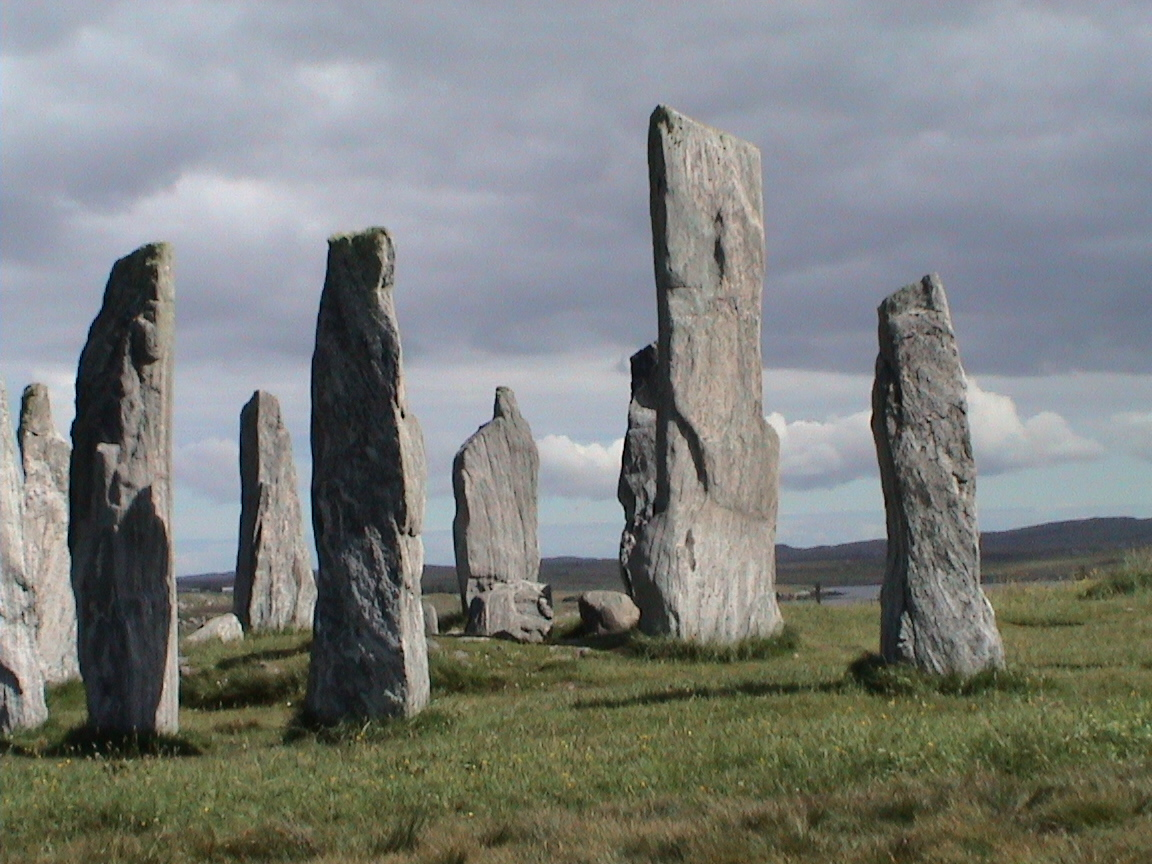
Crómlech
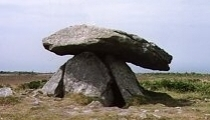
Dolmen

La decoración de los megalitos suele ser abstracta, aunque, como algunos parecen tener una larga vida como santuarios, también poseen temas figurativos de tipo esquemático. Hay tres grandes núcleos donde sobresalen los dólmenes decorados, Bretaña (por ejemplo, los dólmenes de Barnenez y Mane Kerionez), Irlanda (con New Grange o Loughcrew, entre otros) y, por supuesto, la zona galaico-portuguesa en la península ibérica (con Antelas y Padrão en Portugal; la Granja de Tiñinuelo y El Soto en España). Las primeras fases decorativas suelenser abstractas (formas culvilíneas y geométricas, cúpulas), a veces grabadas y otras pintadas. Con el tiempo aparecen formas esquemáticas reconocibles (armas, antropomorfos, zoomorfos...). La cronología de esta decoración parece ser neolítica, sin embargo, en algunas representaciones es posible reconocer objetos metálicos con lo que hay que suponer una larga pervivencia cronológica.

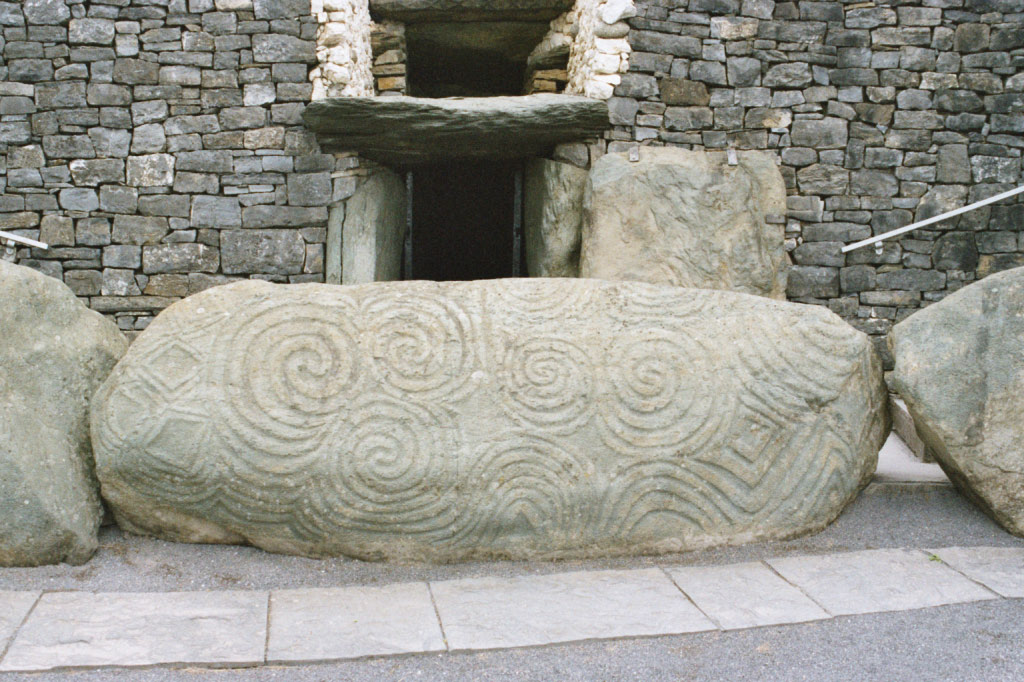
Decoración en espirales de la entrada a New Grange (Irlanda).

Asociados a los monumentos megalíticos, pero localizados en zonas rocosas de la cornisa atlántica, desde la desembocadura del Tajo, en Portugal, hasta las islas Orcadas en Gran Bretaña (pasando por Galicia, Francia e Irlanda) podemos incluir los petroglifos atlánticos. Su temática parece ser la misma: motivos curvilíneos, meandros, cúpulas, espirales, laberintos, cuadrados... (raramente con representaciones antropomorfas o zoomorfas), pero su apogeo se da en el segundo milenio a. C., es decir, la edad de Bronce. No es raro que este tipo de manifestaciones pervivan fases más tardías, como ocurre con los henges británicos. Esta decoración debe tener un valor fuertemente simbólico, representando conceptos cuyo contenido se nos escapa.

Petroglifos de la Cornisa Atlántica de Europa
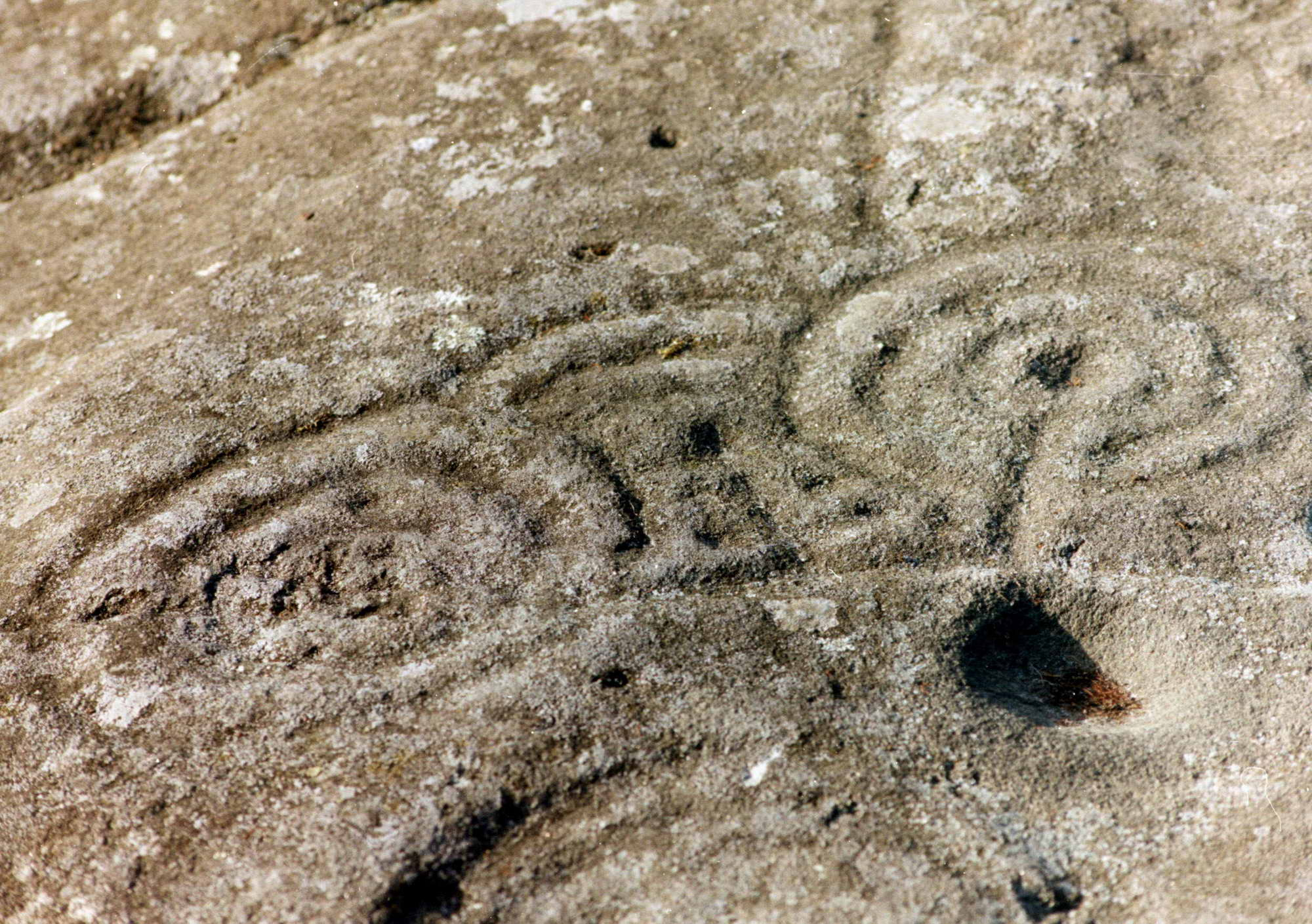
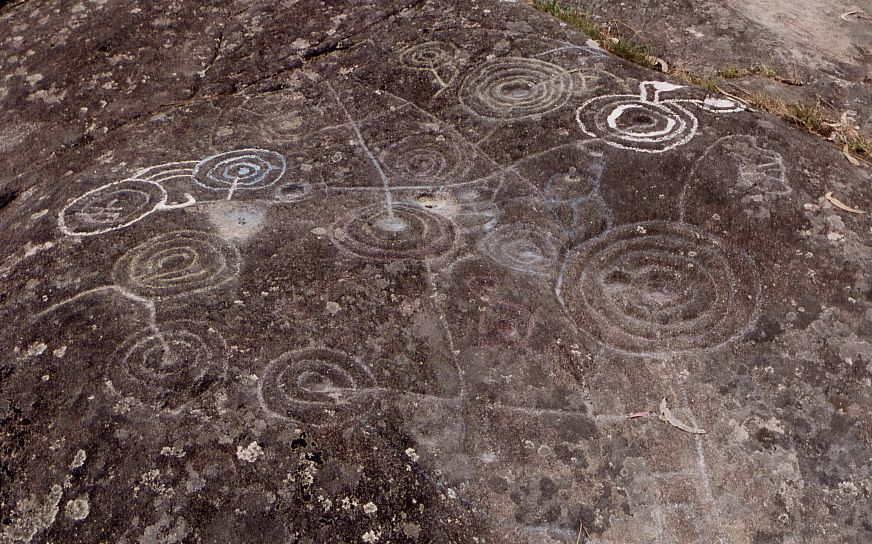

##### El arte europeo en las Edades del Metal

###### El fenómeno rupestre esquemático en Europa
La llegada del metal, coincide, al menos en Europa, con un radical cambio de estilo de la pintura rupestre. Del realismo descriptivo paleolítico y la estilización narrativa levantina, pasamos a un esquematismo eminentemente simbólico. Las formas se reducen a sus rasgos más esenciales, sin dejar de ser figuraciones de elementos reales (no se alcanza la abstracción salvo, como veremos, en la zona más occidental). El arte rupestre esquemático tiene un gran desarrollo en la península ibérica, tanto en pintura como en grabados, pero también se extiende por toda la franja atlántica (desde Portugal a Noruega), pero también es particularmente abundante en el este de Francia y el norte de Italia (tanto en el Atlántico, como en el área franco-italiana predominan los grabados, es decir, los petroglifos), El desarrollo del esquematismo en el arte prehistórico ha sido interpretado como una liberación de la realidad, como un triunfo del mundo simbólico y, por tanto, sería consecuencia de la aparición de religiones mucho más maduras. Aparte de ello, el perfeccionamiento de utillaje metálico favorece el trabajo de la roca, y por tanto las insculturas van cobrando importancia, hasta el punto que los petroglifos nórdicos siguen realizándose hasta periodos históricos.

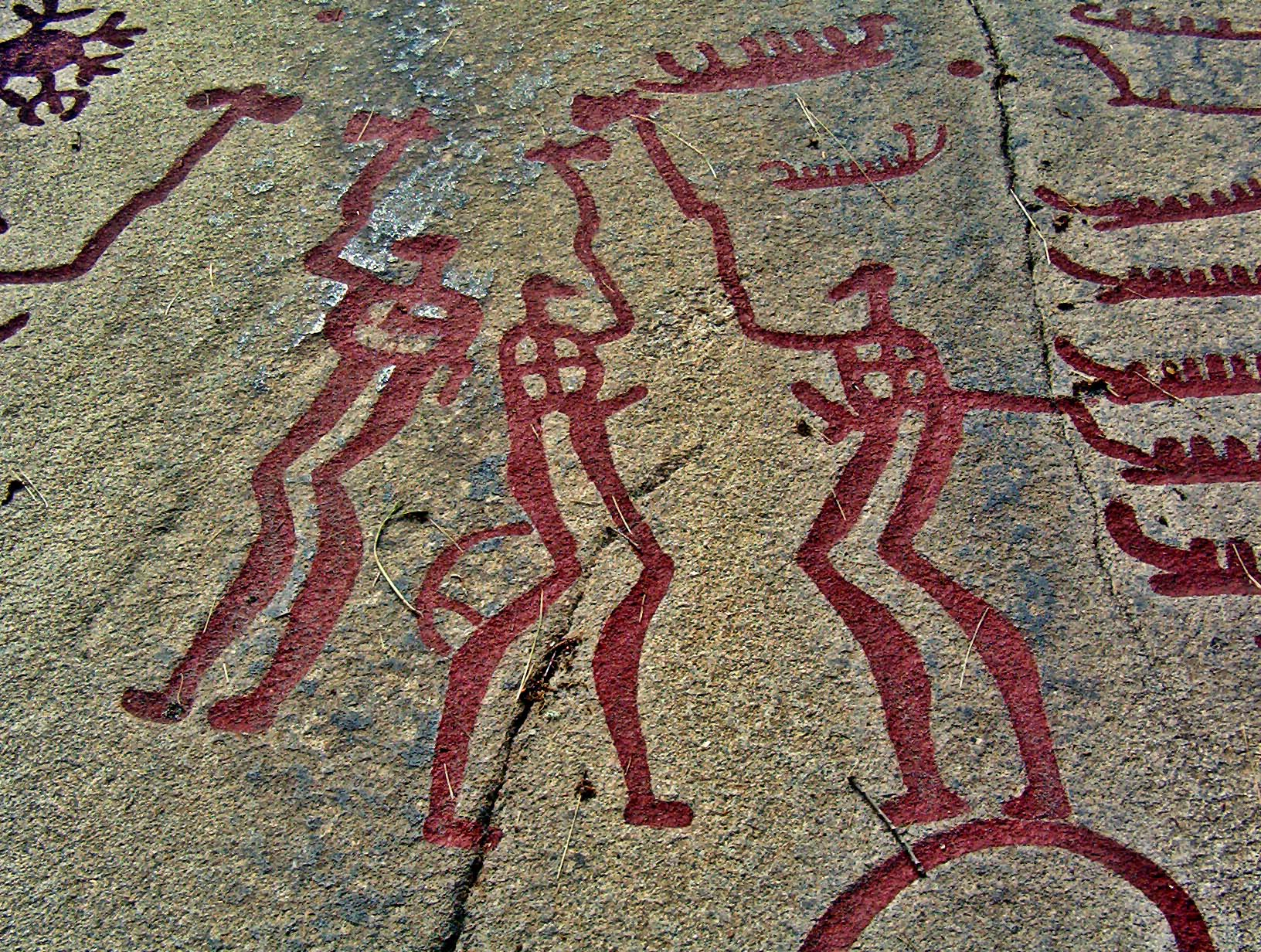
Petroglifos escandinavos de Tanum (Suecia).
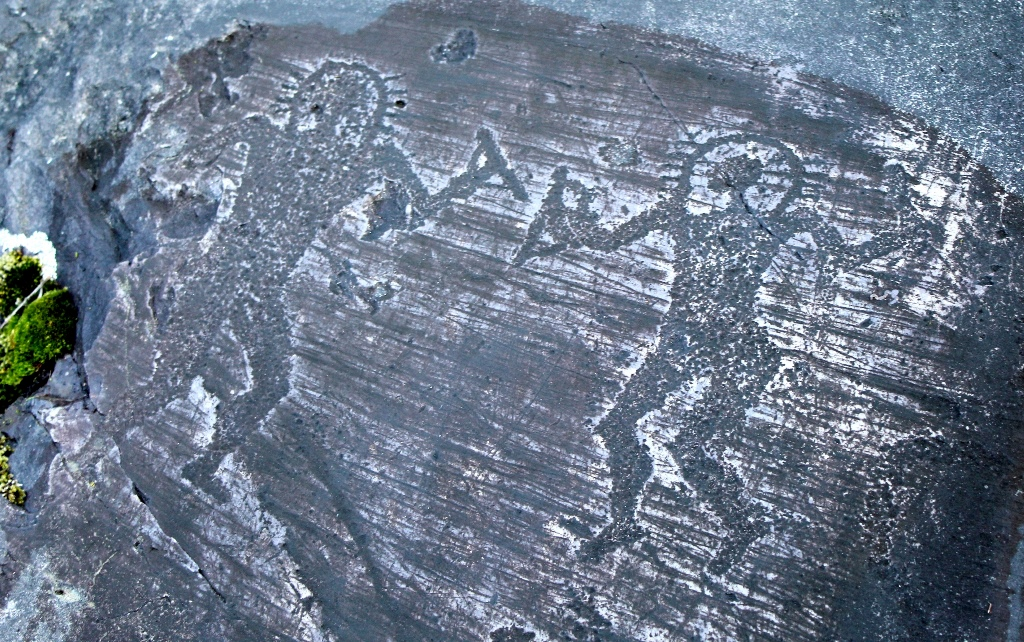
Figuras humanas grabadas en Val Camónica (Italia).
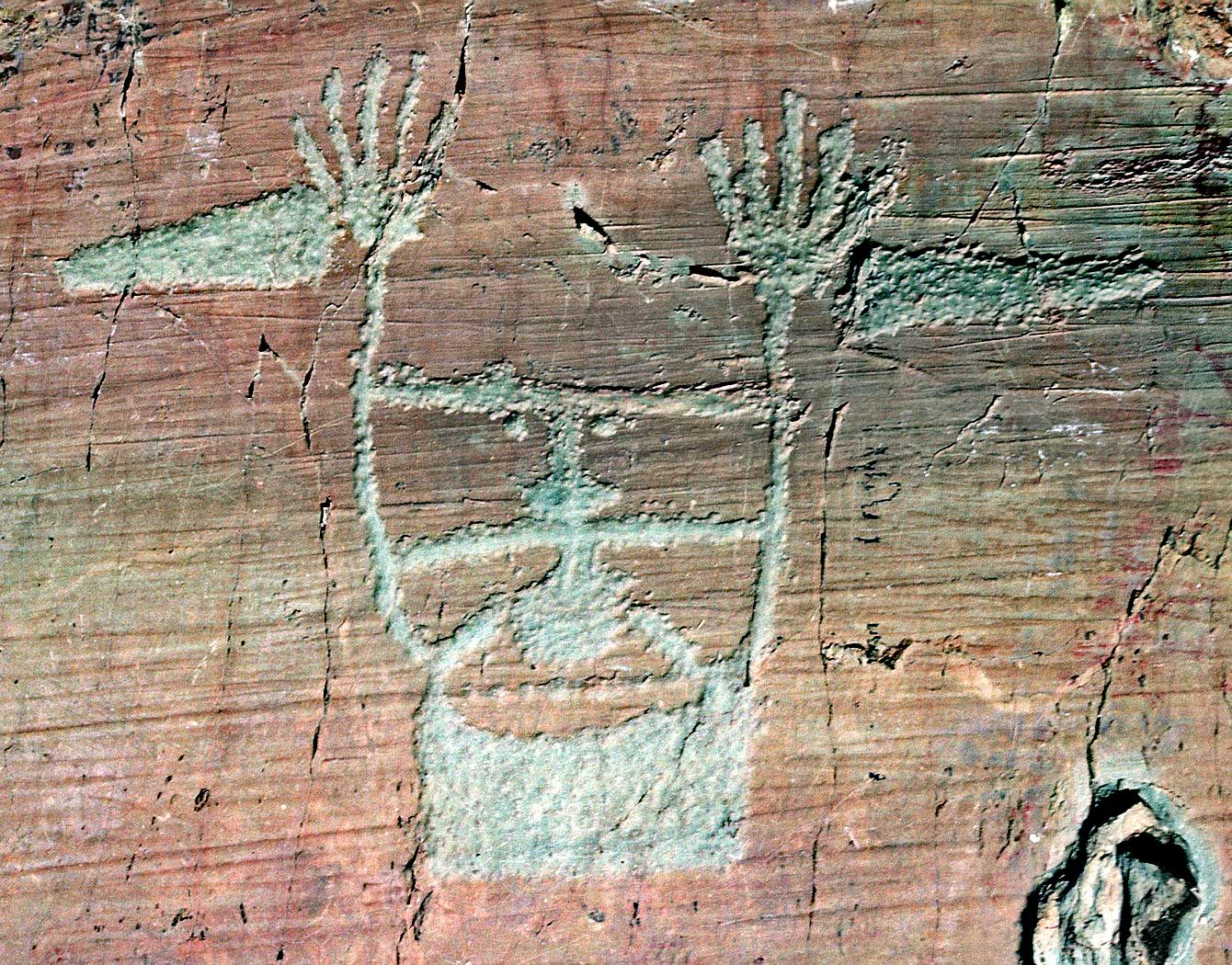
El gran hechicero del Valle de las Maravillas, Francia
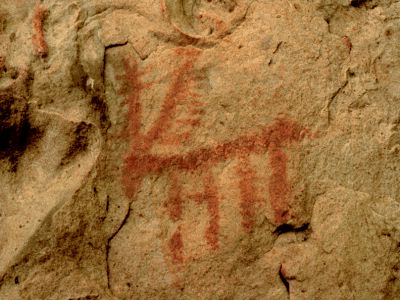
Ciervo de la pintura rupestre esquemática española

- La provincia escandinava tiene mayor densidad en el centro-sur de Noruega y Suecia, en las regiones de Escania y Upsala; destacando la zona de Tanum (declarada Patrimonio de la Humanidad (con más de 300 conjuntos de arte rupestre). Los grabados escandinavos suelen aparecer en rocas alisadas por la erosión glaciar, son de gran tamaño y sus temas principales son guerreros y barcos. Los petroglifos escandinavos surgen en la Edad del Bronce, en torno al 1600 a. C. y perduran hasta el año 100 de nuestra era.

- La provincia de la Alpes franco-italianos es una de las primeras zonas de arte rupestre conocidas el mundo. Concretamente, en la región italiana de la Lombardía, los petroglifos de Val Camónica también fueron declarados Patrimonio de la Humanidad. La mayoría son de la Edad del Bronce, aunque perviven hasta la Edad del Hierro. Hay gran variedad de temas, pero los predominantes son la caza del ciervo, la figura humana y los signos astrales. En el Valle de las Maravillas (Alpes Marítimos, Francia) el protagonista es el toro en varias tipologías, si bien destaca un expresivo personaje armado con dos puñales conocido como «el hechicero». Precisamente, las armas representadas permiten calcular una datación principal en el Bronce Antiguo, aunque, posteriormente se añaden otras culturas que alcanzan hasta la Edad del Hierro.

- El arte esquemático en la península ibérica: toda la península posee yacimientos de arte rupestre esquemático, aunque, para ser más concretos, este predomine en zonas montañosas donde hay disponibilidad de abrigos rocosos (no obstante, tiene paralelismos no rupestres en zonas llanas, reflejados en la cerámica decorada, el arte mueble, la decoración de megalitos, etc). A pesar de ello, sería un error considerarlo un fenómeno único; más bien, deberíamos hablar de numerosas culturas regionales diferentes. En todo caso, el auge del fenómeno esquemático corresponde al tercer milenio a. C., sobre todo al Calcolítico, comenzando su declive en la Edad del Bronce, aunque existen numerosas pervivencias mucho más tardías.

###### La escultura

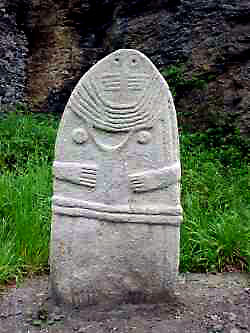
«Dama de Saint-Sernin» (Francia).

La escultura monumental enlaza directamente con las obras neolíticas que hemos citado sobre la Diosa-Madre, de hecho, en algunas tumbas aparecen toscos personajes femeninos labrados en sus paredes, tal es el caso de la gruta sepulcral de Coizard (Marne, Francia) que sigue modelos idénticos a las llamadas estatuas-menhir, cuya datación se extiende desde el final del Neolítico hasta el final de la Edad del Bronce). Se trata de figuras monolíticas, macizas, toscamente desbastadas, de tamaño considerable, en las que se han dibujado, por medio de incisiones o, como mucho, bajorrelieves, rasgos humanos muy simples, destacando en la cabeza, los llamados «ojos de lechuza». El tronco no se diferencia y las extremidades aparecen solo en algunas ocasiones, El bloque suele estar surcado por motivos decorativos lineales y signos sobre el sexo y la condición del personaje (collares, armas, herramientas...). Aparecen sobre todo en el sureste de Francia, en Italia, en Córcega y en la península ibérica. 

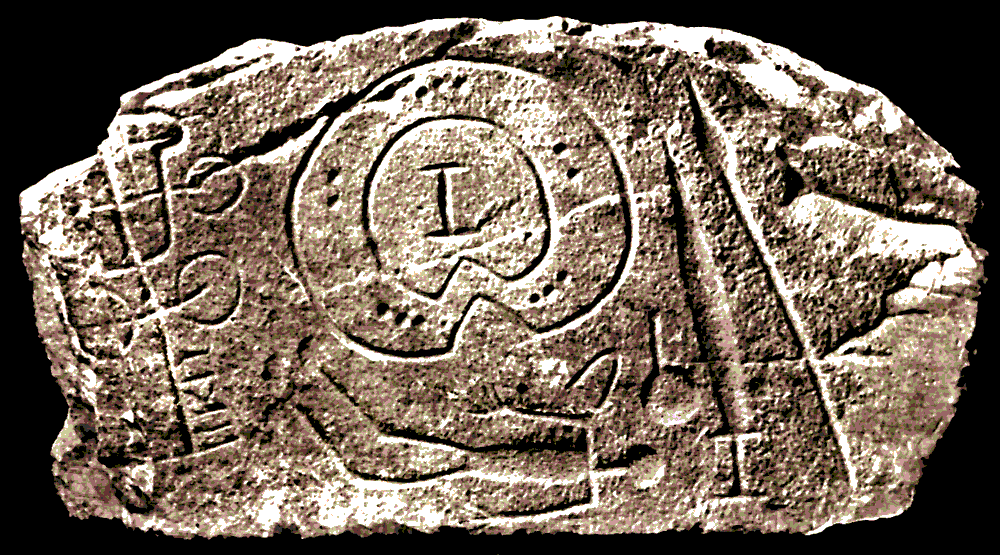
Estela del Castro de Solana de Cabañas, en Logrosán (Cáceres, España).

Las más antiguas parecen ser las del Neolítico provenzal italiano (principios del III milenio a. C.), donde no ha podido establecerse ninguna relación con el mundo megalítico, aunque aparecen asociadas a enterramientos. A partir del 2500 a. C. se extienden al sureste de Francia, a la zona conocida como Rouergue (Aveyron y Hérault), donde adquieren su pleno desarrollo, destacando la llamada «Dama de Saint-Sernin», descubierta en 1888. Ya de época del metal parecen las estatuas-menhir de Liguria (Italia): con base en las armas que llevan se puede establecer una larga secuencia que comienza en el Calcolítico (tipo Pontevechio), continua el bronce (tipo Canosa) y cumina en la transición a la Edad del Hierro (tipo Remedello). En Córcega tenemos una sucesión similar, algunas de estas obras se asocian al horizonte de los nuragas, nacido al final de la edad de Bronce si bien culmina en la Edad del Hierro.
En la península ibérica aparecen (sobre todo en Extremadura y las regiones aledañas), pero probablemente pertenezcan a un grupo independiente y más tardío, al menos en origen, puesto que no se asocian a los dólmenes, aunque también son funerarias. Son propias del Bronce pleno y, en sus fases tardías, ya representan a guerreros con cascos radiados y una completa panoplia compuesta de puñal, espada, alabarda o lanza y escudo (fíbulas, espejos..., a veces, también, carros de combate).

###### La arquitectura

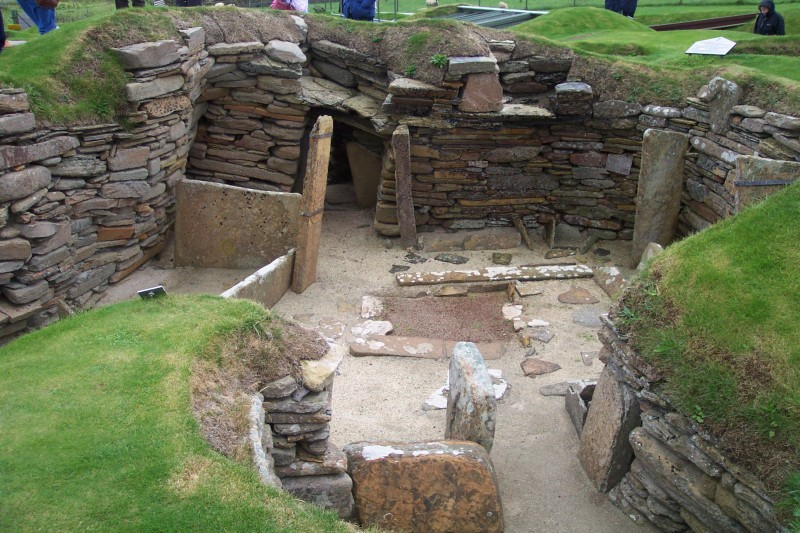
Skara Brae (islas Orcadas, Escocia).

La arquitectura civil de la primitiva Europa de la Edad del Bronce puede separarse en dos grandes grupos. En la zona continental y atlántica predominan los poblados y aldeas de madera, con casas individuales, también de madera, y una protección compuesta por una empalizada. Al principio tal protección estaba más enfocada al ganado, pero con el tiempo hubo que reforzarla, ante el aumento de los ataques entre comunidades vecinas, añadiendo muros, fosos y varios cinturones de muralla hecha de troncos y barro (ejs.: Karanovo, Goldberg, Tripoljé...). La excepción a este modelo es el emplazamiento de Skara Brae (en las islas Orcadas). Skara Brae apenas tiene una decena de viviendas semisubterráneas de forma redondeada, construidas en sillarejo de piedra casi ciclópeo. Esta enigmática aldea costera fue abandonada y apenas se encuentran objetos entre sus ruinas, lo que dificulta su datación, aunque se estima que fue habitada en el tercer milenio. La Europa mediterránea tiene pueblos muy distintos, quizá por influencia oriental, se rodean con gruesas murallas de piedra dotadas de torres defensivas semicirculares. Dentro del poderoso recinto, se apiñan las casa de adobe, sin una organización concreta. Además suelen tener una ciudadela con fortificaciones especialmente reforzadas. Los ejemplos más impresionantes de este tipo de poblamientos son, Sesklo o Khirokitia (en el Egeo), Los Millares (en España), Zambujal y Vila Nova de São Pedro (en Portugal); todos ellos cacolíticos. Durante el Bronce las fortificaciones se perfeccionan y el uso de la piedra se extiende por el resto de Europa, probablemente gracias a las nuevas herramientas. La Etapa culmina en la Edad del Hierro con todo un continente cuajado de castros o poblados con fuertes fortificaciones complementadas con torres, fosos y campos de piedras hincadas.
La arquitectura religiosa se caracteriza por la pervivencia del megalitismo o de construcciones ciclópeas. En el tercer milenio, es preciso recalcar la importancia del conjunto de templos de Mudajdra, Tarxien y Ggantija en la isla de Malta (semisubterráneos y rematados con enormes lajas de piedra, contuvieron gigantescas estatuas femeninas dedicadas a la fertilidad; pero también debieron tener función funeraria, pues en uno de ellos, Ħal Saflieni, aparecieron restos de miles de cadáveres). En el Bronce antiguo sobreviven algunos dólmenes en los que ya se desarrolla la cubierta de falsa cúpula (no se llega al conocimiento del arco ni de la cúpula auténtica). En el Bronce pleno, con la llegada del complejo de culturas de los túmulos cambian las costumbres funerarias, de colectivas a individuales, pero ciertas zonas conservan centros cultuales de tipo megalítico, como los henges o círculos de piedras en las islas británicas (siendo el ejemplo más conocido y espectacular el de Stonehenge, reformado una y otra vez desde su fundación, en torno al 2700 a. C., hasta su última fase en el 1500 a. C., más o menos). En la zona escandinava y el norte de Alemania destacan las tumbas con forma de barco, del Bronce final. Por último, destacar los centros ceremoniales ciclópeos del Mediterráneo, de la segunda mitad del segundo milenio, en el Bronce final: nos referimos a las edificaciones de la Cultura talayótica (fase I) en las Baleares y a la cultura nurágica de Córcega.

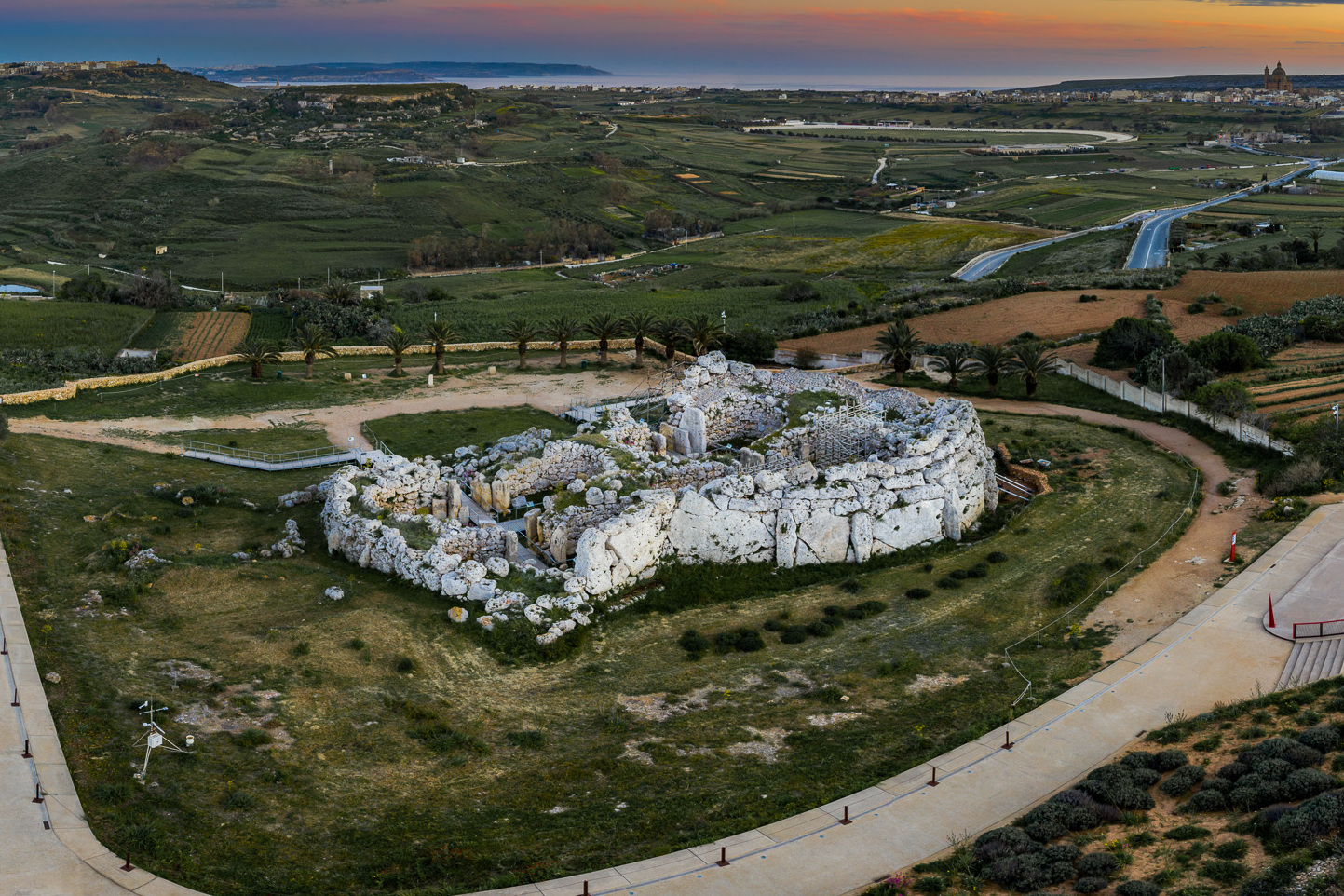
Templo ciclópeo de Ġgantija, isla de Gozo, Malta.
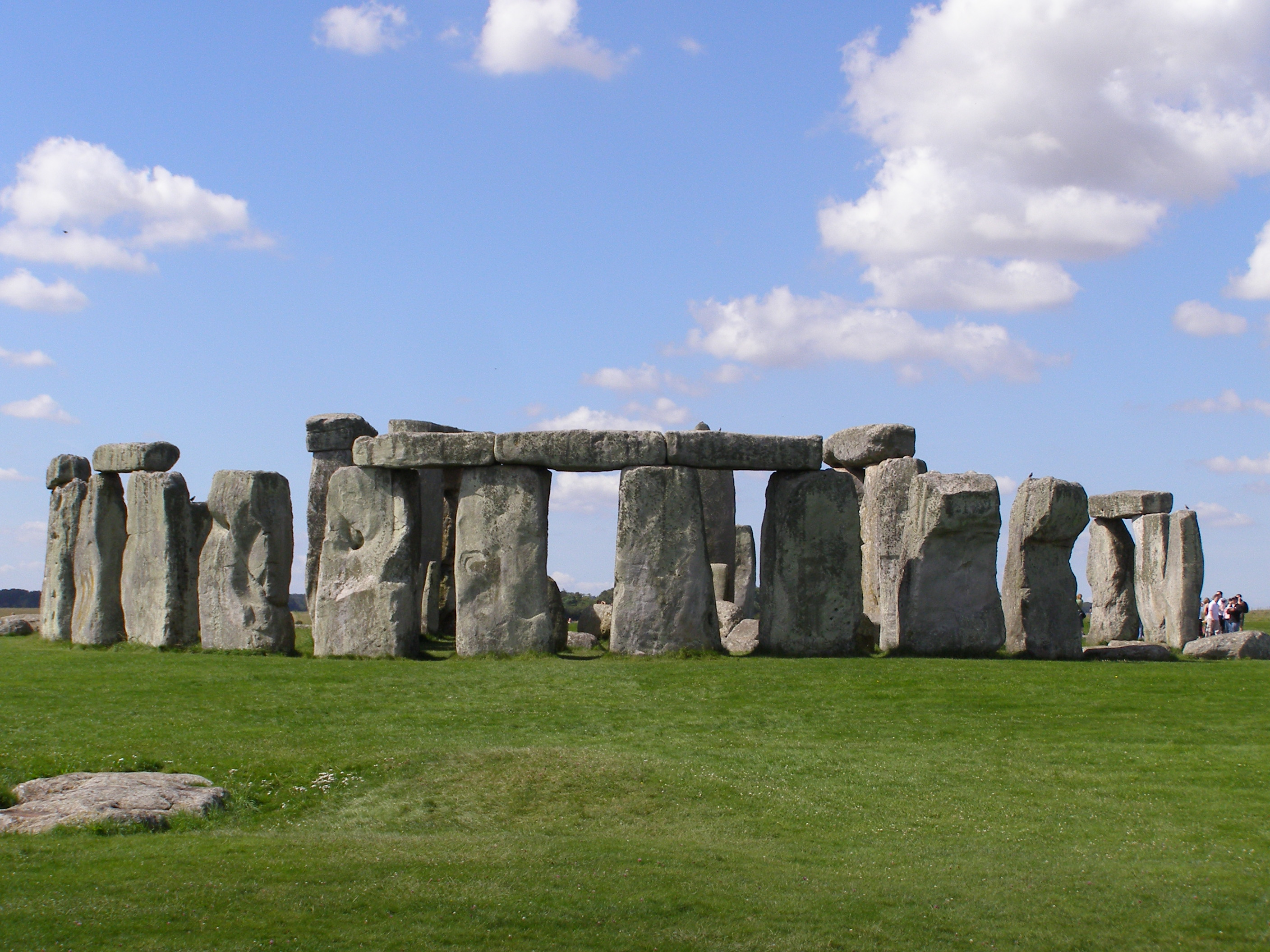
Círculo mágico de Stonehenge, Inglaterra.
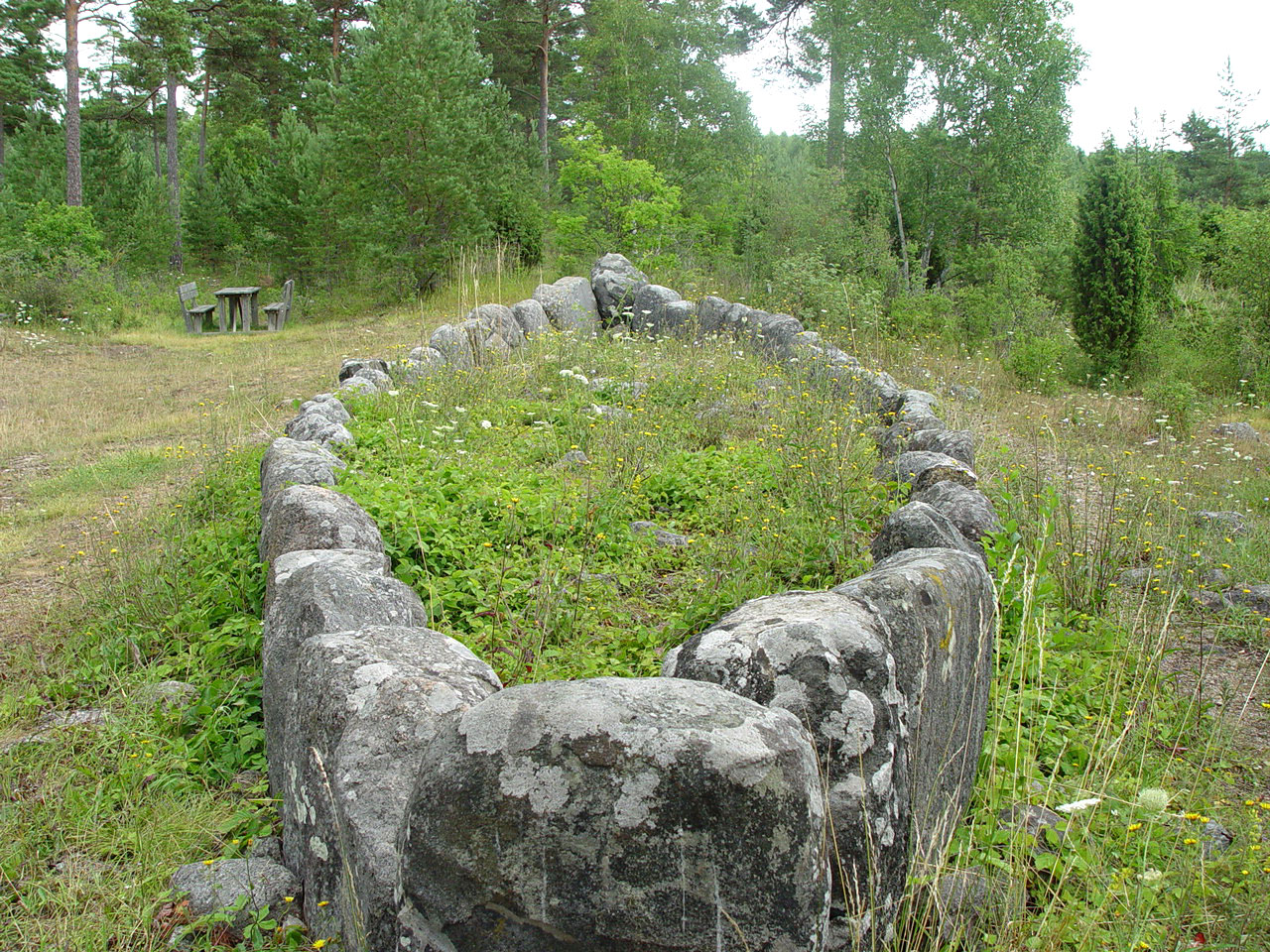
Tumba en forma de barco de Gotland, Suecia.
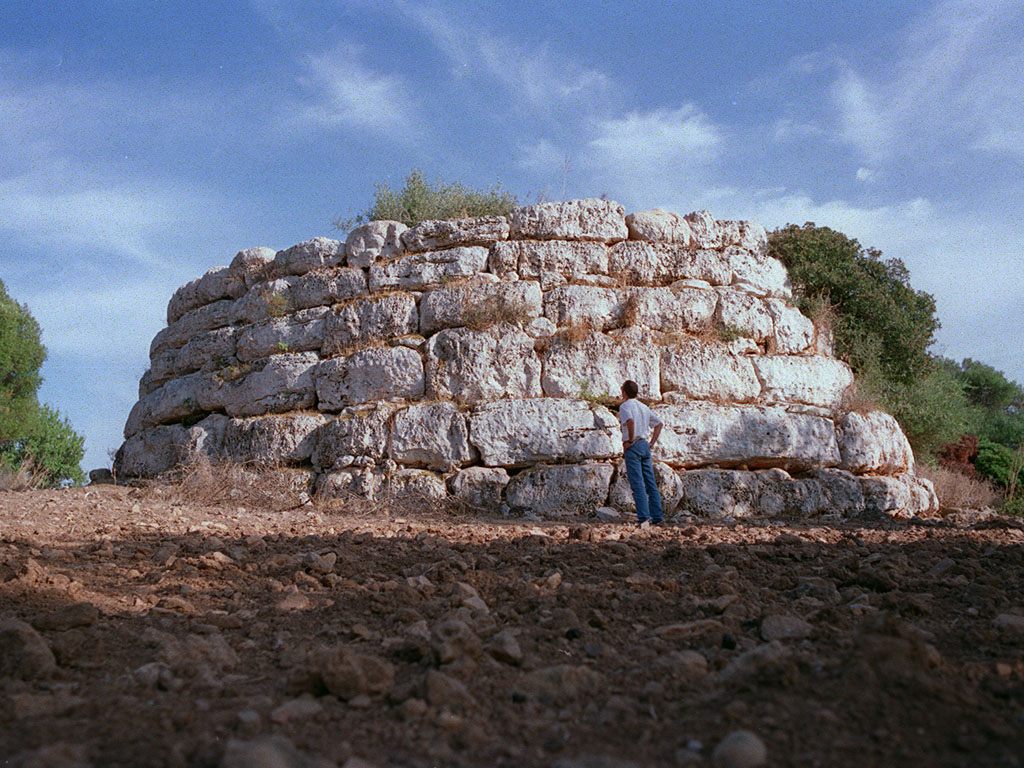
Talayot circular de la isla de Mallorca, España.

###### El desarrollo del arte metalúrgico
El cobre, junto con el oro, son los primeros metales utilizados; al principio, ambos se obtenían a partir de pepitas y se martilleaban en frío. Con el tiempo pasaron a fundirse y forjarse en el horno. Pero el cobre es difícil de trabajar y poco resistente, por lo que los primeros adornos son extremadamente sencillos (alfileres, fundamentalmente). El oro se podría trabajar con más facilidad y, desde el principio, aparecen ornamentos repujados o fundidos.

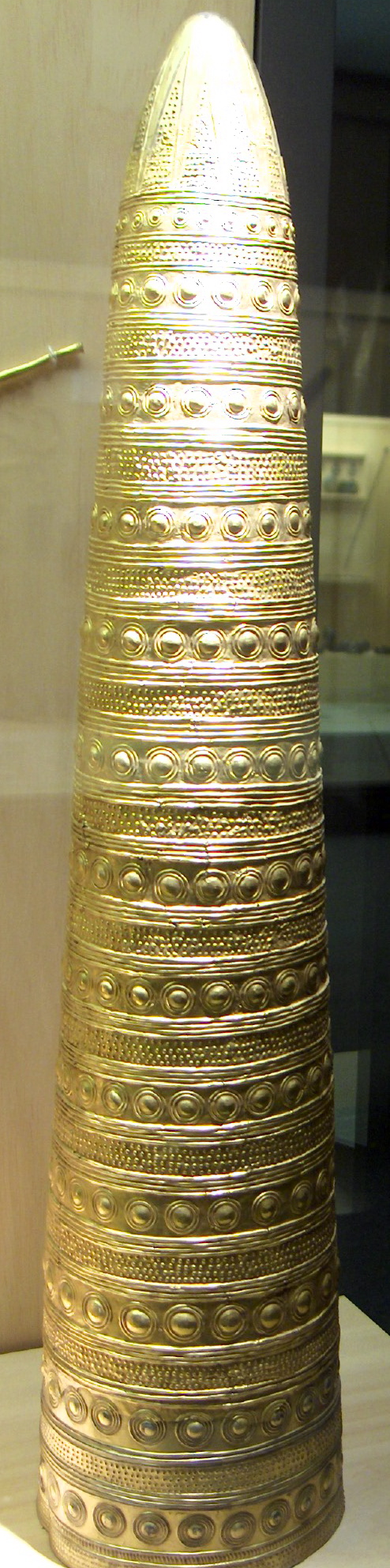
Cono de Avanton (Francia).

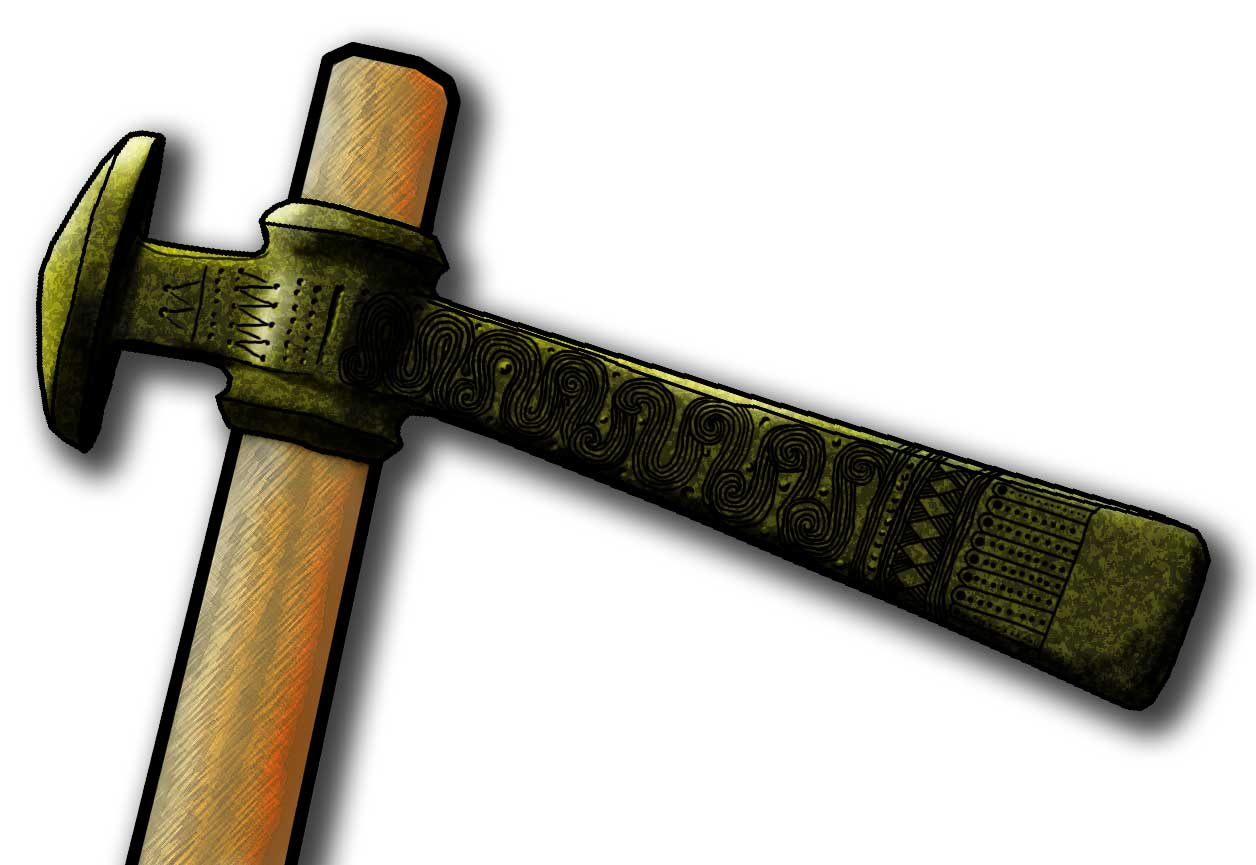
Hacha de combate grabada (Europa central).
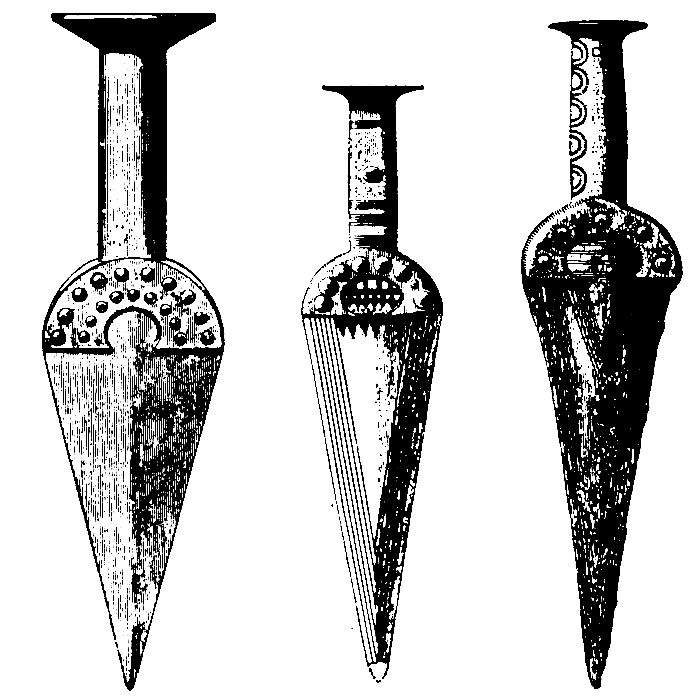
Puñales de bronce (Italia).
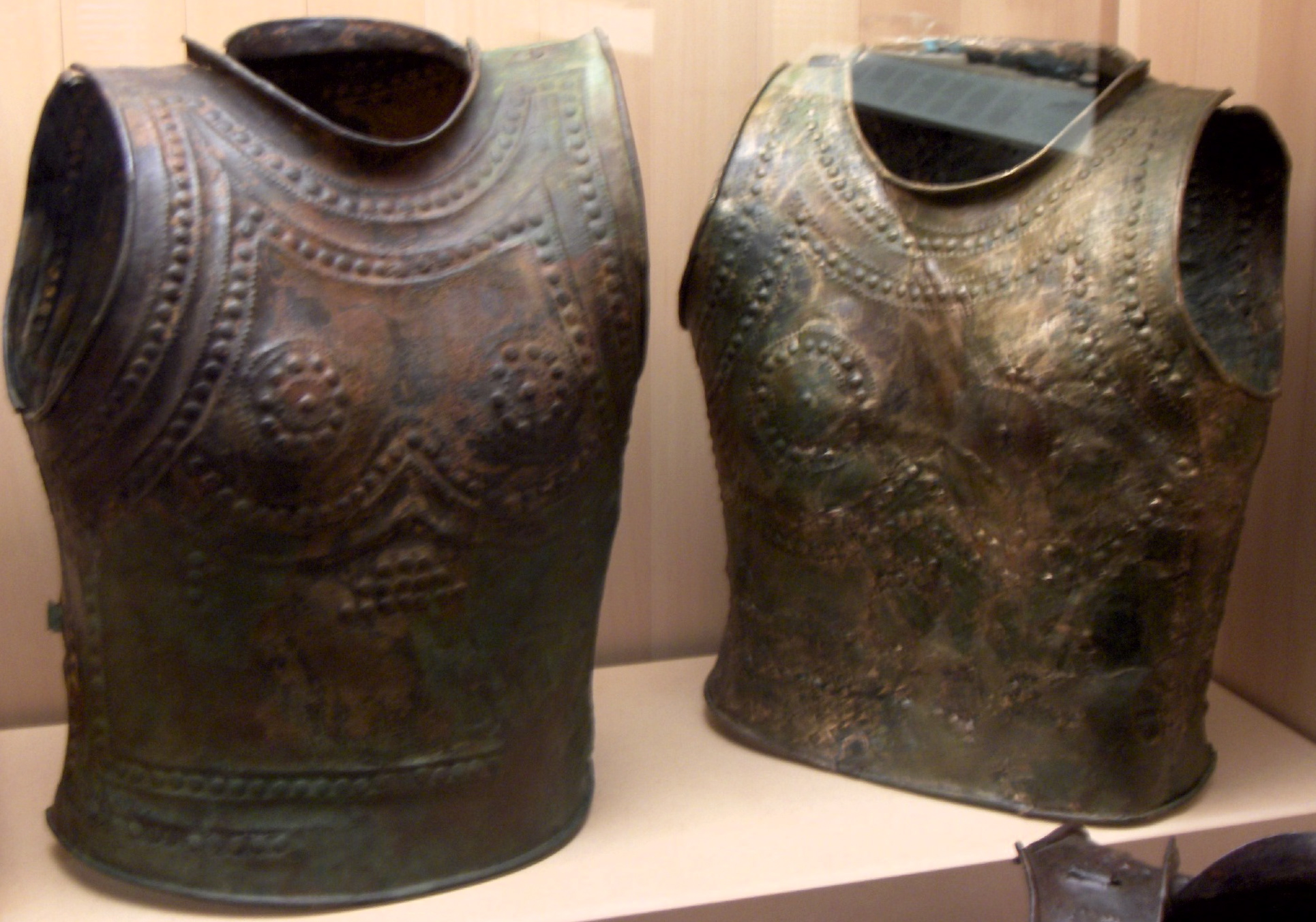
Corazas de Marmesse (Francia).
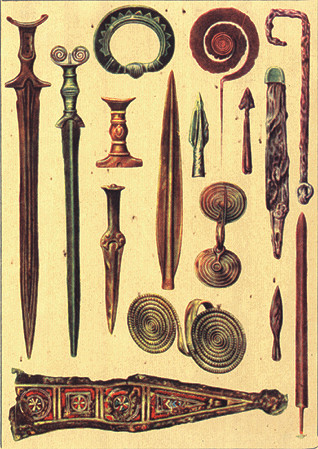
Panoplia de armas de bronce (Rumanía).

La aparición del bronce (cobre con un 10 % de estaño) supone un importante paso adelante, pues es más versátil (funde a temperatura más baja, se enfría muy despacio) y permite realizar objetos más complicados. A medida que avanza la Edad del Bronce, las técnicas son cada vez más refinadas, pero requieren, no solo de un artesano especializado (al que a menudo se le otorga un trato especial), sino un continuo suministro de materias primas, lo que a su vez, estimula los intercambios comerciales y culturales en el continente. El centro más activo el Mediterráneo oriental, pero ya hemos visto que hay importantes culturas en el Atlántico, en el Báltico y en otras regiones europeas. Las armas (espadas, hachas, corazas...) sobrepasan su papel bélico para convertirse en objetos de prestigio o ceremoniales, por lo que a veces se decoran como auténticas joyas, a lo que hay que añadir otros objetos de adorno corporal (broches, brazaletes, torques, lúnulas...) y objetos puramente ceremoniales y votivos.

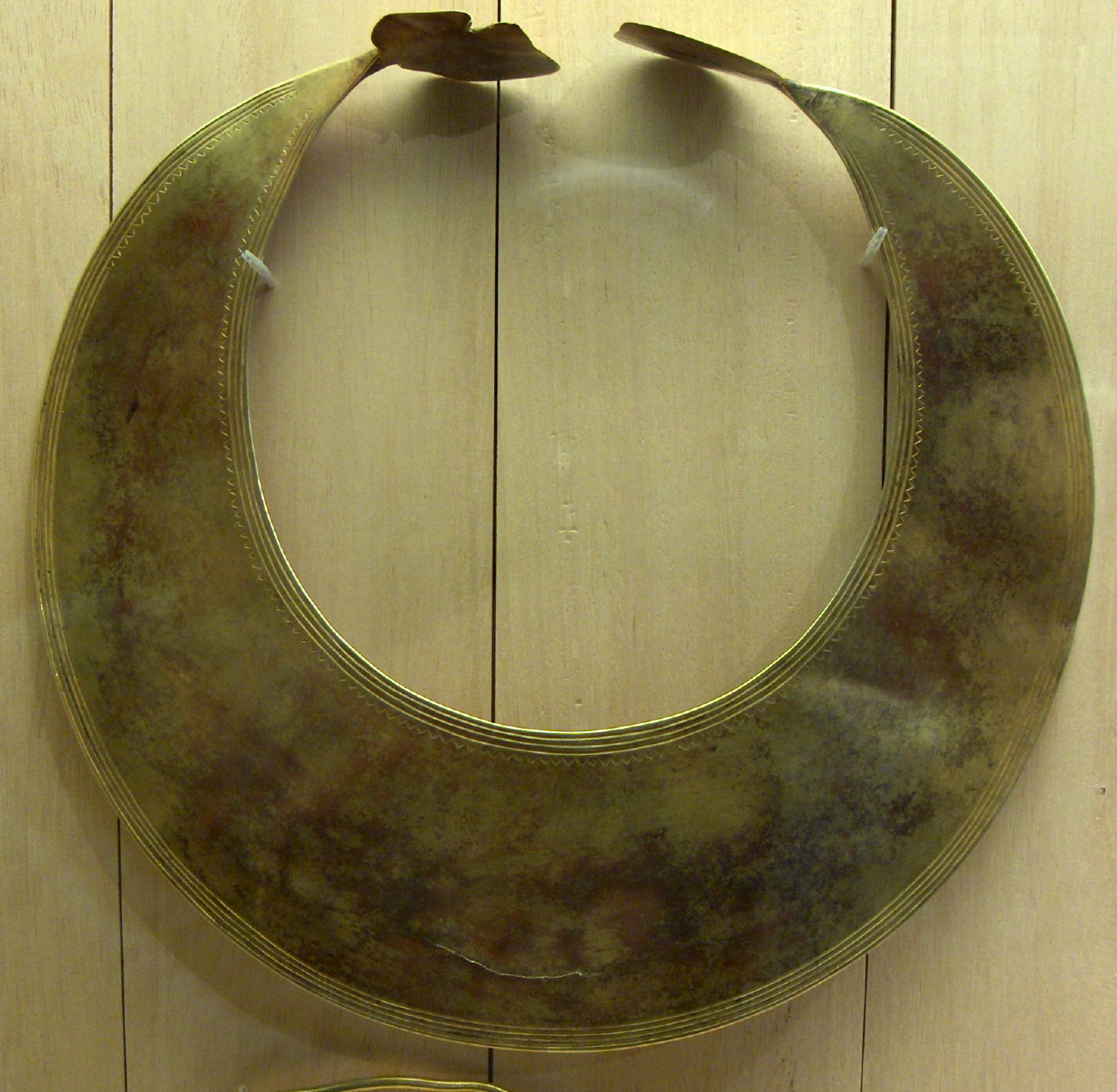
Lúnula pectoral de oro (Irlanda).
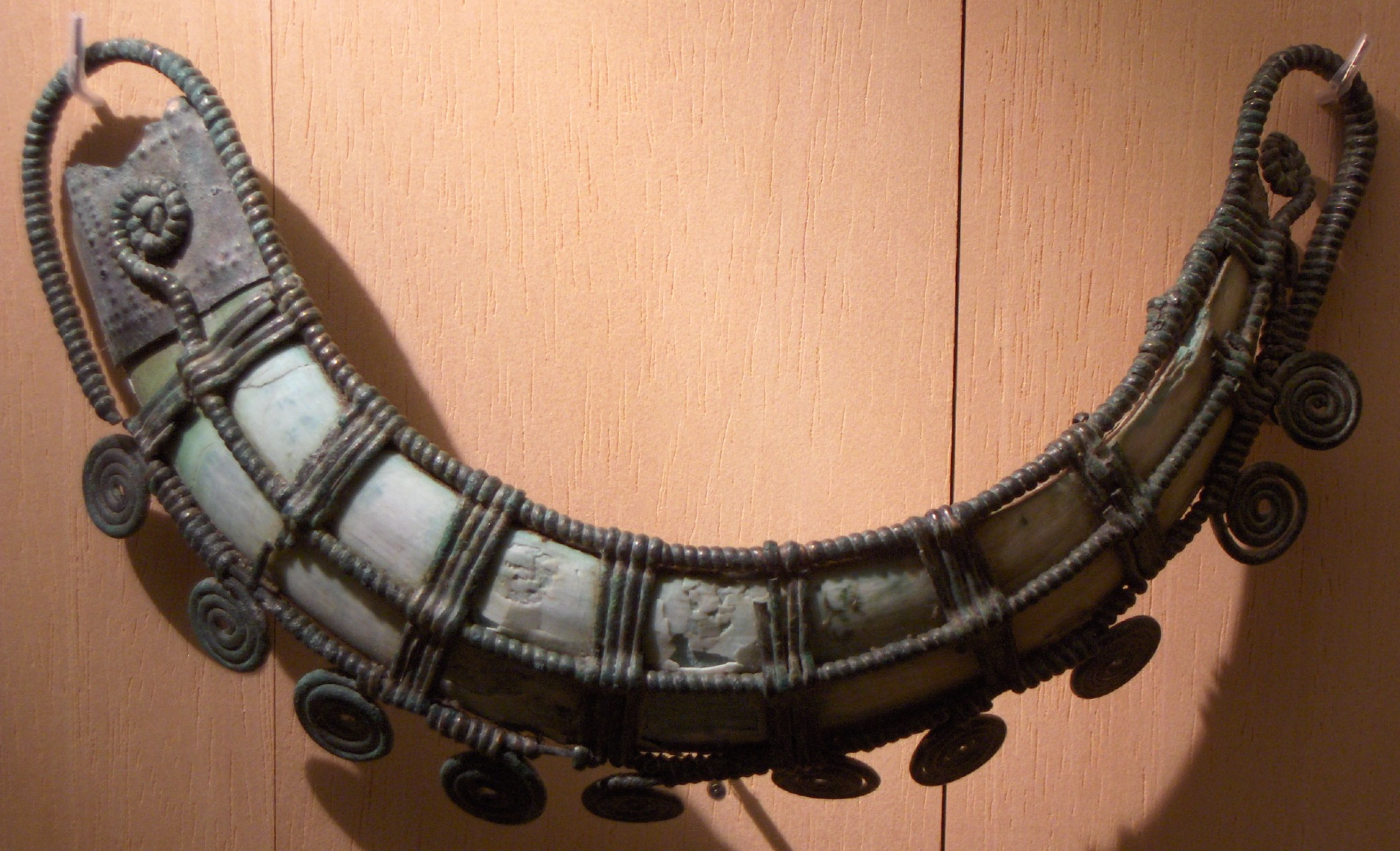
Colmillo de Jabalí de La Colombine (Francia).
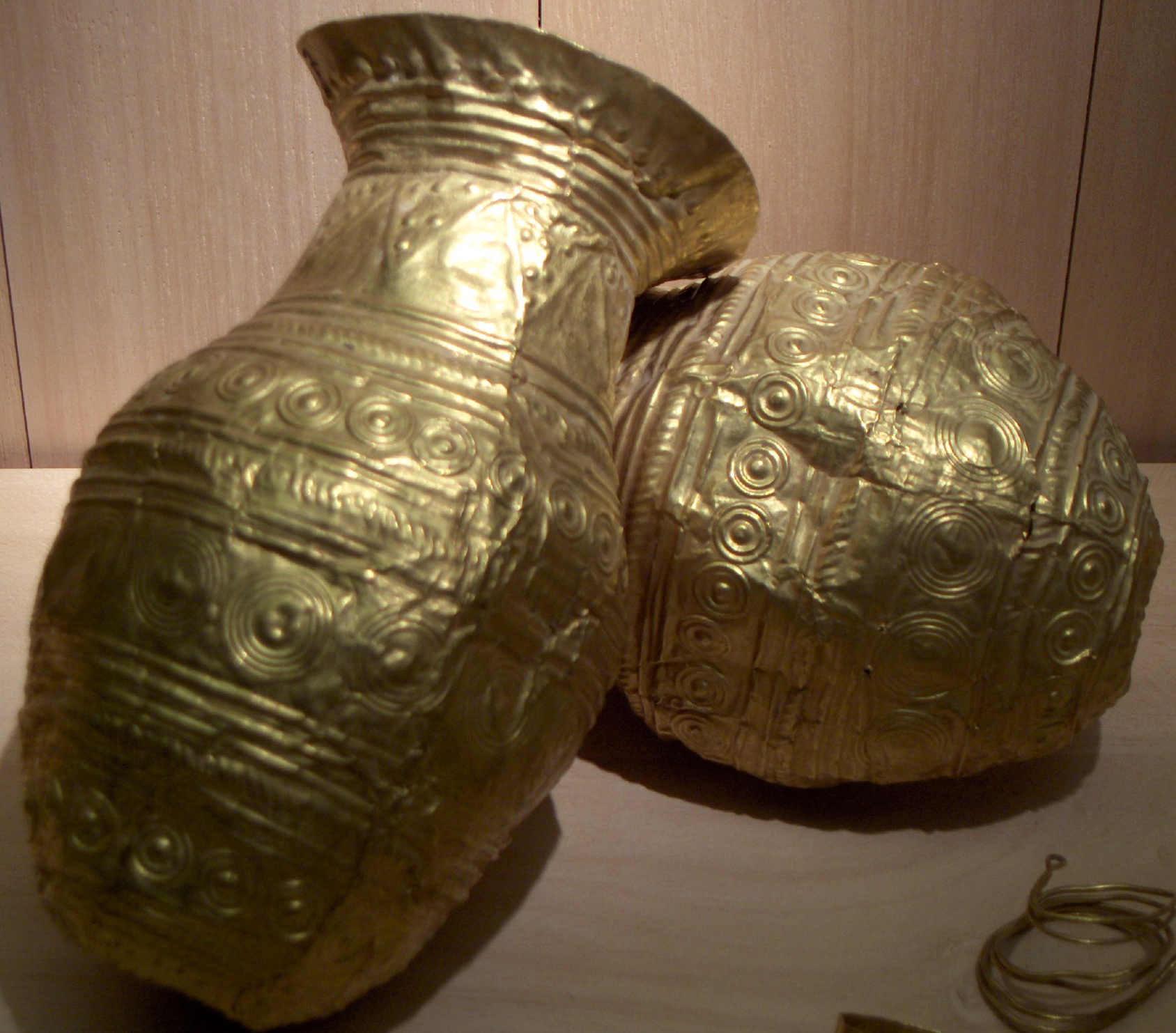
Vasos de oro repujados (Francia).
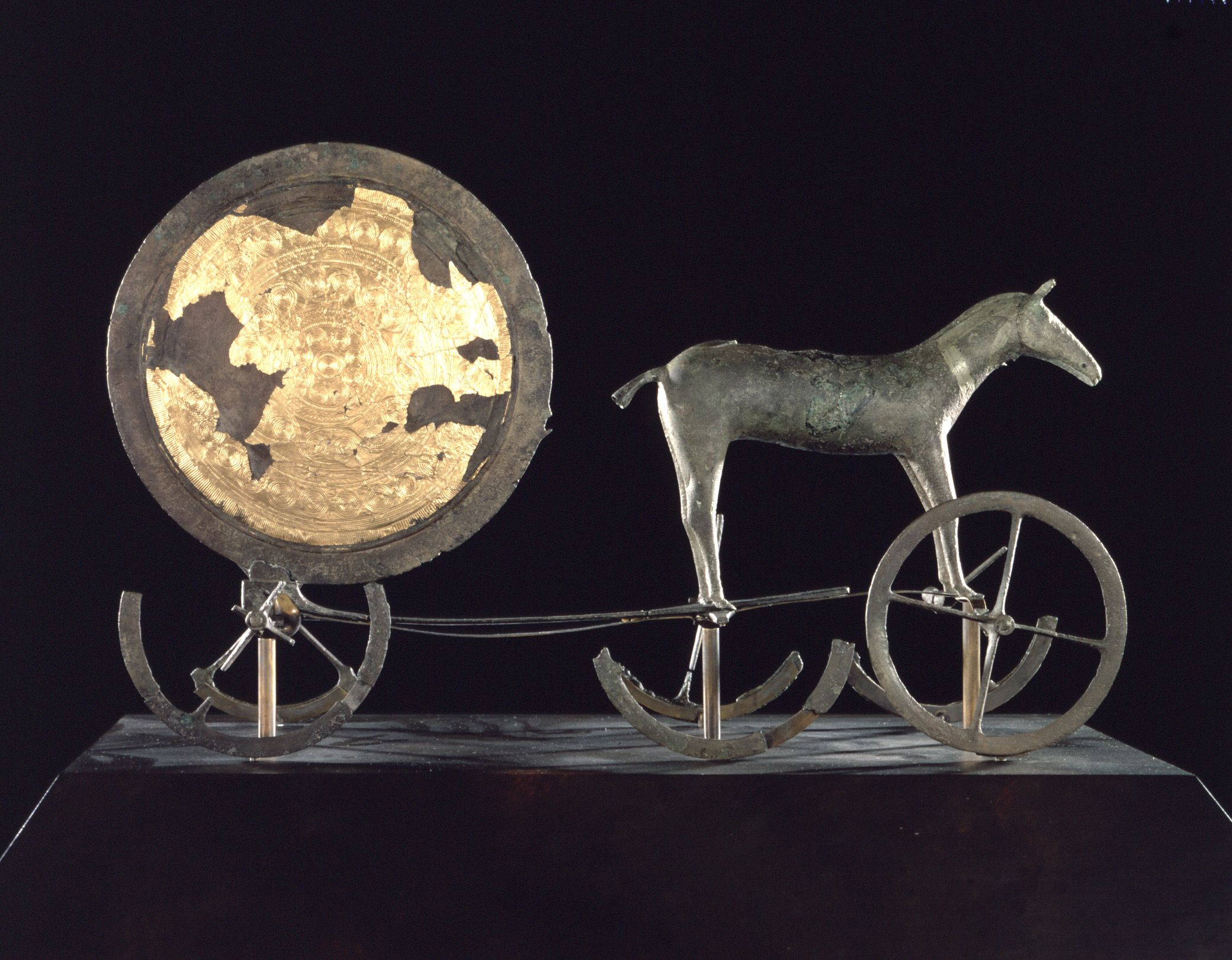
Carro solar de Trundholm (Dinamarca).

##### El fin de la Prehistoria en Europa
El «canto del cisne» de la Prehistoria europea lo marca la penetración de las gentes de los campos de urnas, cuyo ímpetu llevó a la destrucción de tradiciones milenarias europeas, siendo responsables, incluso, del ocaso de Micenas. Solo la franja atlántica pudo resistir su empuje. Estos pueblos, a su vez, a la primera cultura de la Edad del Hierro: Hallstatt. Basados en su superioridad tecnológica y en el empleo de la caballería ligera, ocuparon casi toda Europa, creando un nuevo orden que, tras un periodo oscuro, debido a los conflictos, desembocó en el nacimiento de las grandes civilizaciones clásicas (etruscos, griegos, romanos...) y célticas, a las que habría que añadir Tartessos, en el sur de España, más ligado a la cultura orientalizante que a la indoeurpea. Todos estos pueblos acaban entrando en la llamada Historia antigua europea.

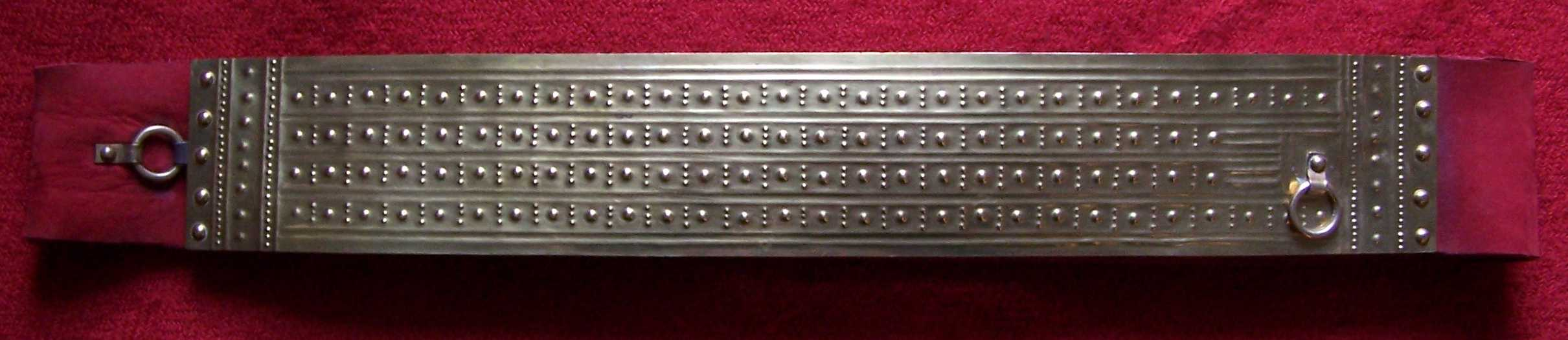
Cinturón de plata procedente de una tumba hallstáttica de Hirschlanden (Alemania).

#### Oceanía
Evidentemente, considerar Oceanía como entidad geográfica es un mero convencionalismo dada la enorme diversidad cultural y la amplísima zona geográfica que abarca (la más grande del planeta), salpicada de cientos de archipiélagos. Si exceptuamos Papúa Nueva Guinea, esta zona no fue habitada por humanos hasta la aparición de Homo sapiens. Precisamente esta gran isla, Papúa-Nueva Guinea, parece el trampolín desde el que, por vía marítima, fueron ocupados Australia, Melanesia, Micronesia y Polinesia. Sin embargo, aunque sea plausible pensar que todas estas zonas fueron ocupadas, más o menos, simultáneamente, Australia sí tiene restos muy antiguos (que se remontan al Paleolítico, con más de 40 000 años de antigüedad), mientras que los archipiélagos del resto de Oceanía solo conservan restos arqueológicos de pueblos que practicaban la agricultura (ñame, taro, árbol del pan, banana...) y la ganadería (cerdos y gallinas...). Estamos hablando, por tanto del Neolítico, con hachas pulimentadas y alfarería con fechas radiocarbónicas muy recientes: 1500 a. C. para Micronesia (en las islas Marianas); 500 a. C. para Melanesia (en Nueva Caledonia) y 125 a. C. para Polinesia (en las islas Marquesas).

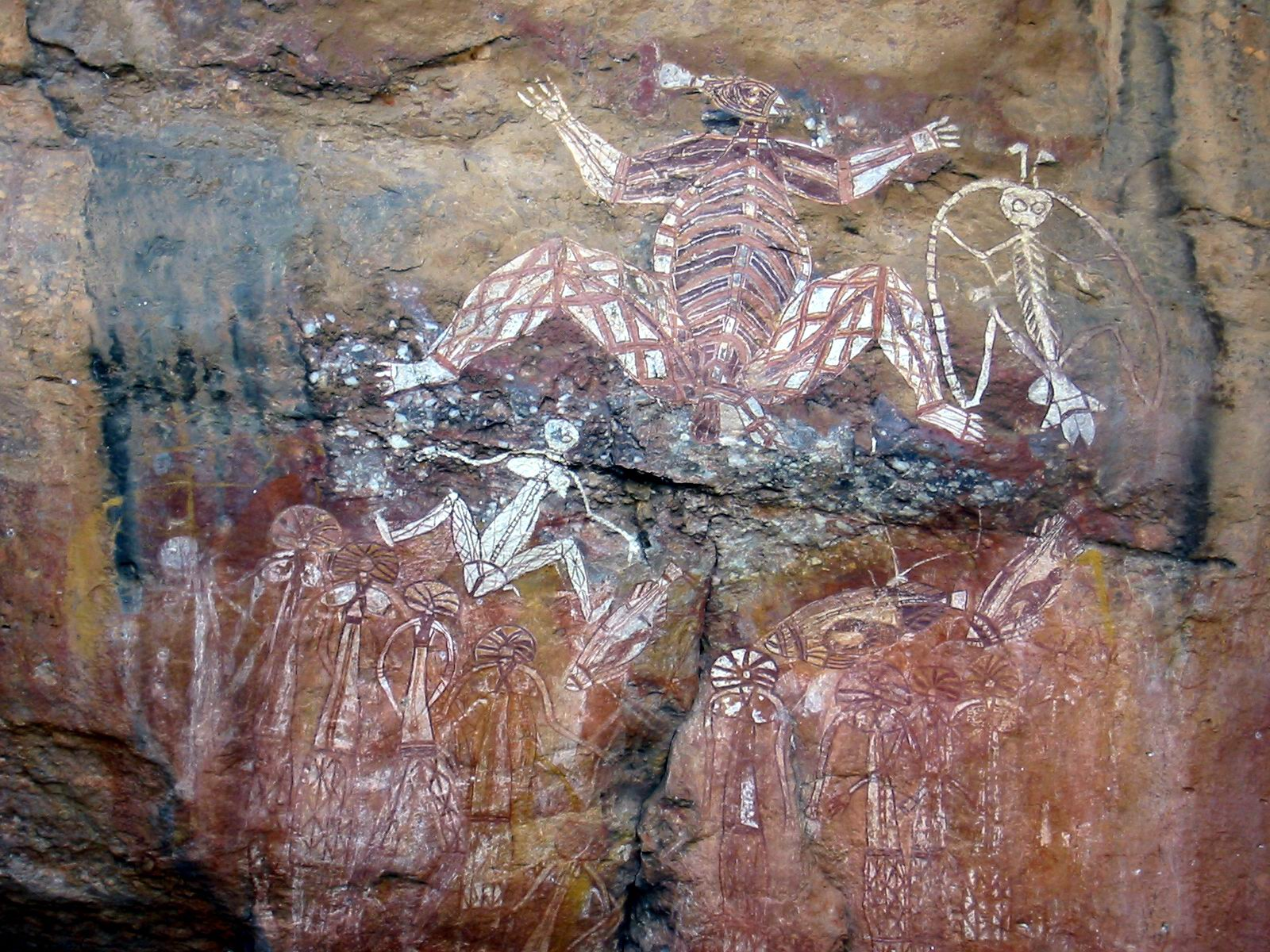
Pintura rupestre de los aborígenes australianos mostrando la característica «visión de rayos X».

La diversidad artística también es considerable, pero todas las tradiciones comparten la elevada consideración social que gozan los artistas y el papel que cumplen sus obras para mantener la cohesión social. En efecto, el carácter sagrado de las obras persiste en nuestros días y, con él, numerosos tabúes que, en general, mantienen la tradición, impiden la evolución y hacen que, a veces, estemos ante manifestaciones excesivamente estereotipadas y convencionales.

##### Australia
Trataremos aquí solo el arte aborigen australiano que precede a la colonización y que, a pesar de ser (probablemente) la primera tierra colonizada en Oceanía por humanos modernos desde Papúa-Nueva Guinea, se mantiene en sus modos más primitivos. El arte aborigen australiano es, fundamentalmente rupestre, se trata de santuarios naturales decorados con pinturas y grabados, pero existen numerosos objetos rituales que pueden asociarse a las ceremonias en ellos llevados a cabo. Las pinturas rupestres son bastante convencionales y esquemáticas (llegando a la simplificación geométrica), pero también son muy coloristas (uno de los convencionalismos que más llaman la atención es la llamada «visión de rayos X» con que se representan algunas figuras). Además, no solo se pintaron escenas simbólicas y mitológicas, hay otras con un gran sentido narrativo que pueden considerarse episodios reales o, más a menudo, sueños. Por otro lado, los australianos también practican el arte corporal, la pintura de arena y decoraban con grabados sus embarcaciones y hacían adornos sobre conchas. Destacan, entre sus objetos rituales ciertas placas oblongas, llamadas churingas, que unidas a una cuerda se hacían girar para emitir un zumbido continuo (a menudo se las llama bramaderas). Una función similar la cumplían los diyiridús, enormes trompetas de madera que emitían un sonido rítmico, no melódico, que sin duda compaginaba con el zumbido de la churinga y que ayudaba a crear un ambiente propicio para la ceremonia de unión con el antepasado totémico.

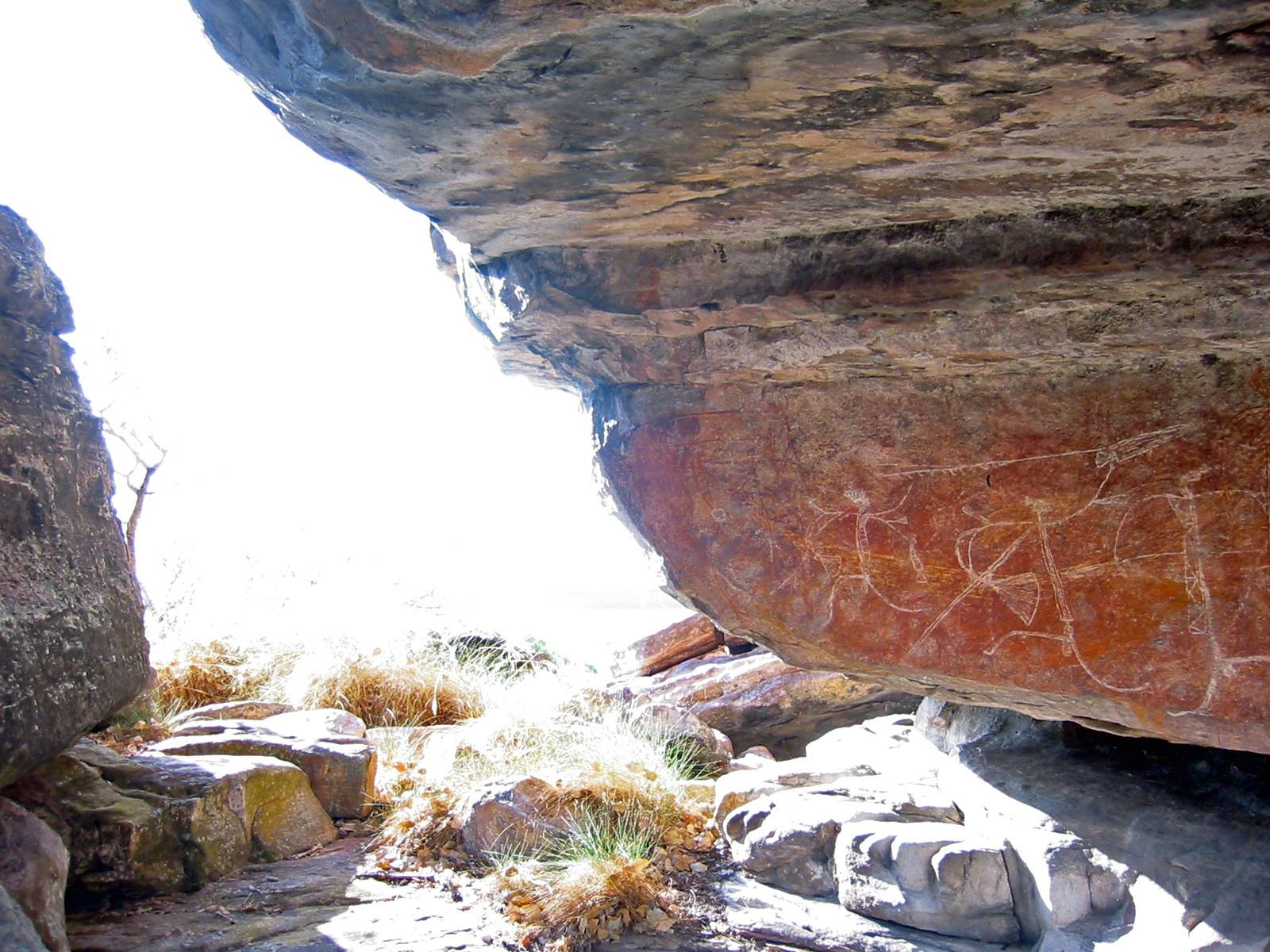
Abrigo rocoso con arte rupestre australiano
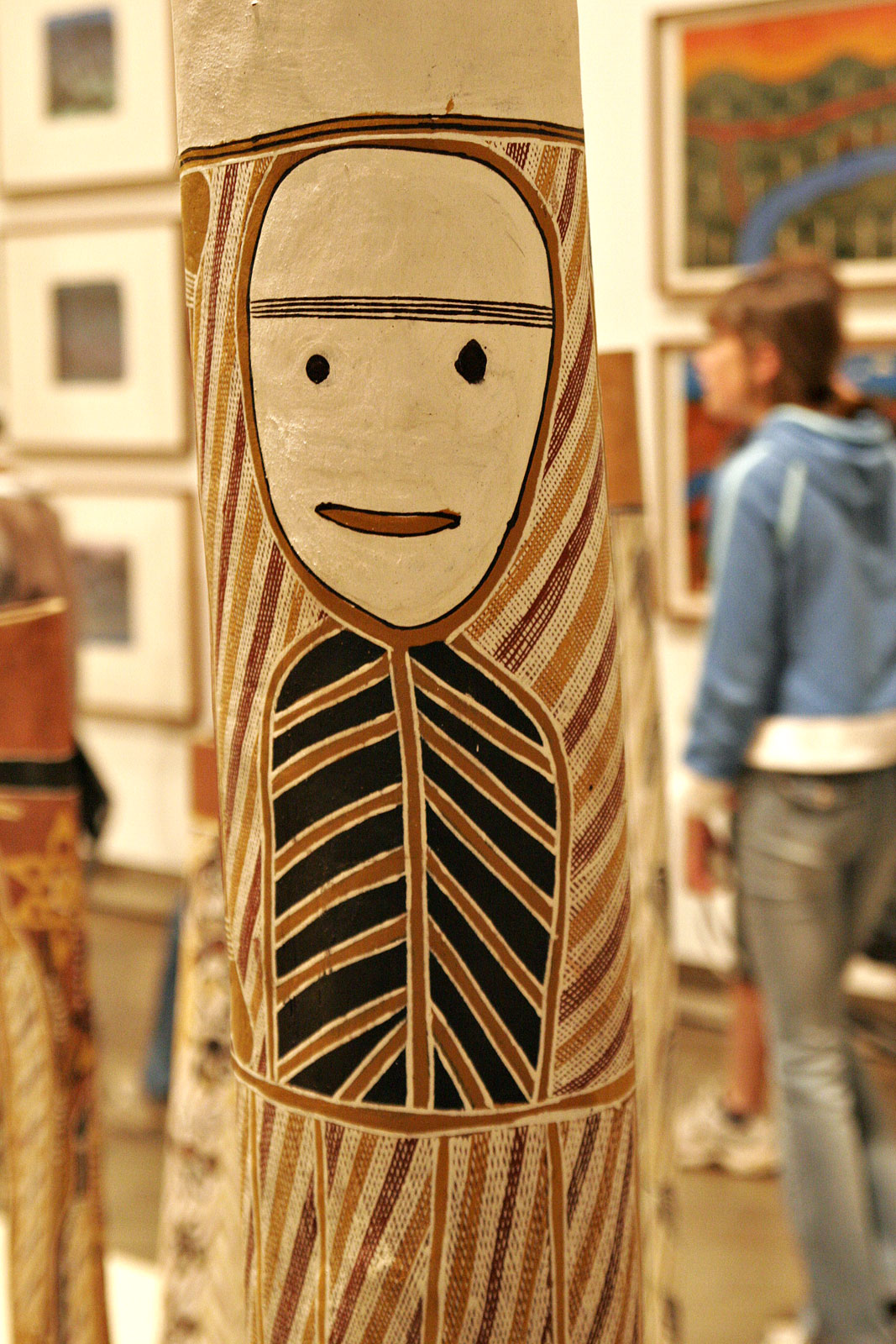
Poste funerario de los aborígenes australianos
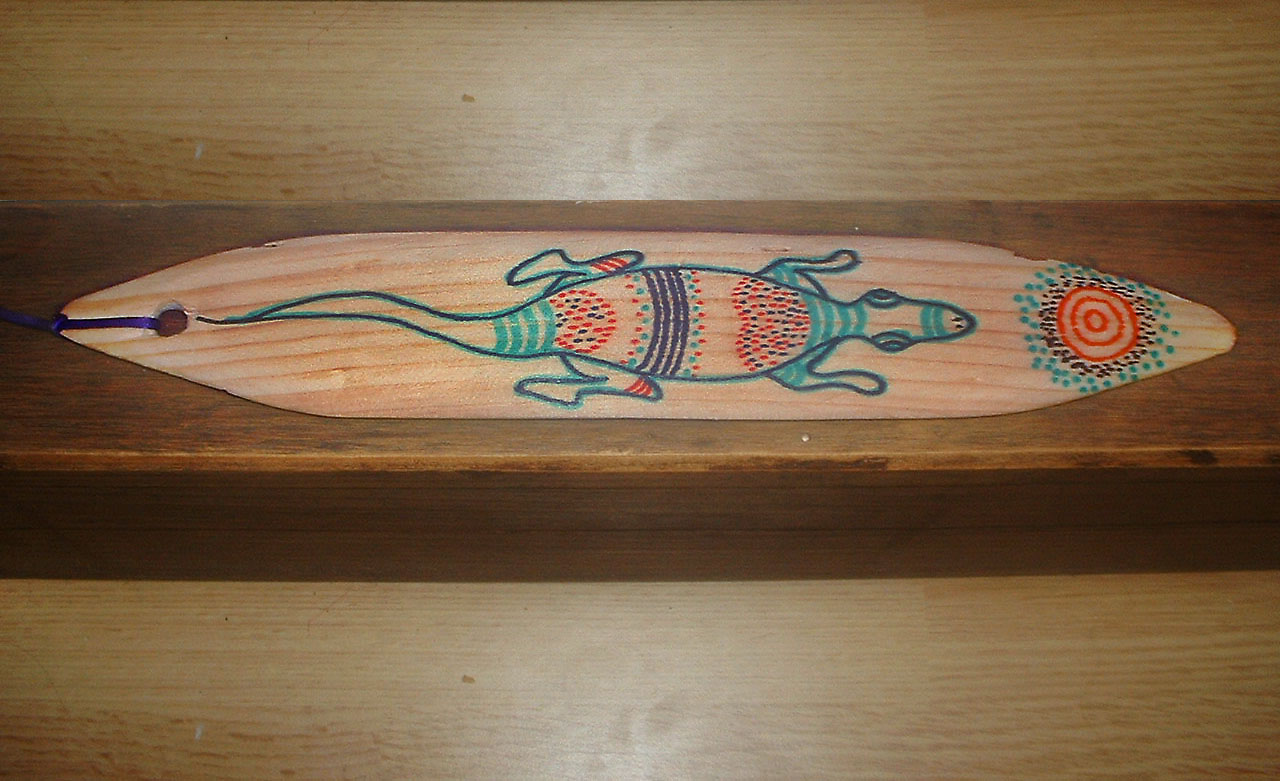
Churinga o bramadera de los aborígenes australianos
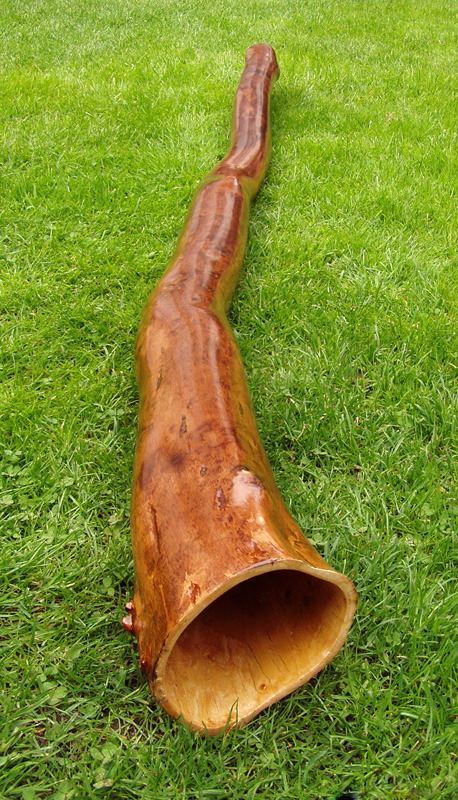
Diyiridú, instrumento de viento aborigen australiano

Los lugares más representativos del arte aborigen australiano son Bradshaws, al norte de Australia Occidental; la Garganta de Carnavon en Queensland; la ribera del Kakadanu en el Territorio del Norte y, sobre todo el monolito natural de Uluru, popularmente llamada Ayers Rock, la montaña roja, al sur del Territorio del Norte, casi en la frontera con Australia Meridional, junto a Alice Springs es decir, prácticamente en el centro geográfico de las isla-continente.

##### Melanesia
Es el conjunto de islas situadas al norte y al noroeste de Australia, destacando sobre todas ellas la de Papúa Nueva Guinea, aunque el conjunto de los demás archipiélagos supera la ampliamente decena. Por otro lado, los melanesios, al contrario de lo que se creía hasta hace poco, no constituyen una unidad racial negroide, sino que su diversidad lingüística, cultural y genética demuestra una gran variedad de pueblos. En general, los primitivos melanesios solían ser animistas, y creían que el alma de las personas se reencarnaba en varios objetos simultáneamente, lo que propiciaba la creación artística, entendida como creación de objetos religiosos (estatuas, máscaras, mástiles, malagnaes, tambores...) de gran diversidad y riqueza. Al mismo tiempo, los primitivos melanesios eran bastante territoriales, incluso hostiles con sus propios vecinos, de modo que no llegaron a sobrepasar la estructura tribal en pequeñas comunidades, cada una con sus propias tradiciones. Existen numerosos núcleos artísticos en Melanesia, pero nosotros destacaremos el valle del río Sepik en la isla de Nueva Guinea y las islas Vanuatu.

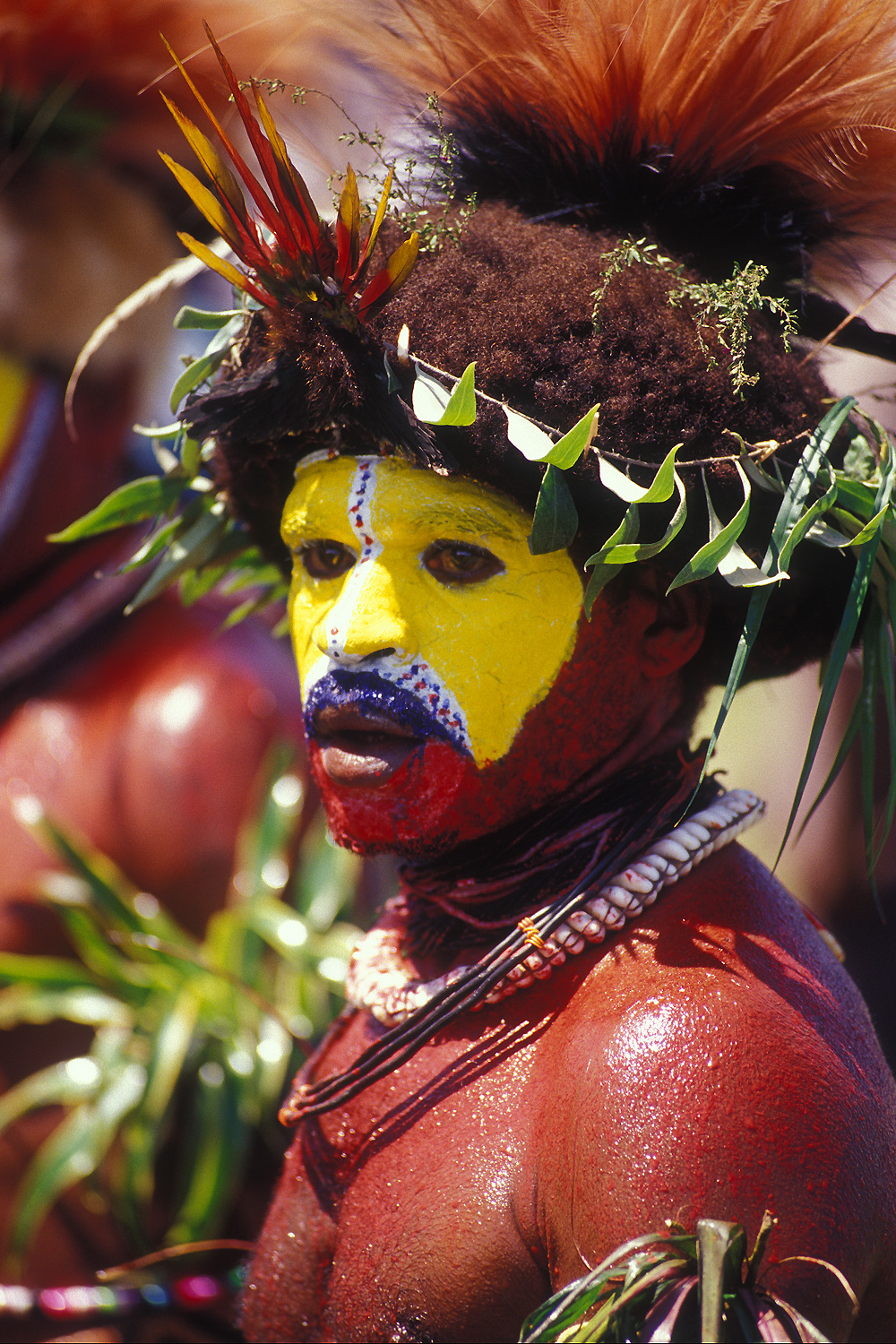
Adorno corporal melanésico
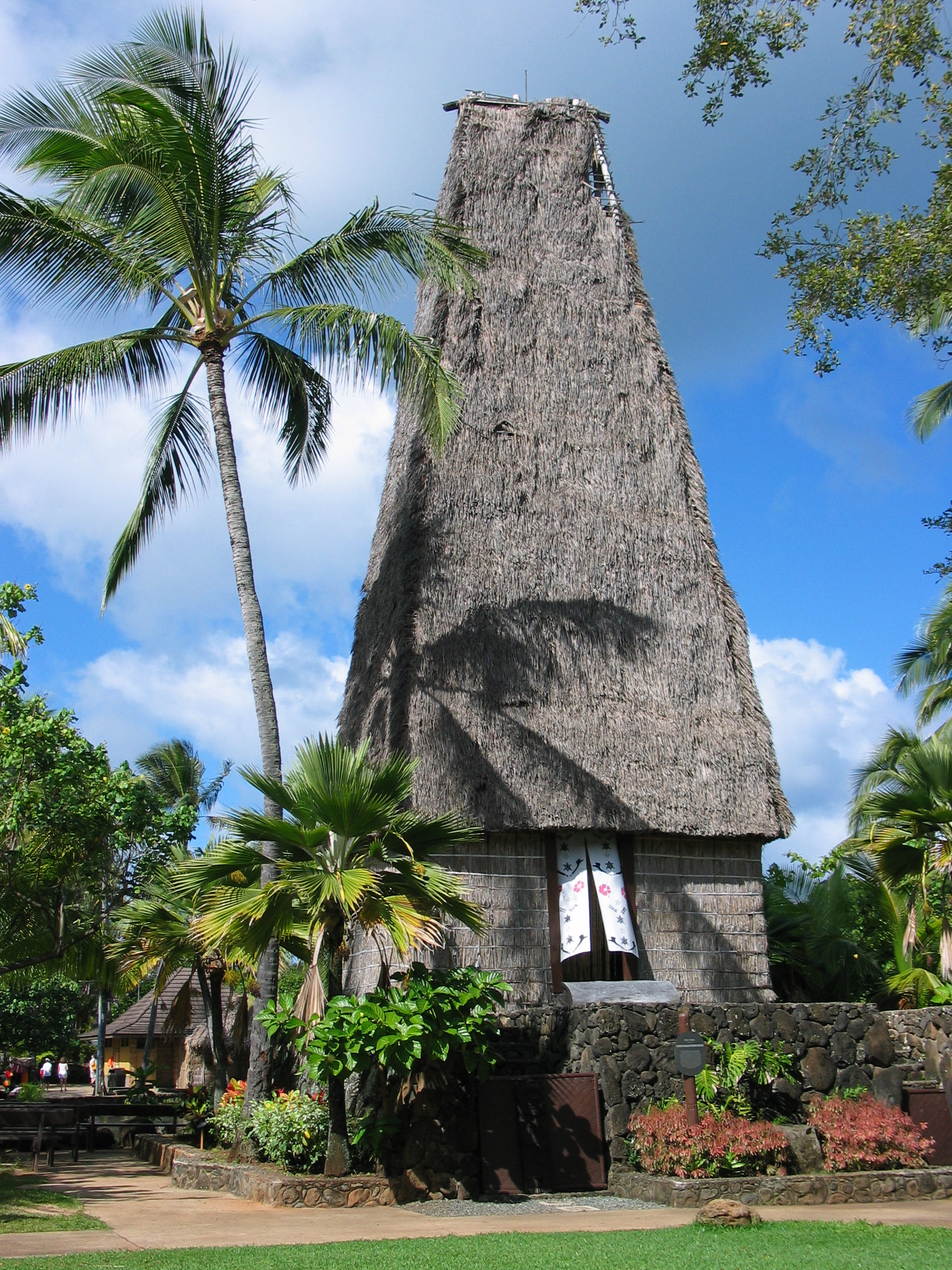
Casa de reunión melanesia
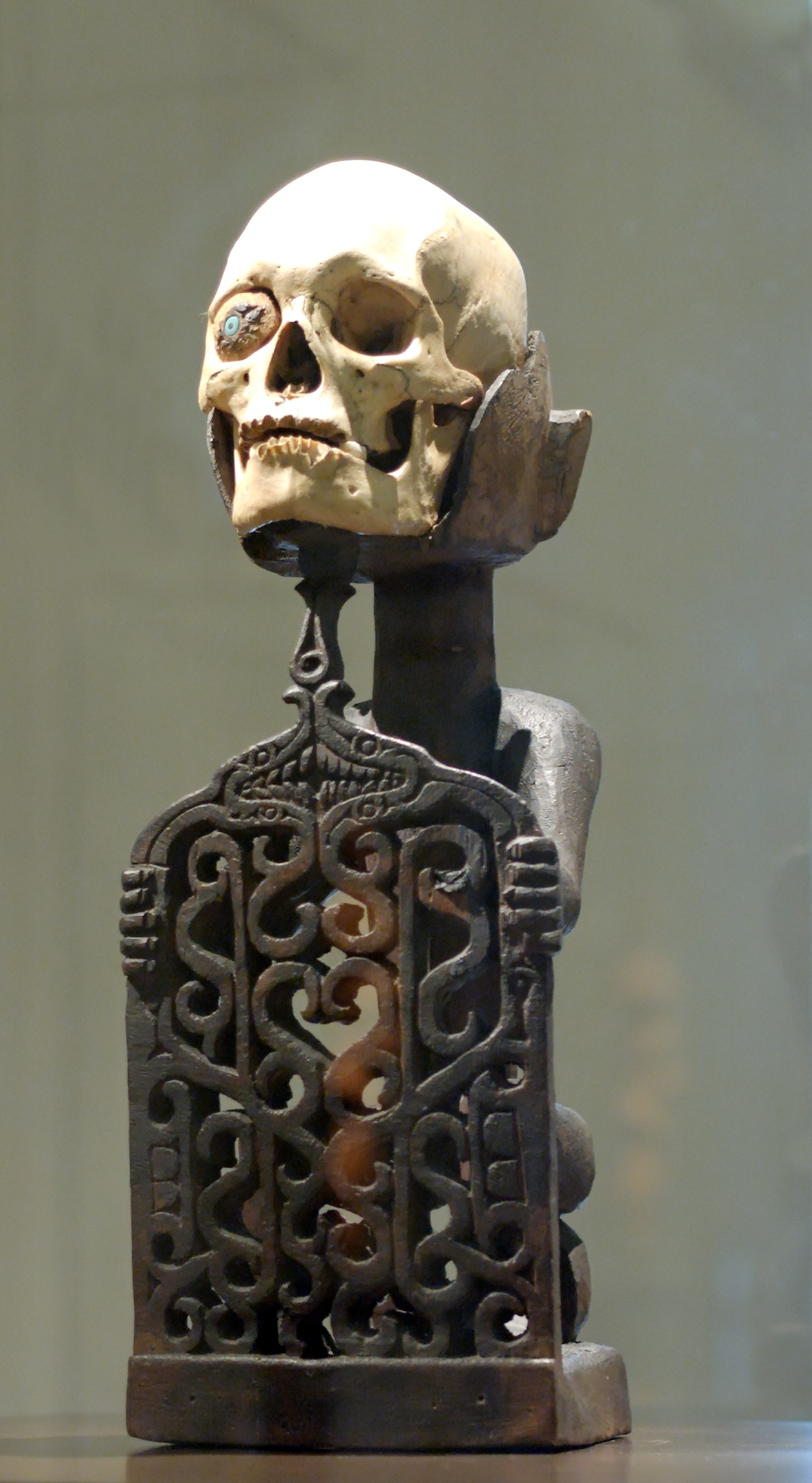
Figura de antepasado
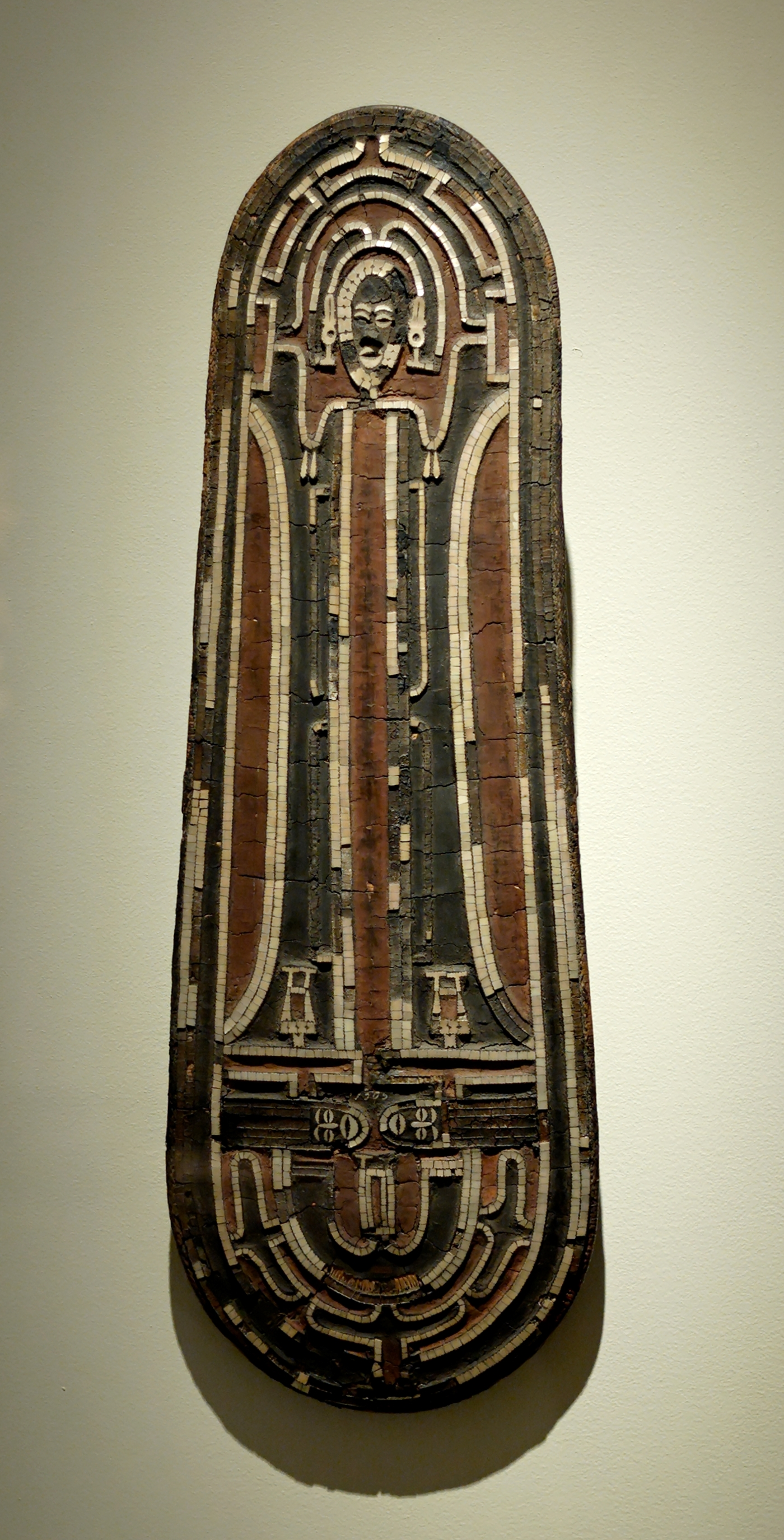
Escudo de parada melanesio

Aparte del adorno corporal, basado en tatuaje, cicatrices, pírsines, pinturas y plumas de vivísimos colores, uno de los elementos más destacables del arte melanesio son las grandes casas de reunión o «casas de los espíritus», exclusivas para los hombres y que suelen dedicarse a ceremonias relacionadas con el culto a los antepasados. Estas construcciones son de tipología muy diversa según la región o la isla, pero, en general, constan de una habitación única, con un inclinadísimo techo a dos aguas y una fachada ricamente decorada. La puerta suele ser muy estrecha y obliga a entrar a gatas y pasar una especie de laberinto. En el interior se acumulan las más ricas obras de arte, de significación religiosa: especialmente mástiles esculpidos, máscaras y los malaganes de Vanuatu, grandes tallas de madera policromada que se mostraban a la tribu solo en ocasiones especiales.

##### Micronesia
Se trata de seis archipiélagos de origen coralino que en tiempos prehistóricos estuvieron bajo la influencia de los polinesios, pero en tiempos históricos cayeron bajo control malayo. El arte micronesio es el más sencillo de Oceanía, escasean las tallas, salvo para el caso de las canoas, también son grandes artesanos en la confección de esteras, con motivos geométricos, a veces abstractos o, a veces, estilizaciones de antropomorfos y zoomorfos de inspiración polinésica. Pero lo micronesios no carecen de ciertos aspectos originales. Por ejemplo, las llamadas «piedras-moneda», grandes discos perforados de piedra que se trasladaban desde zonas lejanas hasta la entrada de las viviendas de los más poderosos para demostrar su estatus socioeconómico. Otro interesante ejemplo es el de Nan Madol, una gran capital ceremonial con impresionante arquitectura ciclópea construida entre el siglo VIII y el siglo XII de nuestra era.

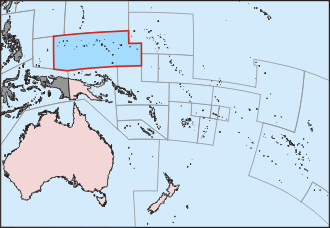
Situación de Micronesia en el Pacífico
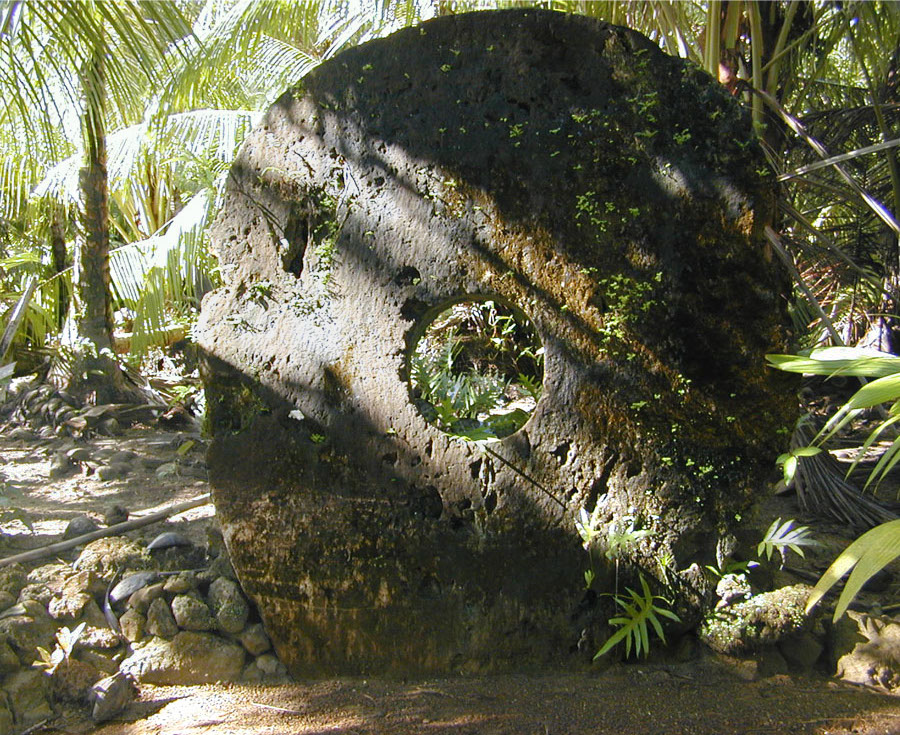
Gran «piedra-moneda» de Micronesia
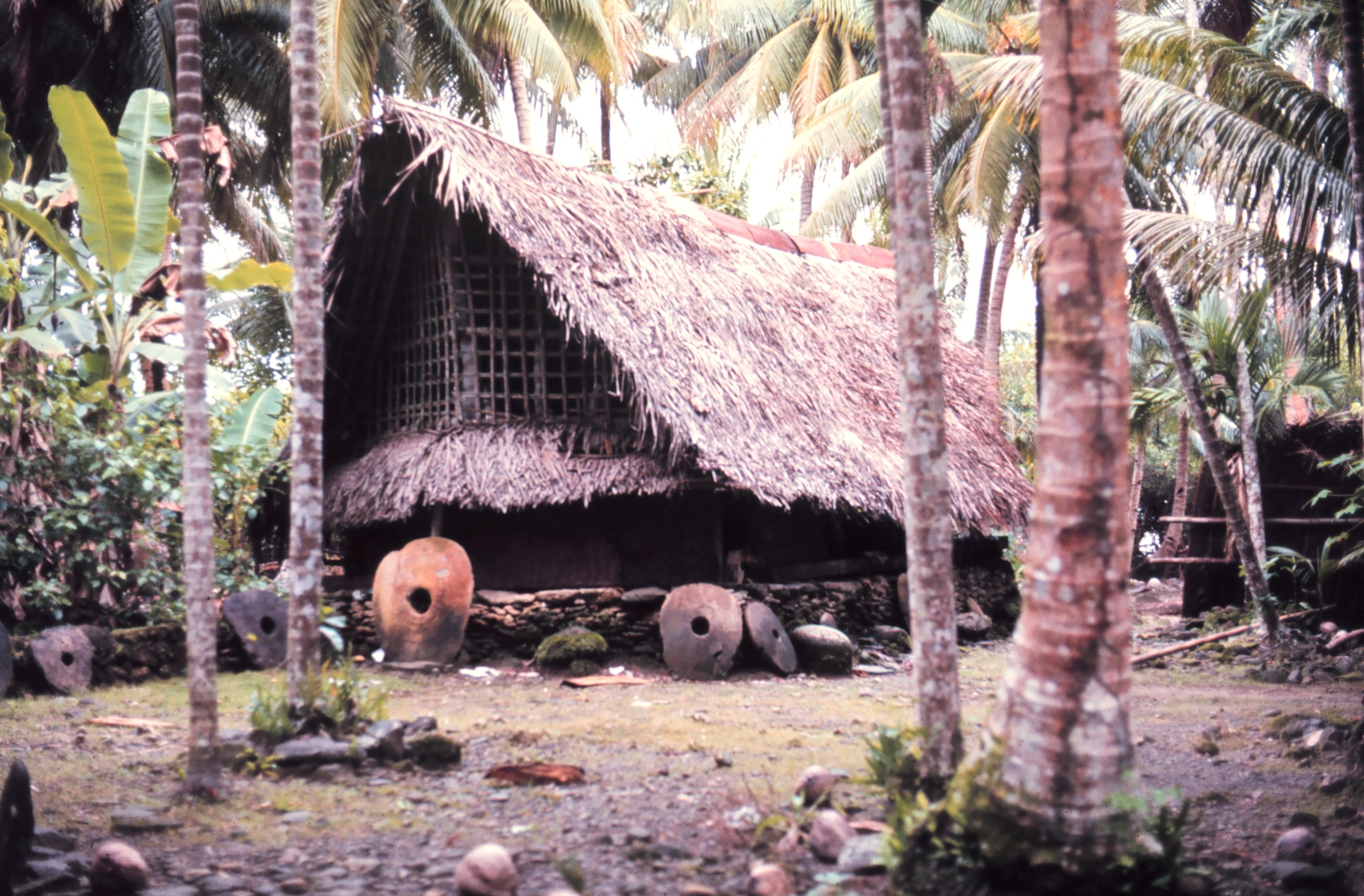
Casa con numerosas «piedras-moneda»
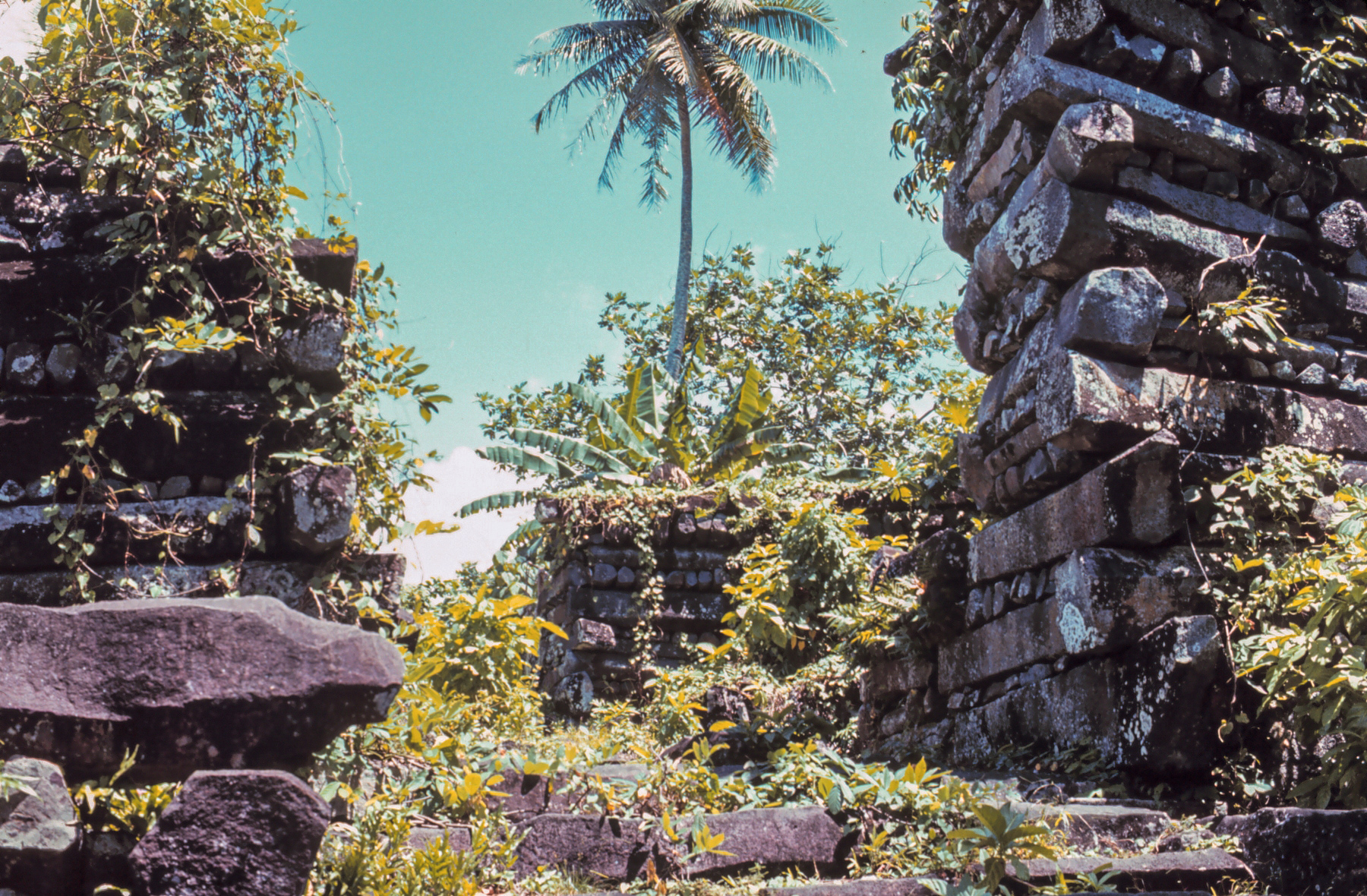
Ruinas del centro ceremonial Nan Madol

##### Polinesia
Polinesia está comprendida por una veintena de archipiélagos al sur del Pacífico, con una gran riqueza cultural debida a las sucesivas oleadas colonizadoras que sufrieron sus islas. Los polinesios, de tez mucho más clara que los melanesios, destacan por sus extraordinarias dotes marineras y por su deseo de entablar relaciones pacíficas con otros pueblos (al contrario que los melanesios), y son mucho más receptivos a las novedades, lo que les hizo más permeables a las otras culturas y hace más homogéneas sus tradiciones. Por otro lado, las tierras habitadas por los polinesios eran poco aptas para la agricultura (salvo ciertos frutos y especias) y la ganadería (exceptuando el cerdo), en cambio eran ricas en pesca. Los polinesios desarrollaron, entonces, una gran destreza naviera basada en canoas y catamaranes de diversos tamaños, según la distancia a la que estuvieran destinadas. Tales embarcaciones, algunas de las cuales alcanzaban los 30 metros de eslora, tenían una rica decoración tallada en la proa, sobre todo, y unas velas de estera (hechas de cortezas de árbol y llamadas «tapas») tejidas con motivos geométricos que llegaban a ser auténticas obras maestras. A pesar de la enormidad geográfica de Polinesia, nos centraremos en tres zonas para este breve repaso, Nueva Zelanda, las Islas de la Sociedad y la isla de Pascua.

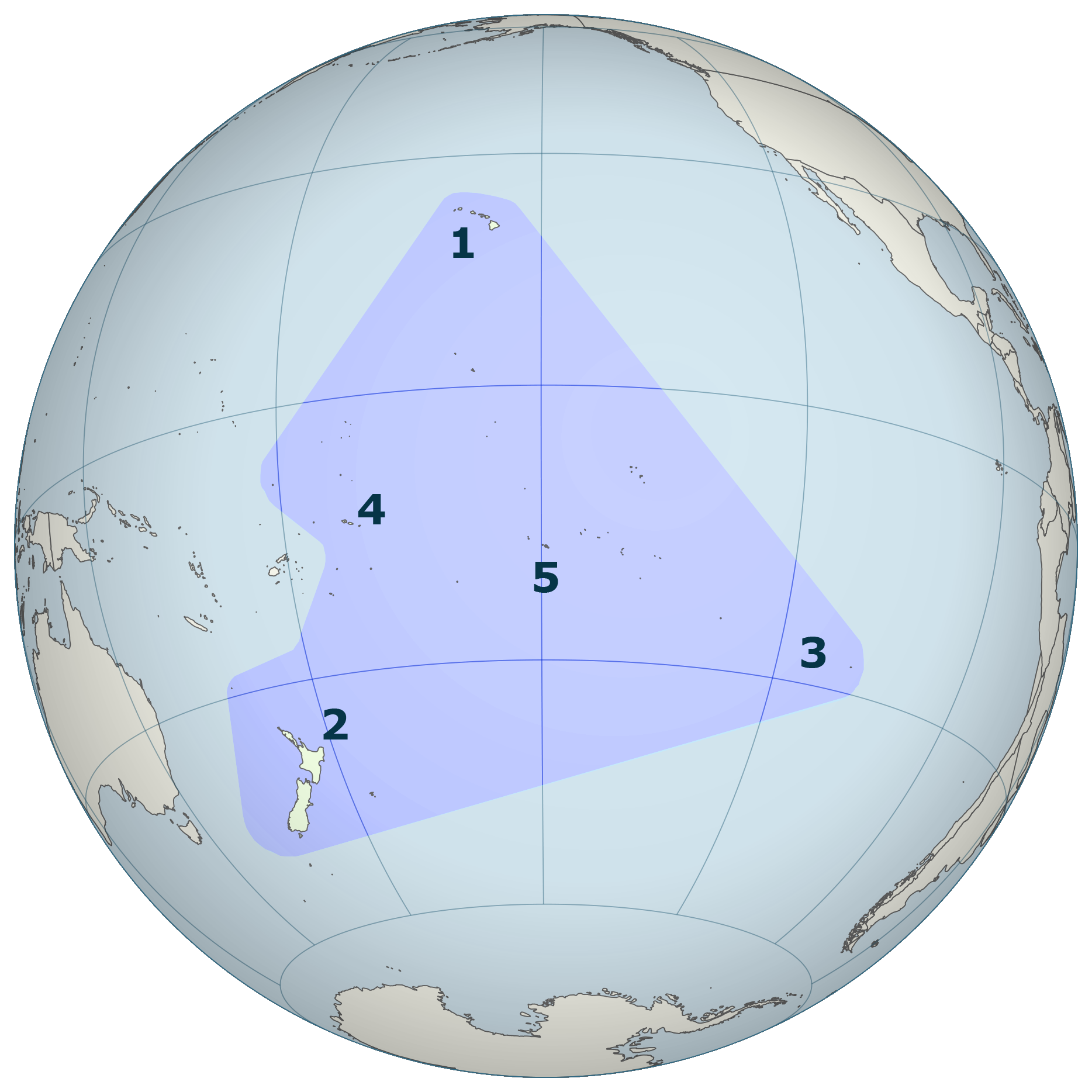
Polinesia
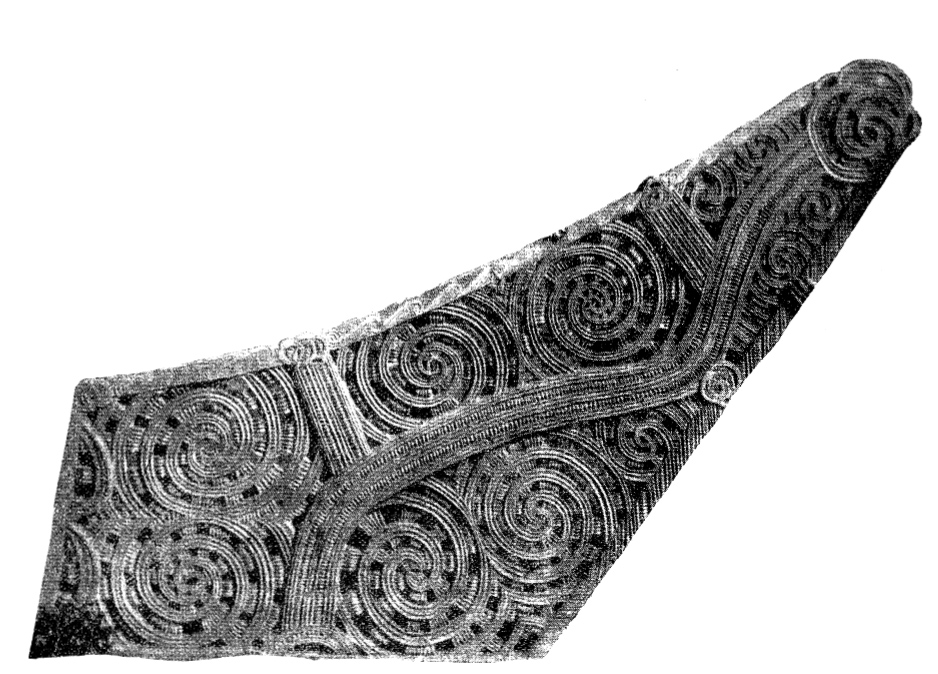
Proa tallada de una canoa
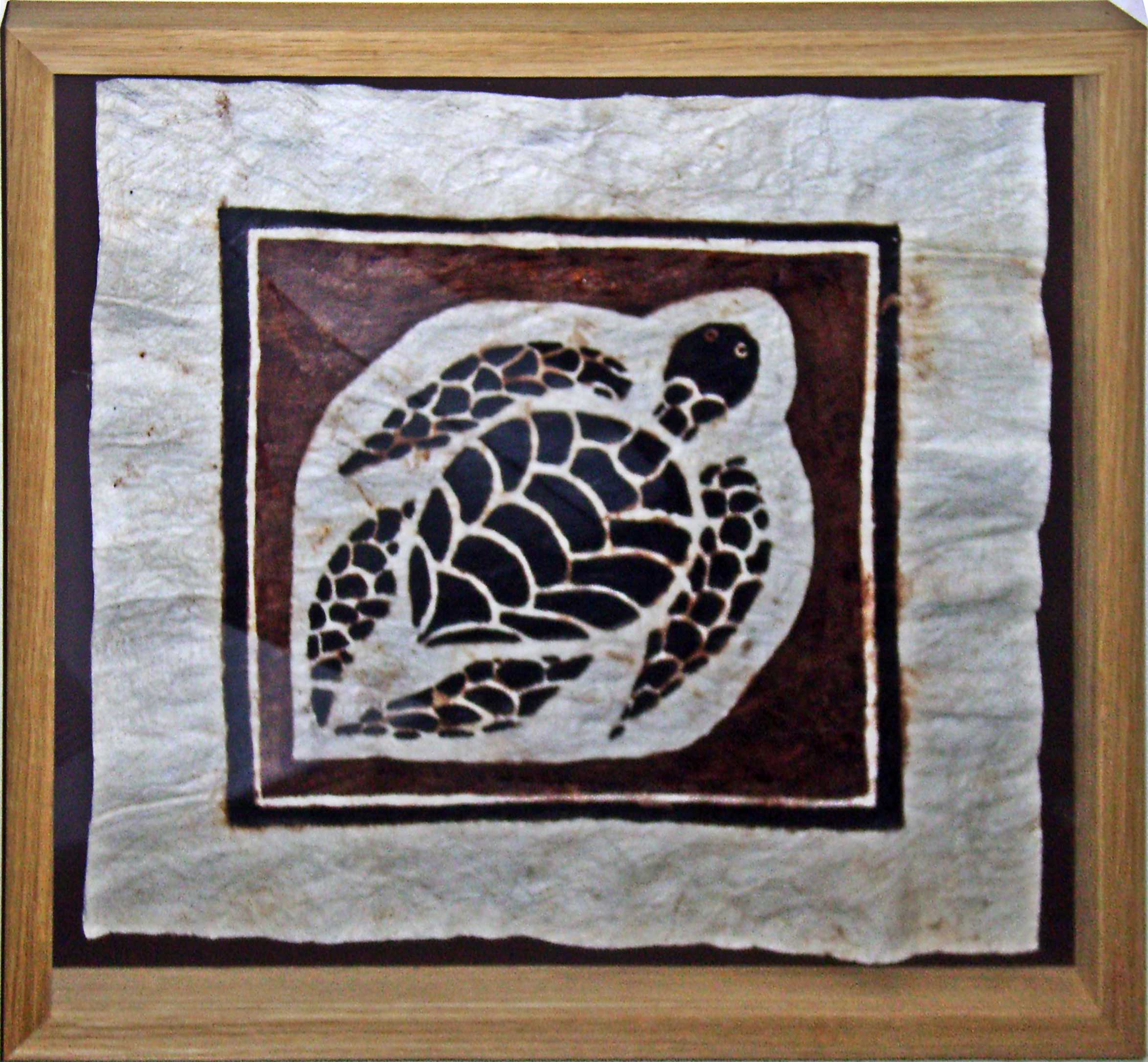
Estera de corteza o «tapa»
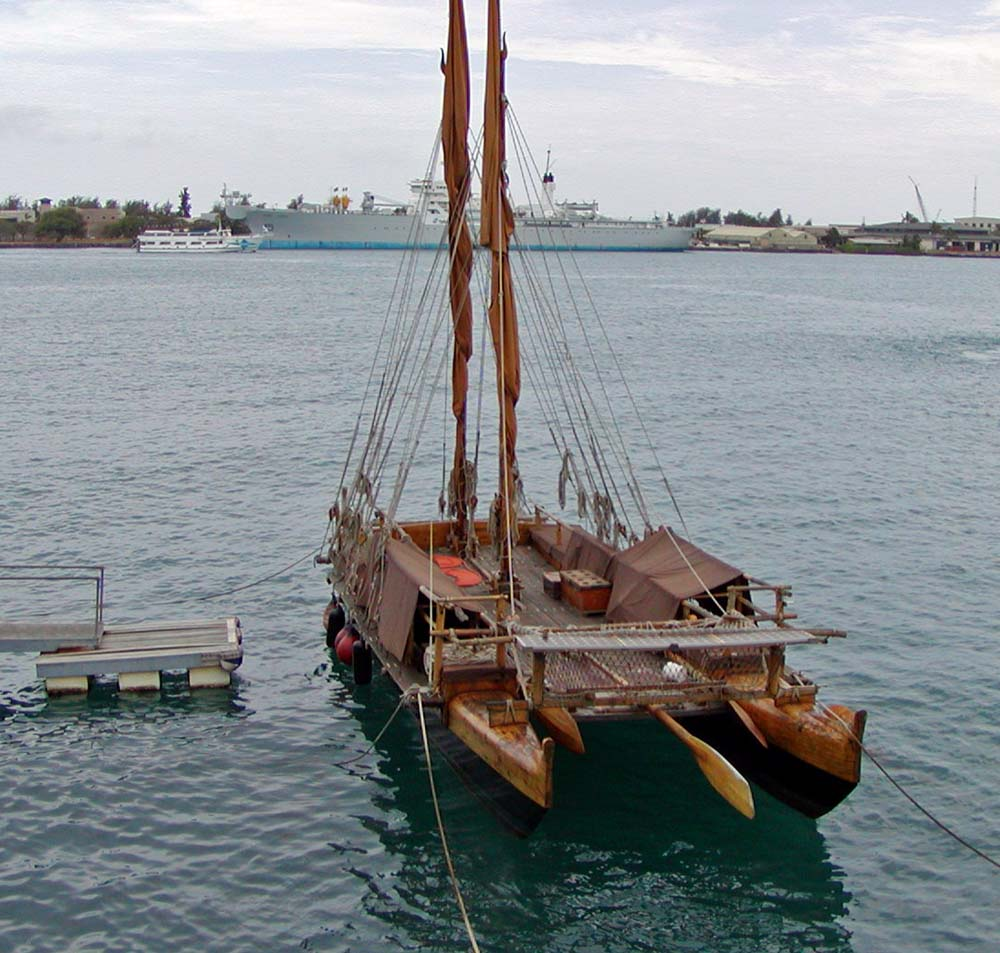
Catamarán polinesio

###### Nueva Zelanda
El poblamiento de estas islas es muy tardío, comenzó en el siglo X y culminó en el siglo XIII, de hecho, los primeros europeos recogieron tradiciones orales que hablaban de esta colonización procedente del centro de Polinesia; por lo tanto es muy reciente. Los maoríes formaron una cultura relativamente acomodada gracias a los recursos de la isla, por ello, son uno de los pueblos con mayor desarrollo artístico del Pacífico. Su arquitectura se basa en el uso de enorme pinos kauri con los que construyeron las «mara'a» o grandes ‘casas de reunión’ de inspiración melanesia, aunque su acceso no era tan restringido. Estas casas rectangulares, con techo a dos aguas sostenido por postes ricamente tallados, tenían una fachada monumental con una extraordinaria decoración tallada y policromada sobre la mitología maorí: el lagarto como símbolo del mal, el hombre-pez o marahika, la ballena y otras muchas criaturas entre motivos de espirales y meandros. Además de la casa, los maoríes decoraban también sus graneros en un estilo similar. En ambos casos hablamos de construcciones muy refinadas cuyo sentido trascendía lo religioso para convertirse también en símbolos de riqueza y poder. Algo parecido podríamos decir de sus enormes canoas, para las que elegían los árboles más grandes, pues las tallaban de una sola pieza, excepto la proa decorada, que se añadía posteriormente.

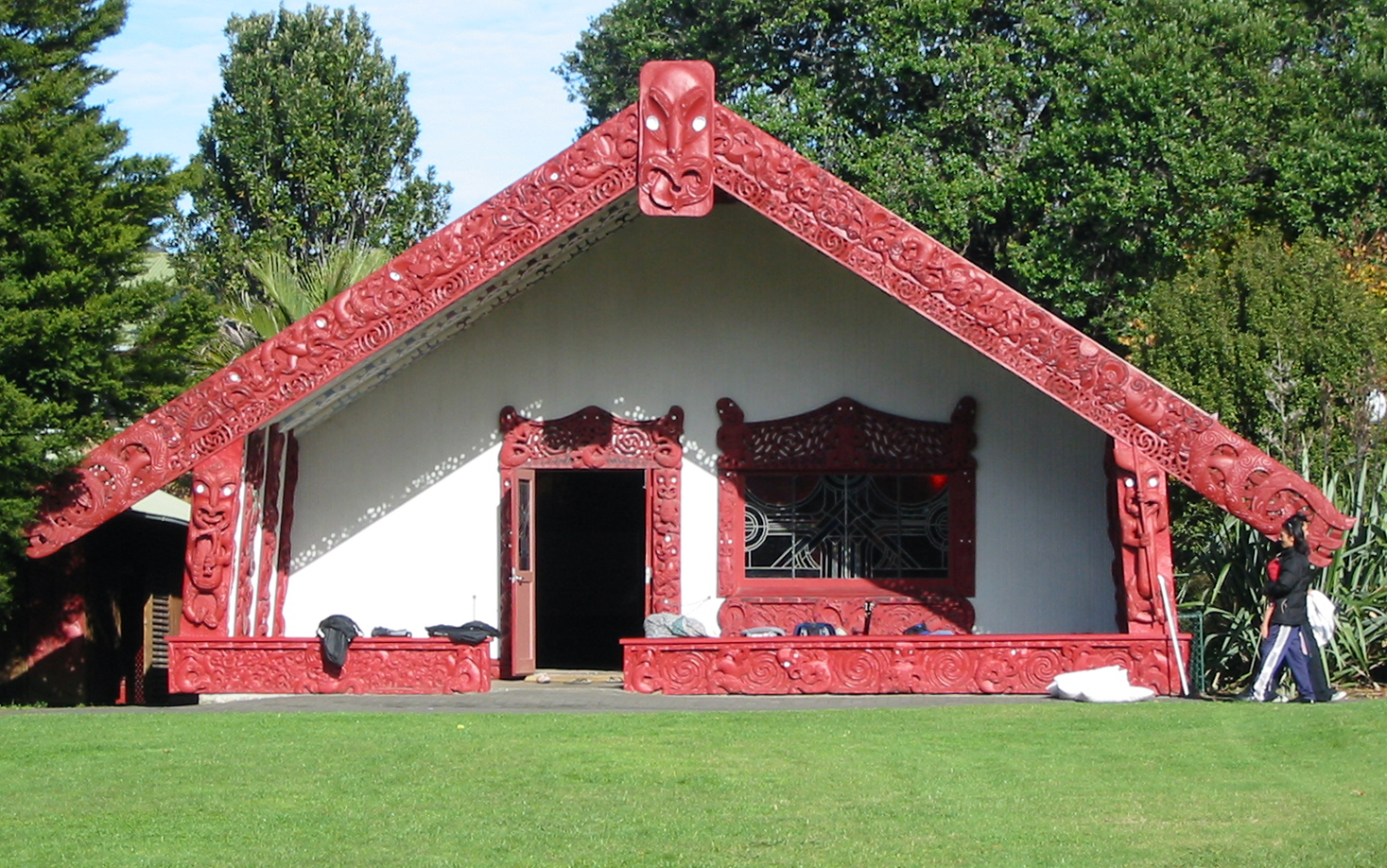
Fachada ricamente decorada de una mara’a (o casa de reuniones maorí) en Rotorúa.
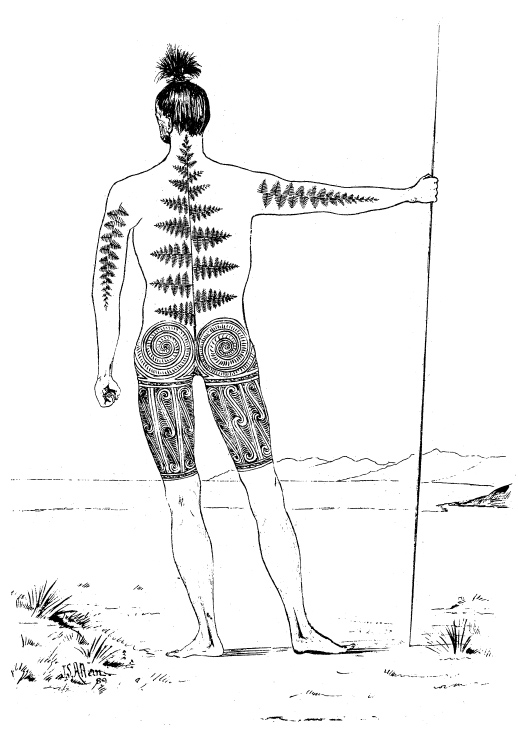
Ejemplo del arte del tatuaje de los maoríes.

Los maoríes son, igualmente, conocidos por el arte del tatuaje, que se combinaba con la escarficación, para obtener efectos en relieve sobre la piel. Las mujeres solo se tatuaban sobre los labios, pero los hombres se tatuaban todo el rostro, el torso y las extremidades, con diseños que jamás se repetían. Otro rasgo propio de los maoríes era la fabricación de amuletos de jade o «tikis», con forma de monstruos antropomorfos de exquisito acabado.

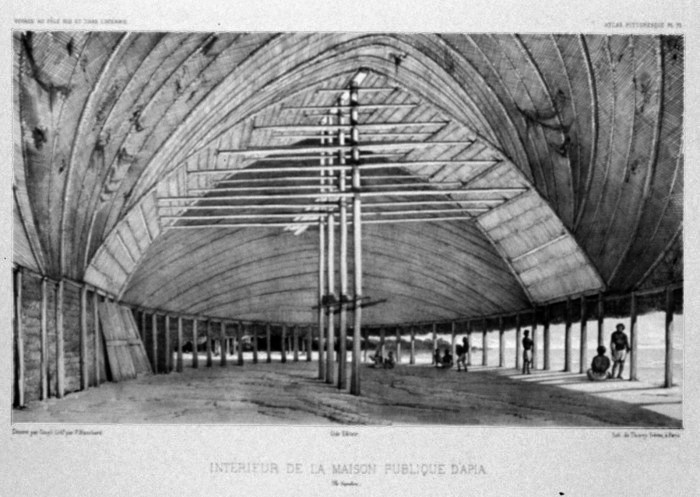
Interior de una casa de reuniones
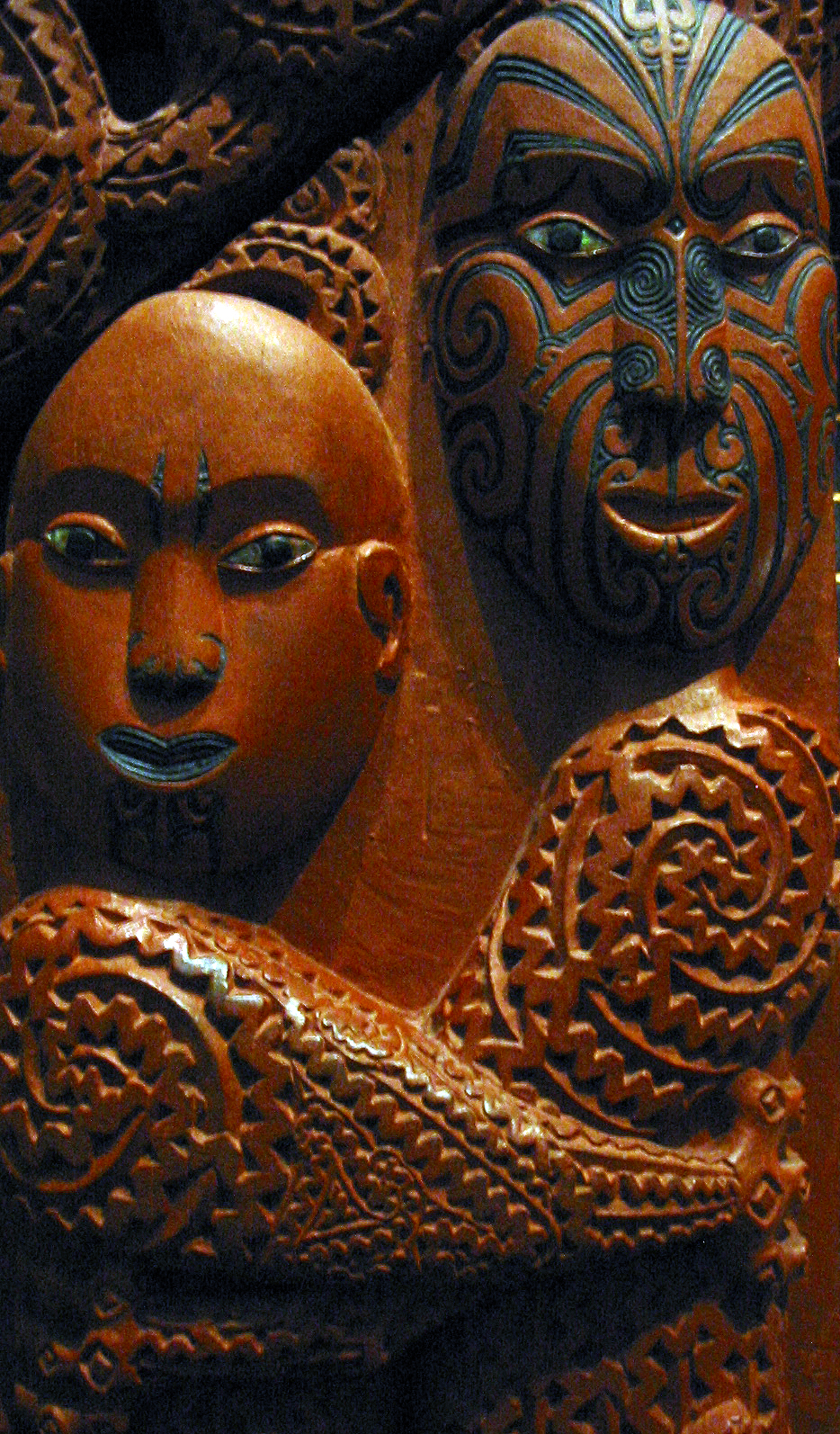
Talla policromada maorí
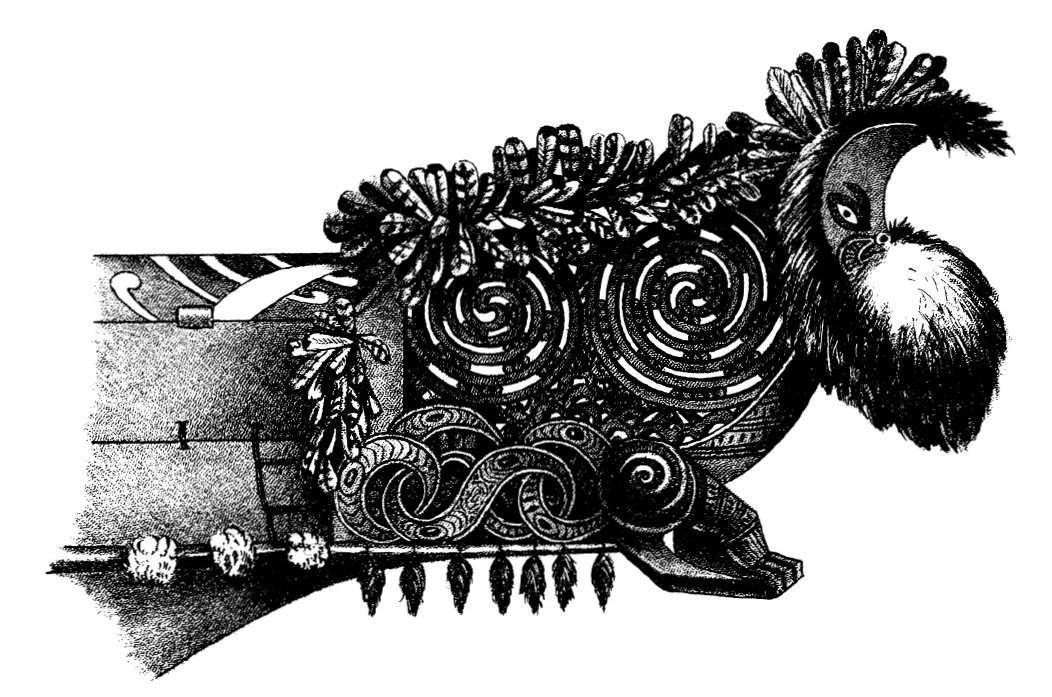
Proa ornamentada de una canoa
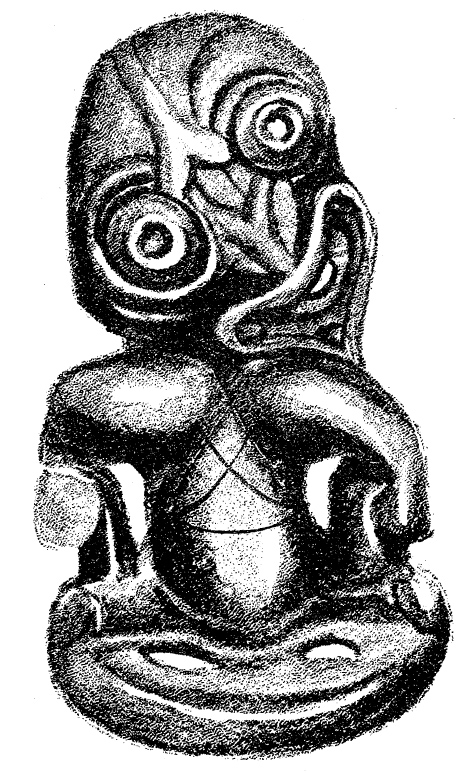
Tiki o amuleto de jade

###### Islas Hawái
La población hawaiana tuvo una primera colonización micronésica a la que se añadieron sucesivas oleadas polnésicas que no pararon hasta el siglo XIII. Los dos aspectos más originales del arte hawaiano son, sin duda, la creación de preciosos tocados de flores y plumas multicolores y la talla de ídolos con cabezas desproporcionadas y expresiones terroríficas. Podrían tratarse de divinidades protectoras o antepasados comunes. Por último, los hawaianos levantaron por toda la isla numerosos santuarios rupestres al aire libre con altares y decoración grabada, es decir, petroglifos.

Manifestaciones artísticas del primitivo arte hawaiano
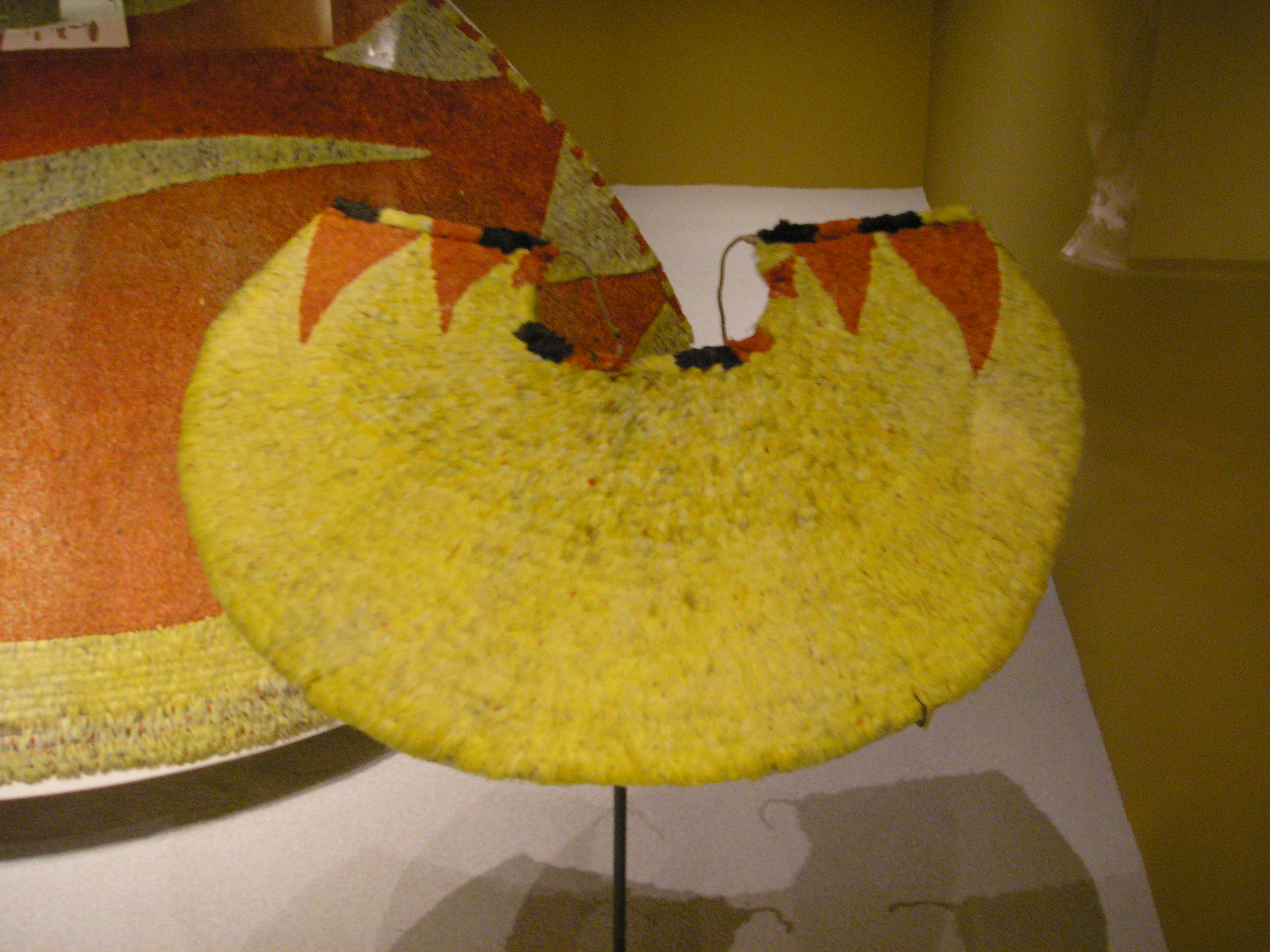
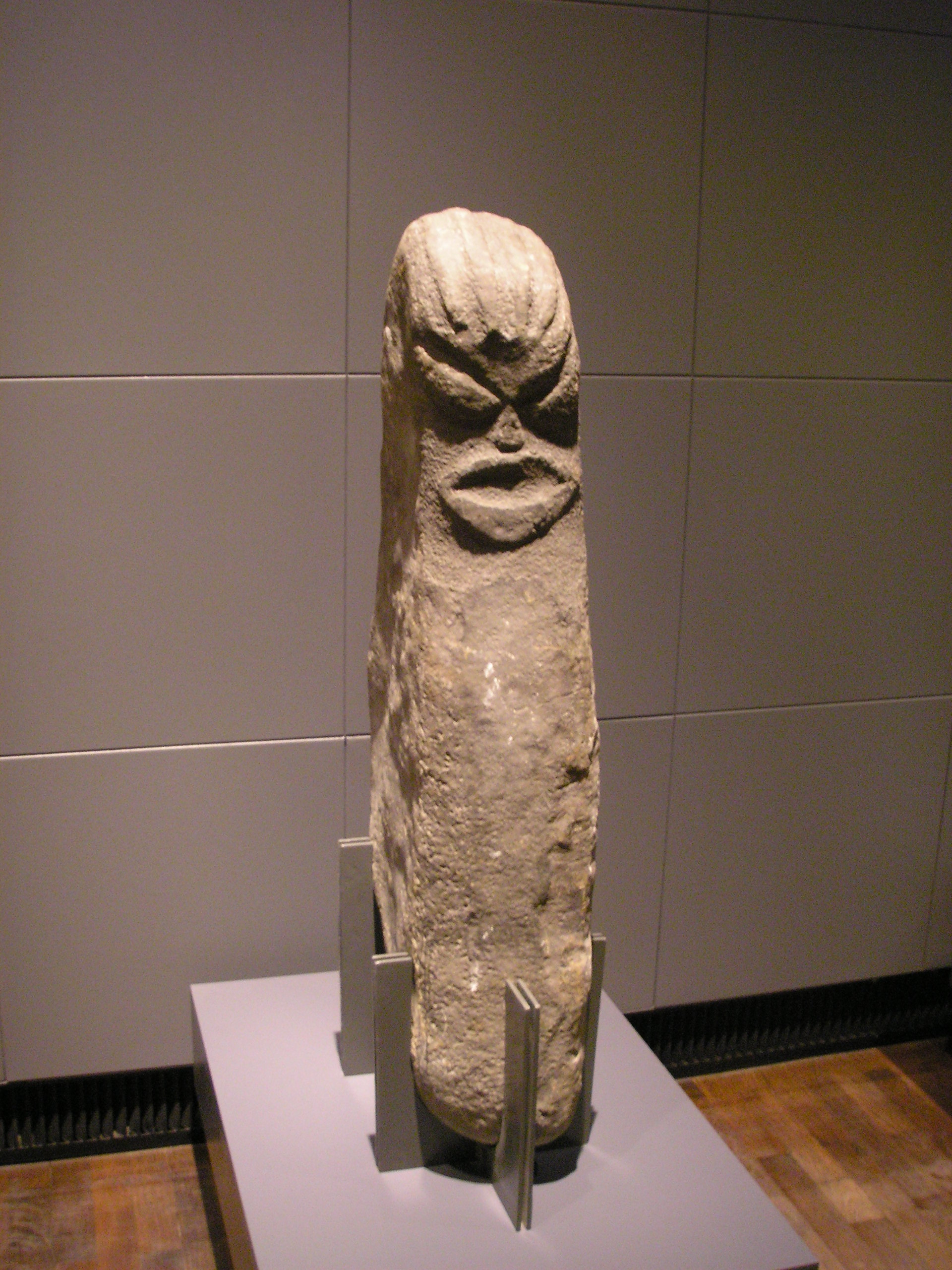
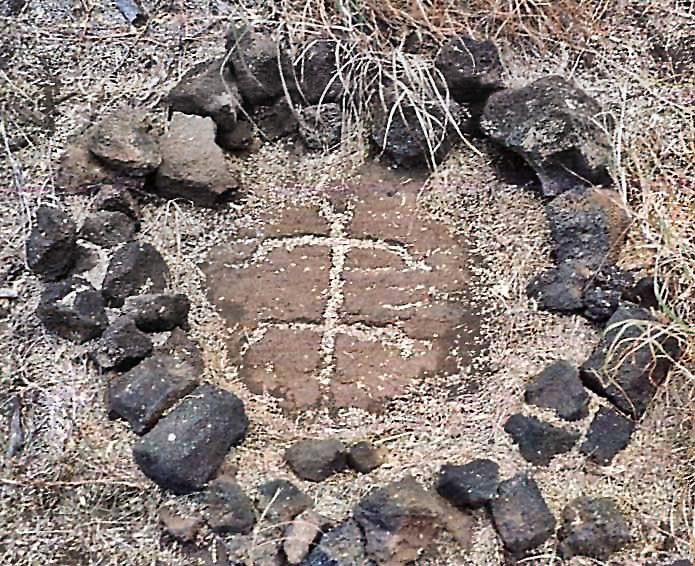
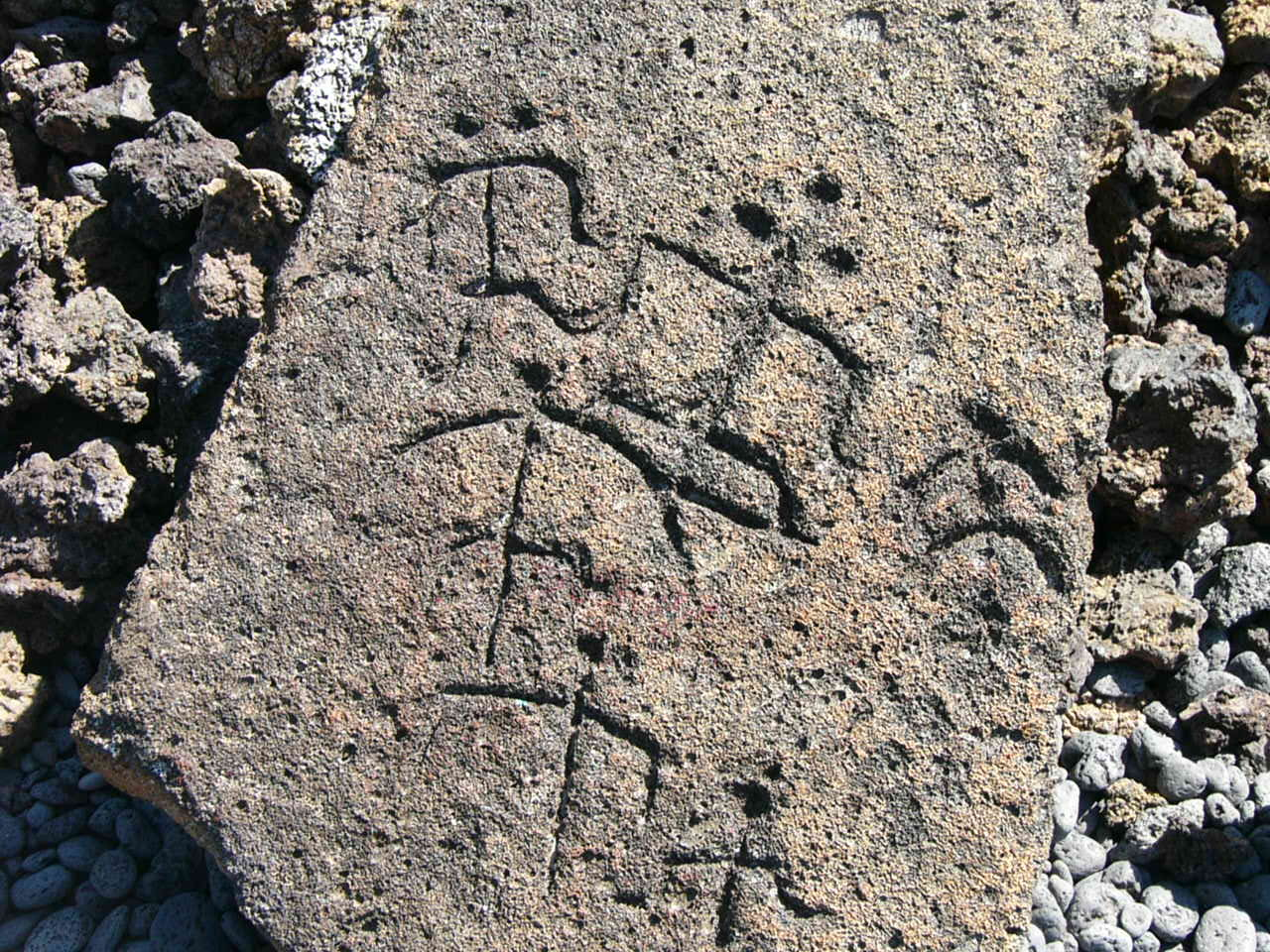

###### La isla de Pascua
Las manifestaciones artísticas de la isla de Rapa Nui están entre las más originales y controvertidas, no solo del Pacífico, sino de todo el mundo. Una isla de 163,6 km², a 2000 km de la isla más cercana y casi 4000 km del continente, que los exploradores europeos no hallaron hasta el siglo XVIII, casi deshabitada, sin más vegetación que la herbácea y con cerca de quinientas cabezas colosales de piedra ha provocado ríos de tinta y un sinnúmero de explicaciones, unas más sensatas que otras. Al parecer, la Pascua fue ocupada por polinesios de las islas Marquesas en el momento de máximo movimiento migratorio de la zona, o sea, el siglo XIII. En esa época estaba cubierta de bosques, lo que propició el florecimiento de una cultura fuertemente estratificada con una casta sacerdotal muy poderosa. La abundancia de recursos favoreció el enriquecimiento y este, a su vez, propició la construcción de innumerables santuarios repartidos por todo el litoral cuya manifestación más grandiosa eran los moáis: cabezas de hasta 10 o 12 m de altura y 50 t de peso, que representarían antepasados míticos o difuntos. Al día de hoy existen diversas teorías pero ninguna explica totalmente cómo fueron elaborados los moais, no se sabe cómo fueron extraídos de las canteras ni cómo fueron modelados, aunque se piensa que fueron transportados por trineos, es muy difícil imaginar como pudieron erigirse y completarse con un tocado pétreo, a modo de sombrero, y como se colocaron los ojos incrustados en piedra blanca.

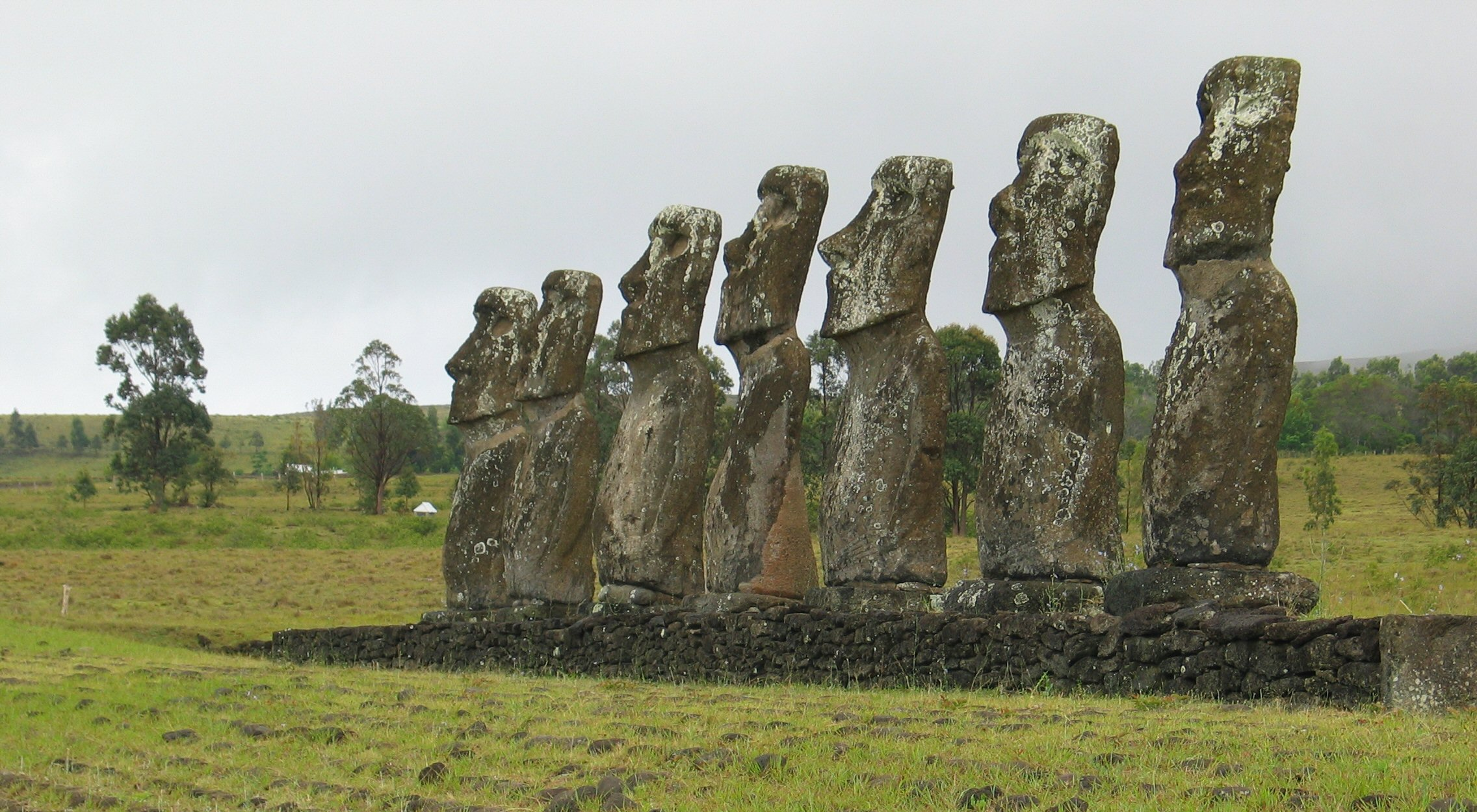
Grupo de moais desplazados de su emplazamiento original
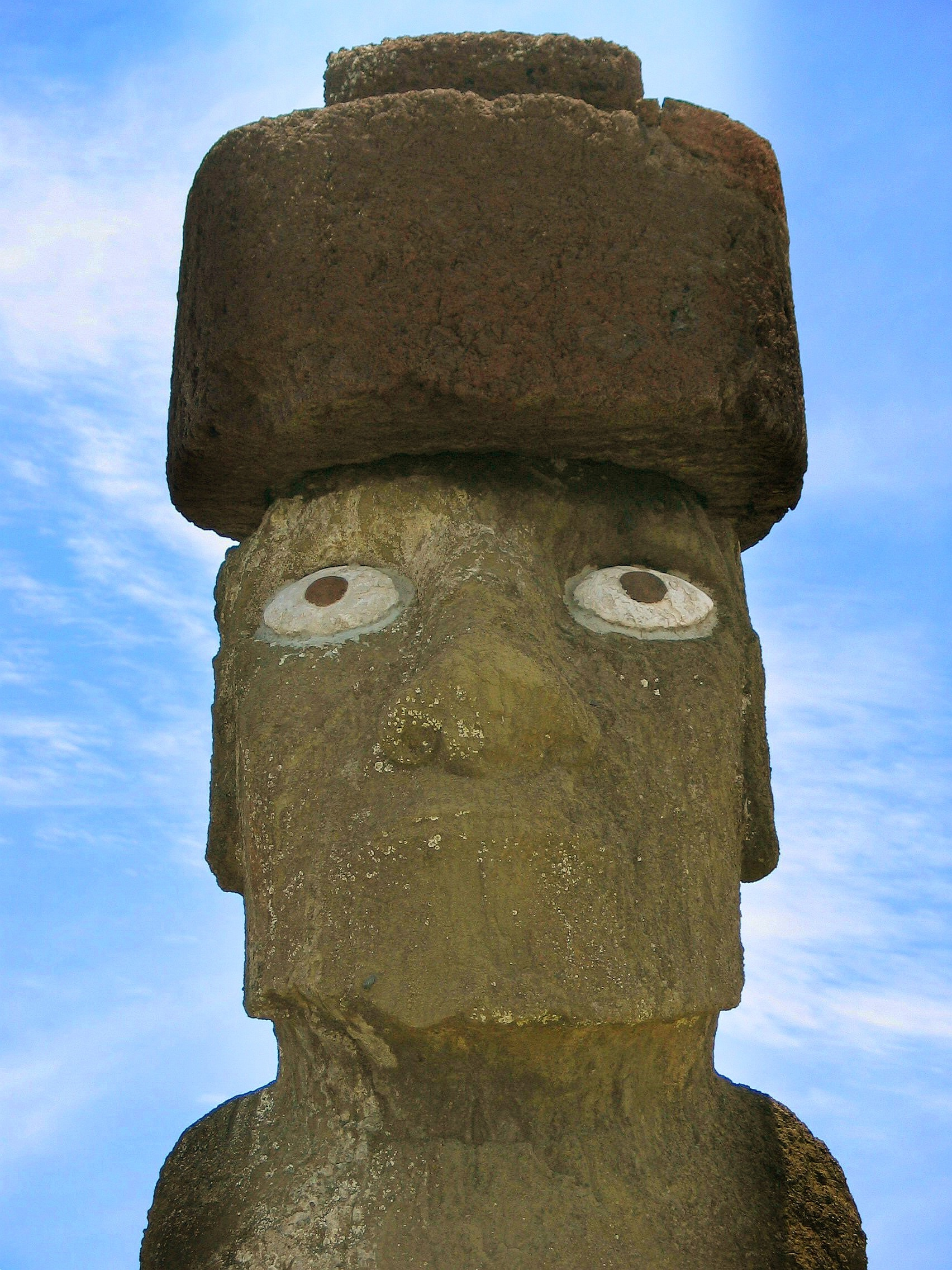
Un moai con los ojos y el tocado colocados en su lugar
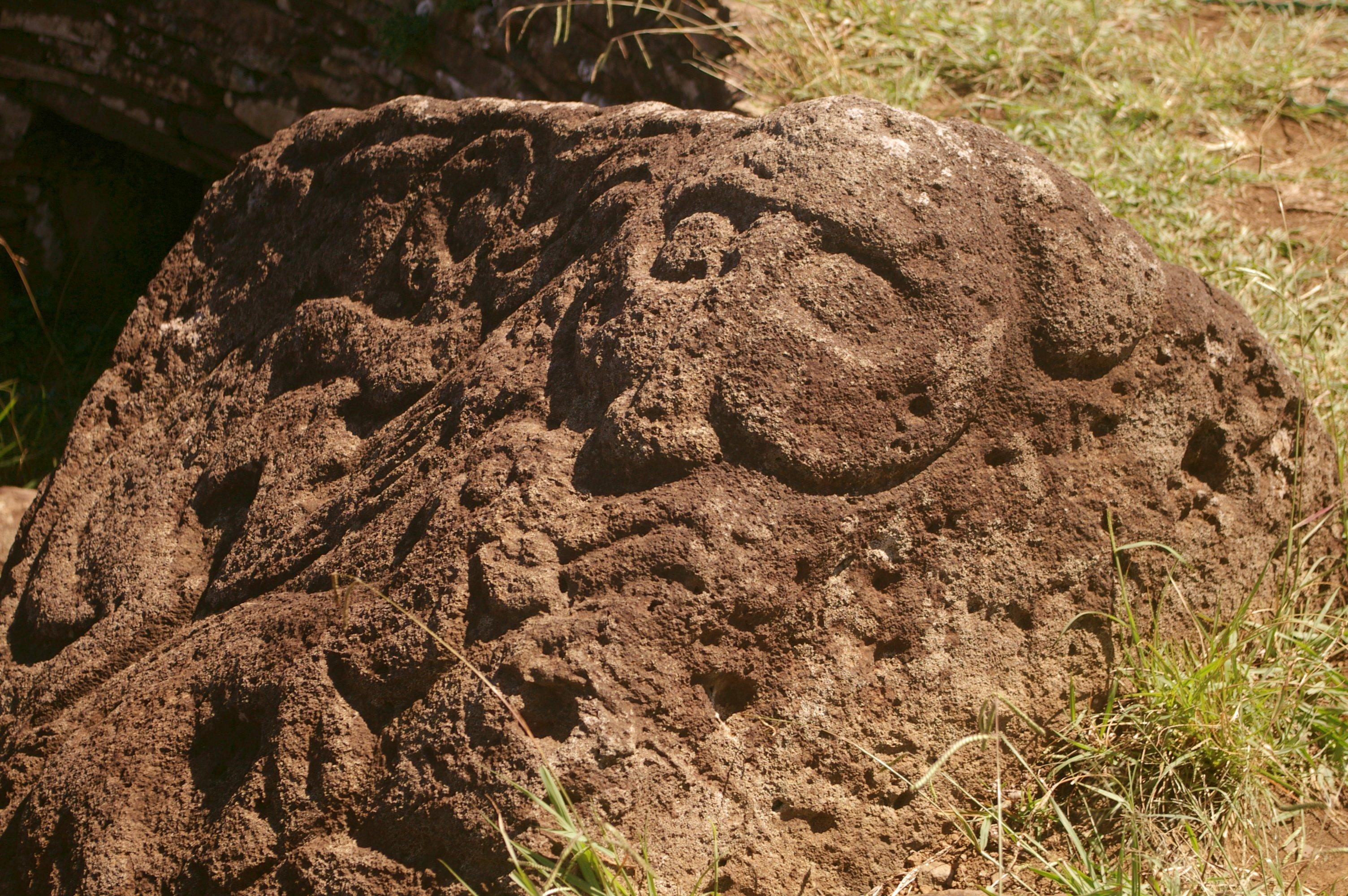
Los petroglifos de Orongo y la ceremonia del hombre-pájaro
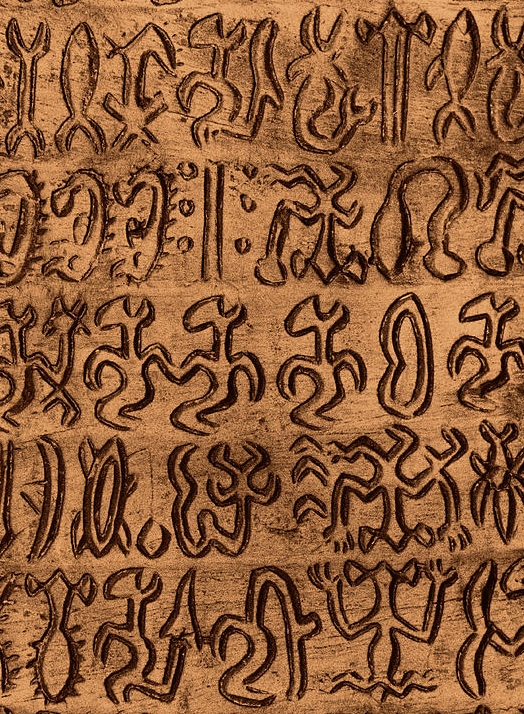
Posible escritura rongo rongo sobre tablilla de madera

Los moais estaban de espaldas al mar sobre plataformas que actuaban como templos al aire libre, sus rostros son poliédricos, con la cuenca de los ojos muy hundida, una frente muy saliente y una nariz desproporcionada (rasgos que quedarían suavizados al colocar los ojos). Pero los pascuenses tienen otras manifestaciones artísticas, como los petroglifos de Orongo, relacionados con el mito del huevo de Pascua y la ceremonia del hombre-pájaro o Tangata Manu; y los rongo rongo, o tablillas con signos que podrían ser una forma primitiva de escritura (algo desconocido por los demás pueblos oceánicos).